# Gótico meridional

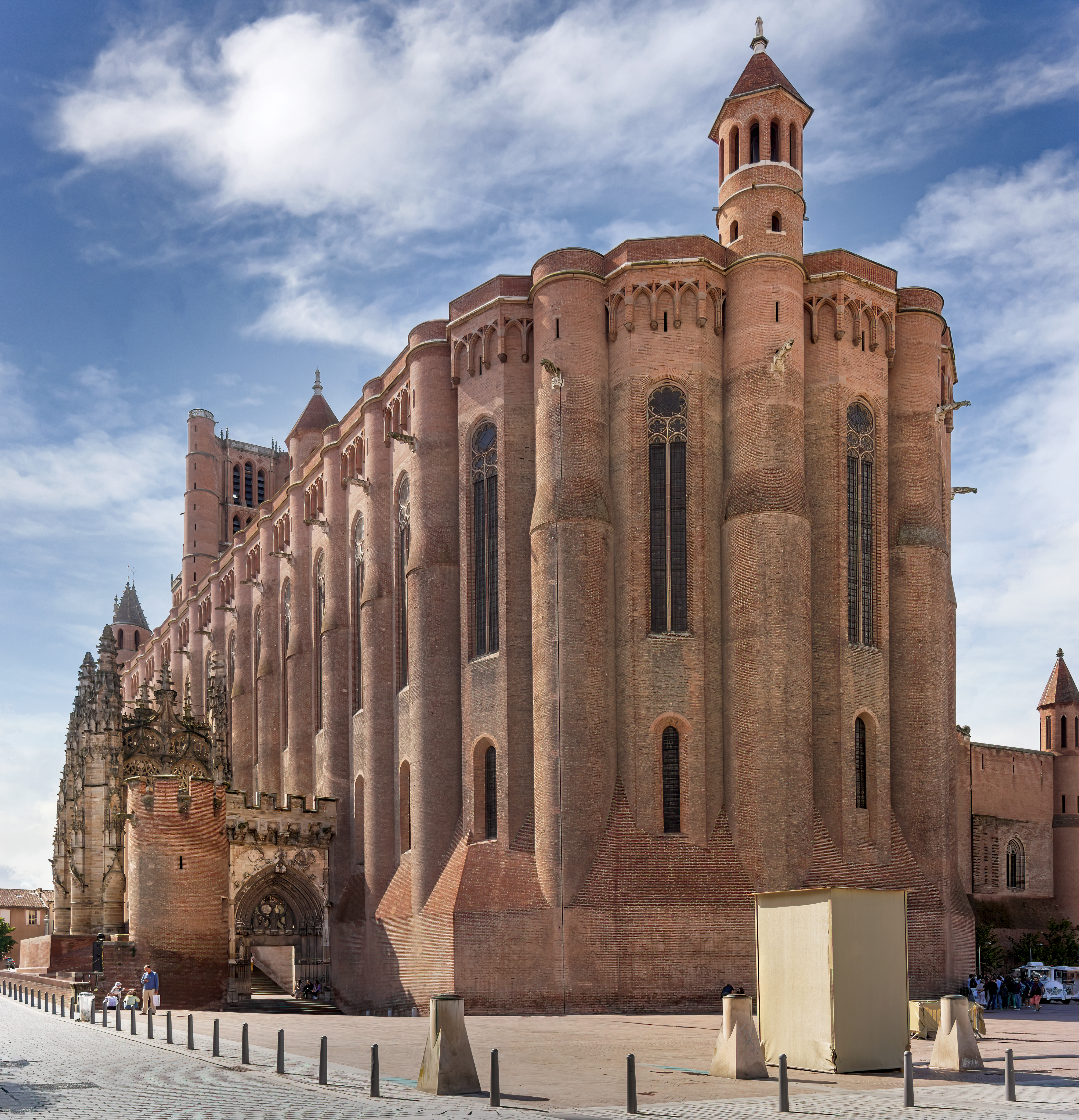
Cabecera de la Catedral de Santa Cecilia de Albi

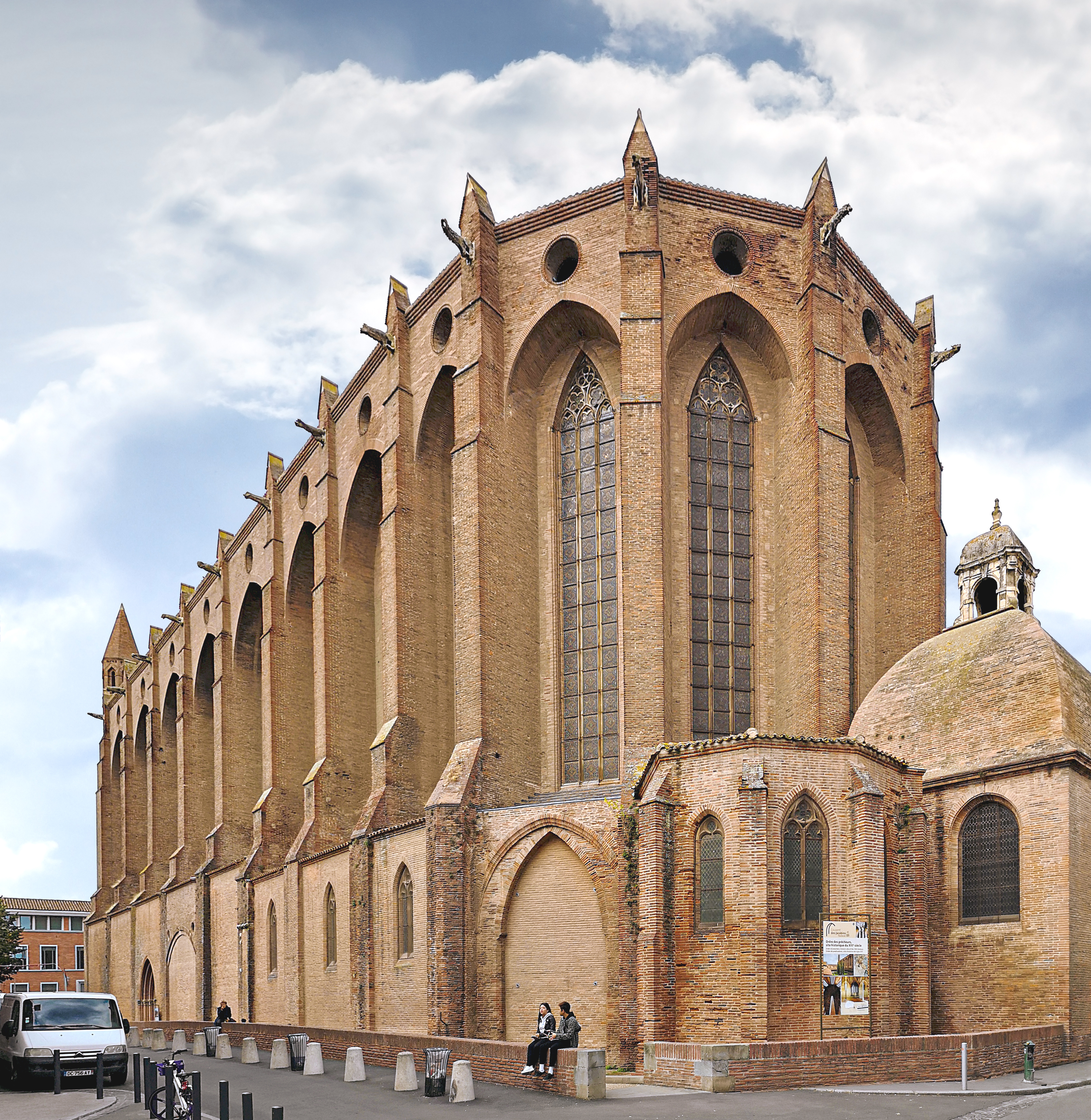
Convento de los Jacobinos de Toulouse

El gótico meridional (en francés: gothique méridional), también llamado gótico to[u]losano (gothique toulousain) o gótico languedociano (gothique languedocien), designa una corriente de la arquitectura gótica religiosa desarrollada en el Middi francés.
Surgió a principios del siglo XIII tras la victoria de la Iglesia católica sobre los cátaros, cuando la iglesia buscaba restablecer su autoridad en la región. Como resultado, los edificios de las iglesias suelen presentar características extraídas de la arquitectura militar. Teniendo en cuenta las críticas de los cátaros a los lujos de la iglesia católica, el gótico meridional es más simple y menos ornamentado que el gótico del norte de Francia, y además difiere en que el material de construcción suele ser ladrillo en lugar de piedra. Con el tiempo, el estilo llegó a influir en los edificios seculares y se extendió más allá del área donde había florecido el catarismo.

## Origen
Durante el auge de la herejía cátara, el lujo de la iglesia católica era constantemente socavado por los parfaits [perfectos] eclesiásticos cátaros. Después de la erradicación política de la aristocracia cátara durante la cruzada contra los albigenses (1209-1229), su mensaje permaneció y fue necesario reconquistar los espíritus. Además del establecimiento de la Inquisición medieval, se puso el énfasis en un estilo arquitectónico más austero y despojado. El gótico meridional se muestra así como un arte militante, pensado como un arma principal de la Iglesia en su lucha contra la disidencia cátara; vuelve contra este última su sesgo por la austeridad y ofrece a la predica un espacio apropiado.
Además, Toulouse entró en el dominio real en 1271, lo que contribuyó a la difusión local del gótico radiante, pero conservando su propia personalidad. Comenzó un período de dinamismo económico, beneficiándose de los intercambios con Aviñón, entonces sede de la cristiandad, así como con los puertos del Atlántico y del Mediterráneo hasta la década de 1340 y la Gran Peste, lo que entrañó un desarrollo de encargos artísticos, tanto seculares como religiosos..

## Área geográfica
El gótico meridional, como su nombre indica, se encuentra en la parte sur de Francia, sobre todo en las zonas donde se había desarrollado el catarismo y que tuvieron que someterse a la represión religiosa y militar llegada del Norte. La «toma de control» de la nueva jerarquía católica dio lugar a numerosas construcciones y reconstrucciones de edificios, tanto religiosos como civiles. Las regiones afectadas fueron los actuales departamentos de Haute-Garonne (Toulouse), Tarn (Albi), Tarn-et-Garonne (Montauban), Ariège, Gers, Aude, Pirineos Orientales y Hérault, y ocasionalmente, en partes de otros departamentos vecinos. Otro ámbito, adyacente, estaba al otro lado de los Pirineos, y afectó a Aragón y a Cataluña, con similitudes, pero todavía de orígenes diferentes marcados por las influencias mudéjares.

## Características
El gótico meridional se caracterizó por la austeridad de las edificaciones, por el uso de contrafuertes en lugar de arbotantes y por las escasas y estrechas aberturas en los muros. En el sur de la actual Francia, la arquitectura románica se prolongó más tiempo que en el norte y la transición al gótico se realizó sin una verdadera ruptura. Muchos de los edificios religiosos que adoptaron este estilo se contentaron con disponer una única nave y se cubrieron con carpinterías reposando sobre arcos diafragmáticos (iglesia de Nuestra Señora de la Asunción de Gruissan).
Los edificios solían tener un aspecto militar y defensivo.

### Construcción en ladrillo

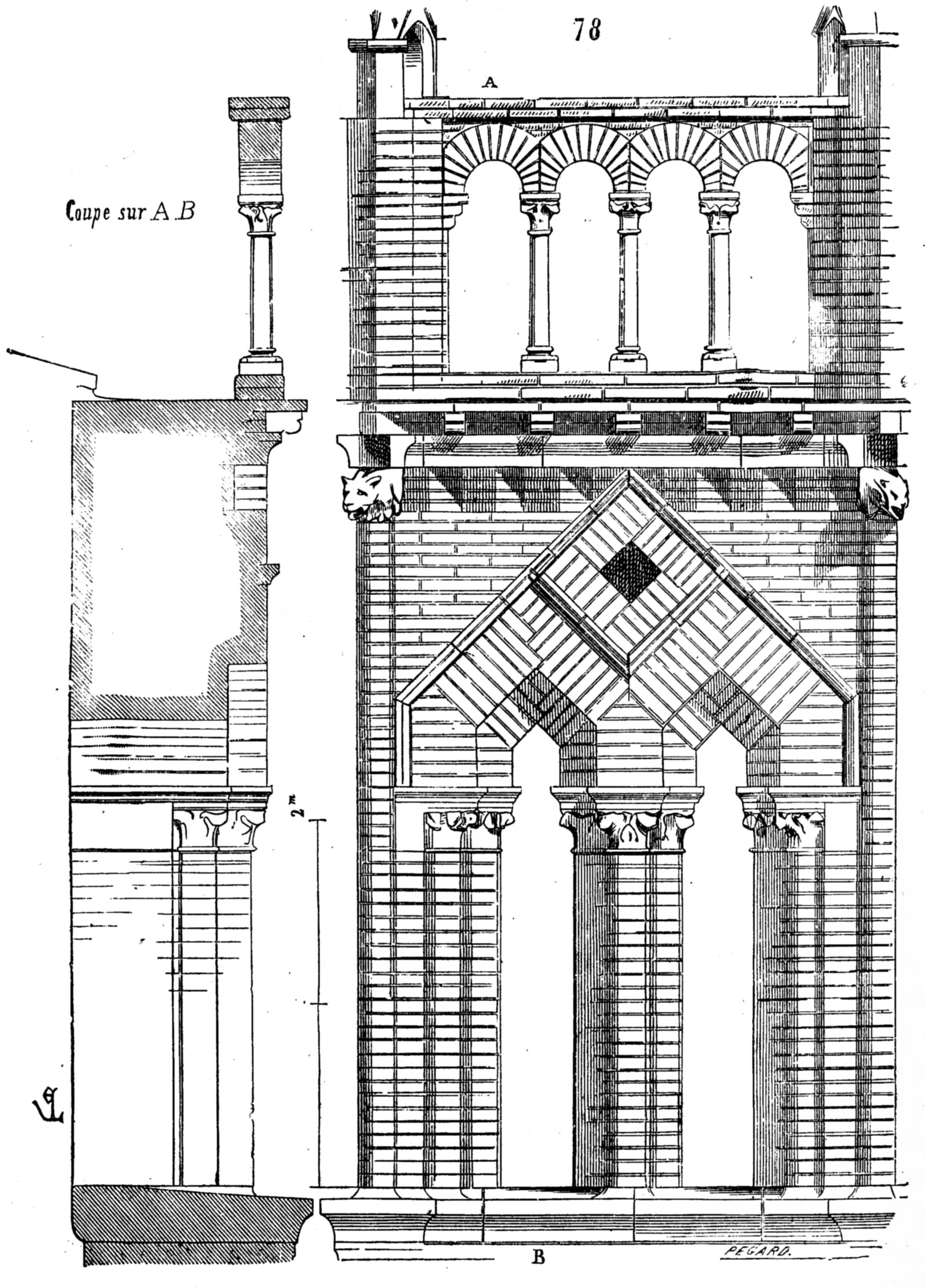
Campanario de los Jacobinos de Toulouse, ilustración del Dictionnaire de Viollet-le-Duc

Como toda construcción que debe usar preferiblemente materiales locales, el gótico meridional de las regiones de Toulouse, Montauban y Albi recurrió principalmente al ladrillo (brique foraine), que se llegara a convertir en una de sus señas de identidad. Los constructores utilizaron técnicas adecuadas a este material, como el arco en mitra típico del «gótico tolosano». El ladrillo se prestaba a realizar composiciones decorativas geométricas, aunque a cambio no permitía que hubiese muchas esculturas integradas en la arquitectura. Dependiendo del tipo de arcilla utilizado, los ladrillos podían ser moldeados o redondeados por abrasión. En algunos edificios se utilizó moderamente la piedra para crear contrastes de color.
Las regiones vecinas localizadas en las que influyó el estilo, pero donde dominaba la piedra, a menudo emplearon el mismo vocabulario arquitectónico.

### Nave única
Después del episodio cátaro, la reconquista de los fieles pasó por la predica (de ahí el fundamento de Domingo de Guzmán de la orden de los Hermanos Predicadores, que estableció una comunidad en Toulouse en 1215 para convertir a los cátaros). Para ello, se privilegiaron las iglesias de nave única, que favorecían la acústica y en la que todos los fieles se disponían ante los ojos del predicador. Las naves centrales de las iglesias importantes estarán bordeadas por capillas laterales que se alojaran entre los contrafuertes y que se coronaran con grandes vanos para iluminarlas.
No obstante, la presencia de una nave única no está necesariamente vinculada a este fin, y a veces pudo deberse a otras consideraciones o a la existencia de una nave única preexistente. Y a la inversa, aunque la gran nave de los Jacobinos de Toulouse se encuentra dividida por una hilera de pilares, no por ello constituye menos una única entidad.
La nave antigua (de comienzos del siglo XIII) de la catedral de Toulouse marca el nacimiento del gótico meridional. El obispo Fulco de Marsella la concibió como un desafío monumental y espiritual a la disidencia cátara. Dos elementos estructurales fundamentales se combinaron entonces para definir el gótico de Toulouse: la nave única y la bóveda de crucería, lo que llevó a la construcción de una bóveda de inusual magnitud en el Mediodía francés(19 metros de anchura). La nave de la catedral de Toulouse también participaba de la austeridad inspirada en san Bernardo al caracterizarse por la ausencia de decoración escultórica.De este innovador edificio, construido entre 1210 y 1220, del que quedan tres tramos de los cinco originales, fluirá la investigación arquitectónica llevada a cabo en los conventos mendicantes de Toulouse y que culminará en el convento de los jacobinos de Toulouse y en la catedral de Albi.
La iglesia del convento de los Jacobinos de Toulouse fue considerada por el papa Urbano V la iglesia dominicana más hermosa de la Europa cristiana, quien le atribuyó las reliquias del gran pensador dominico Tomás de Aquino en 1369. Mide 80 m de longitud por 20 m de anchura y 28 m de altura, creando un volumen interior impresionante. La dificultad de abovedar dos naves de anchura desigual condujo a partir de 1275 a la instalación de una hilera de columnas cilíndricas que definían dos naves idénticas en los vanos rectos del ábside. El injerto de un único ábside, de planta poligonal, sobre una iglesia de dos naves dio lugar a una bóveda estrellada cuya compleja organización se anticipó en más de un siglo al gótico flamígero. La tradición se refiere a esta obra maestra como «palmier» (palmera), porque las nervaduras brotan del fuste liso de la columna como hojas de palma.
La catedral de Albi tardó dos siglos en construirse, de 1282 a 1480, pero la nave debía estar terminada ya en 1390. Sus dimensiones excepcionales para un edificio de estilo gótico meridional (longitud interior: 100 metros, anchura interior: 30 metros, altura de las bóvedas: 30 metros) y su construcción algo posterior la hacen unicum dentro de su misma familia. Frente a la opción desarrollada por los jacobinos y en el resto de la región, el maestro de Albi prefirió reforzar la unidad global de la construcción, minimizando las rupturas en planta, reduciendo la división horizontal del volumen y suavizando el ritmo de los vanos de la nave. El arquitecto albigense tuvo la habilidad de colocar los contrafuertes dentro del muro, dándoles al exterior una forma cilíndrica e ignorando la brutalidad de los ángulos agudos evidentes en los jacobinos y puntuando felizmente el plano vertical del muro goterón eliminando cualquier sequedad.

Iglesias góticas de nave única
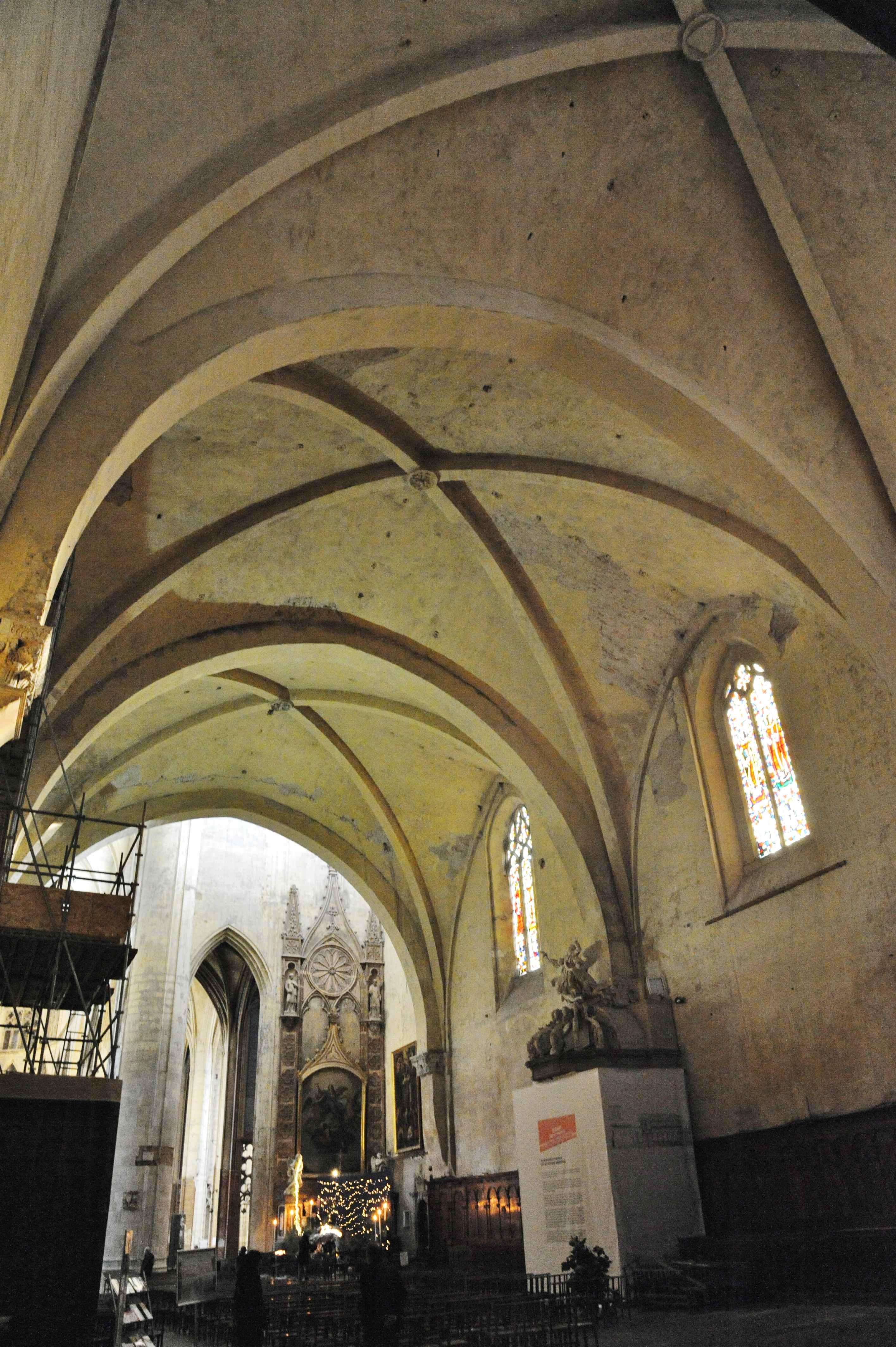
Nave de la catedral Saint-Étienne de Toulouse
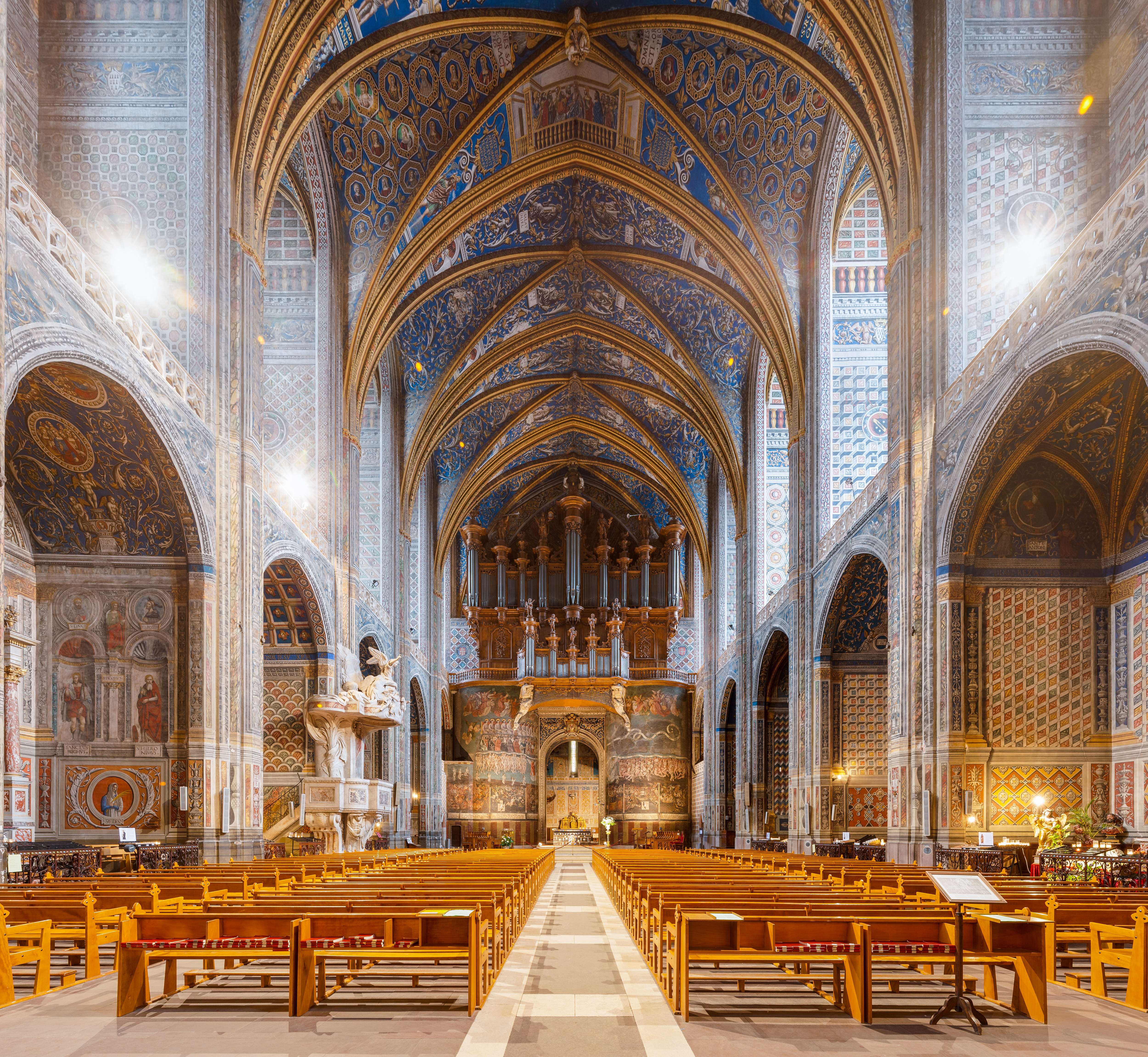
Catedral de Santa Cecilia de Albi
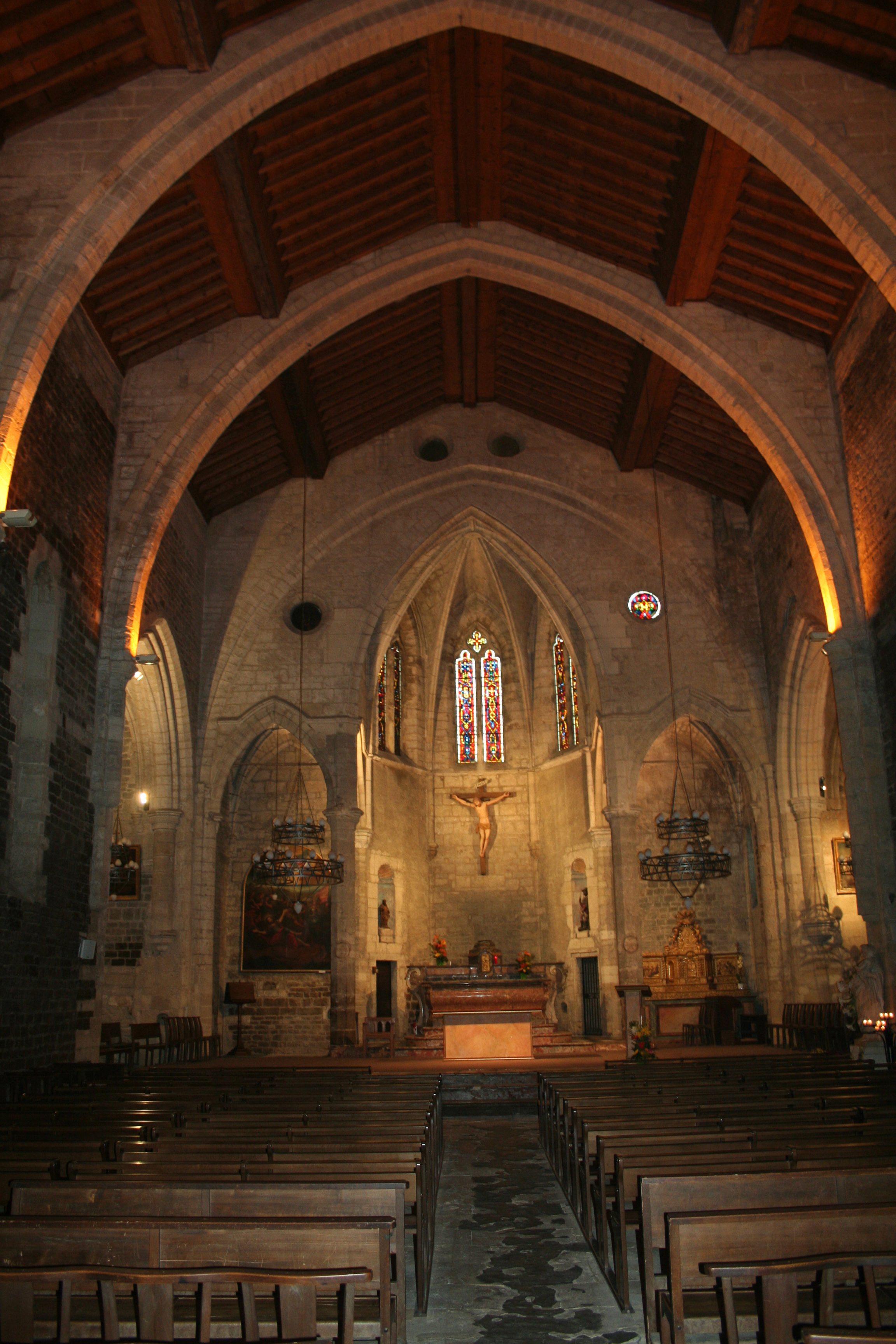
Iglesia de Saint-Paul de Frontignan
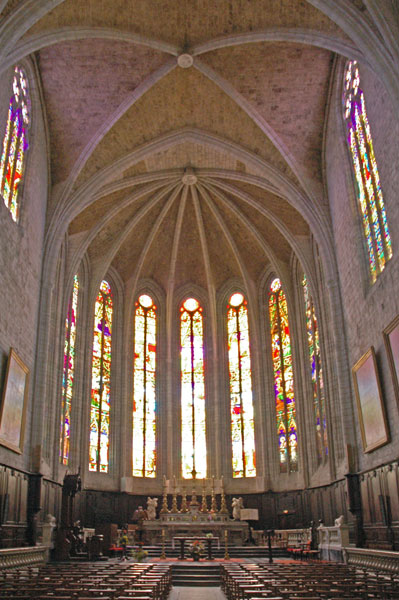
Catedral de San Fulcran de Lodève
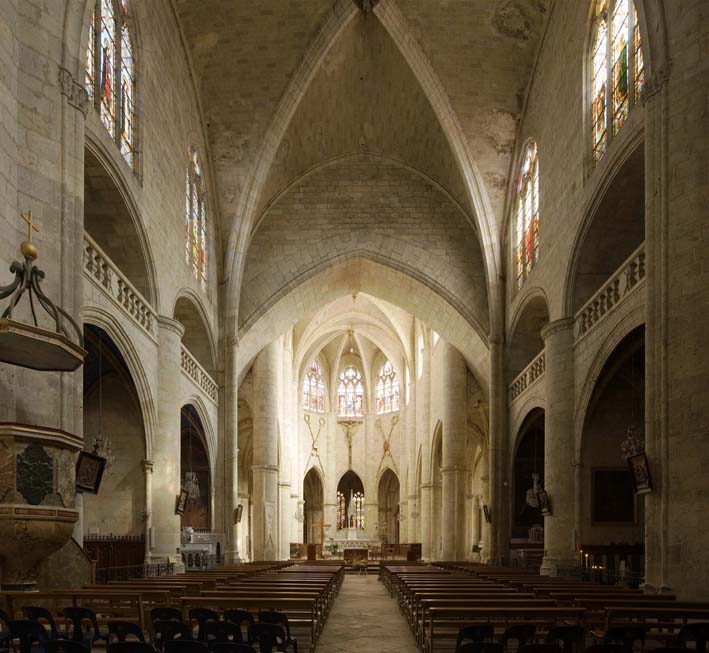
Catedral de San Gervasio y San Protasio de Lectoure
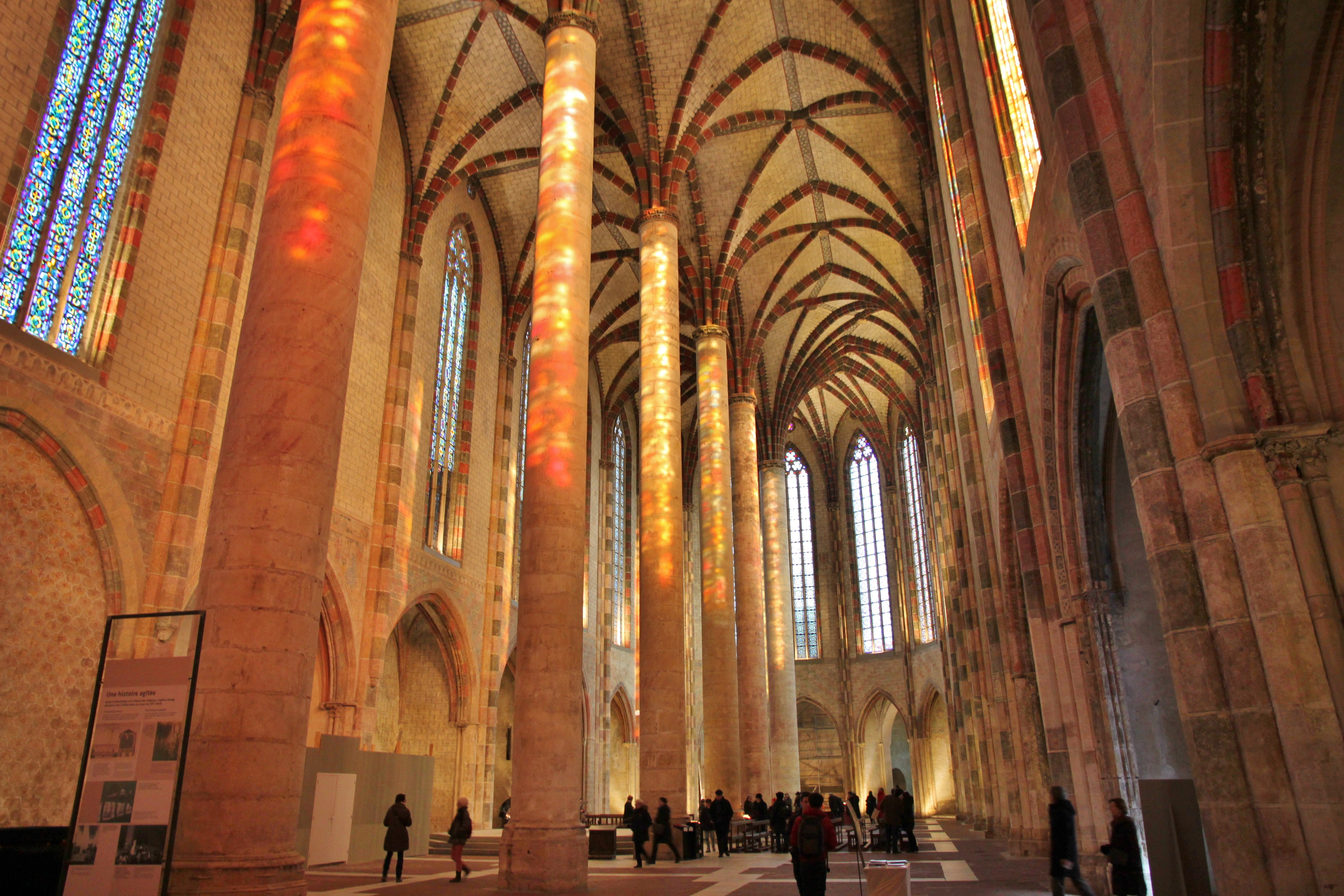
Conjunto conventual de los Jacobinos de Toulouse
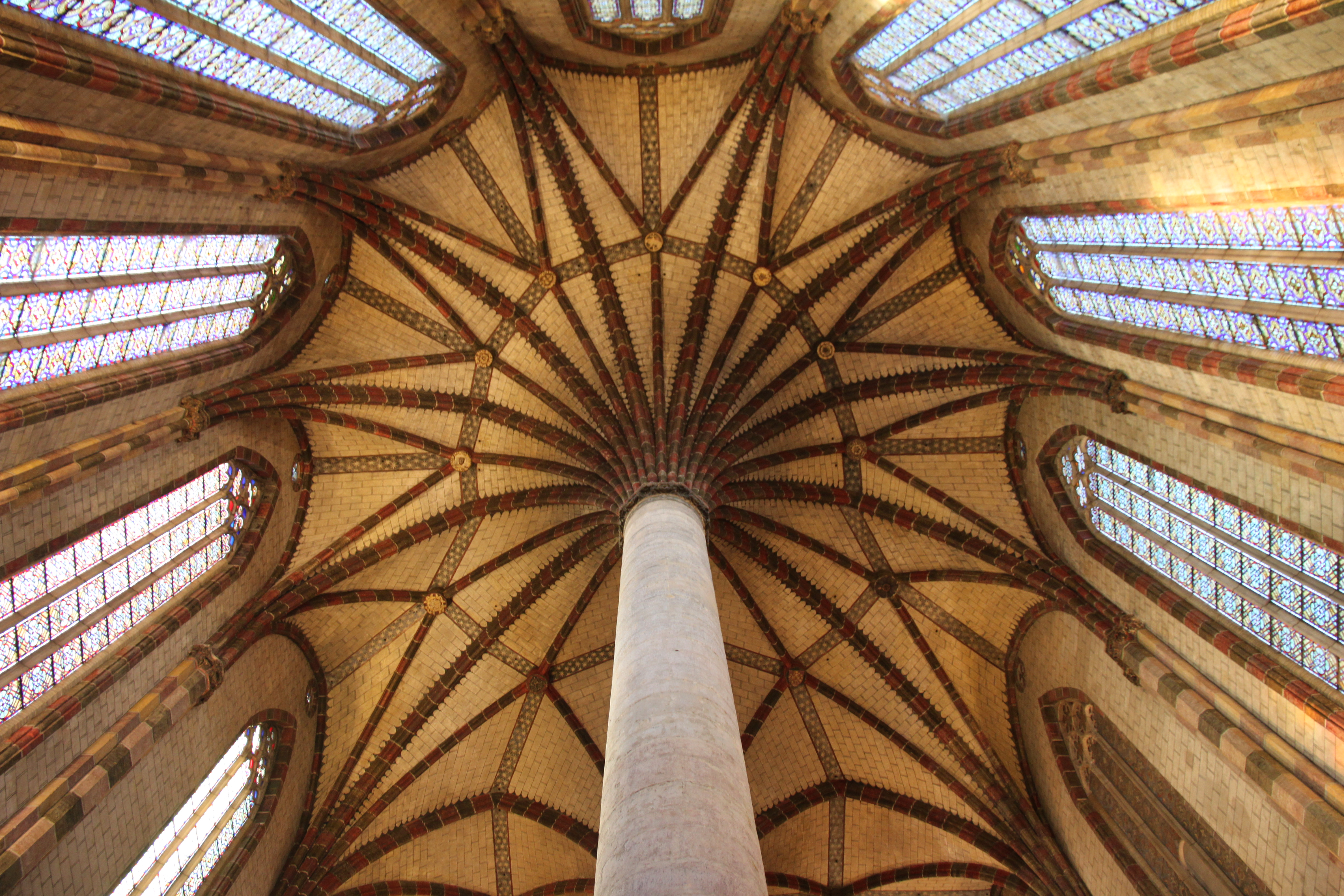
La "palmier" de los Jacobinos de Toulouse (1292)

### Campanario
Los campanarios pueden ser de cualquier tipo, pero dos formas serán las más usadas: el campanario «tolosano» y el campanario-muro.
- Campanario «tolosano» octogonal. En la región de Toulouse, el campanario típico, de planta octogonal y plantas que se reducen gradualmente, apareció en la época del románico, y pasó luego al gótico, modificando sólo la forma de sus ventanas. Por lo general, se rematan con una flecha, pero un buen número están desprovistos de este elemento, bien porque han sido destruidas o bien porque la construcción se detuvo. El ejemplo típico es el campanario de la Basílica de Saint-Sernin de Toulouse, recrecido en la época gótica con vanos en mitra que suceden a los huecos de medio punto románicos, aunque también hay huecos en ogiva.

Campanario «tolosanos»
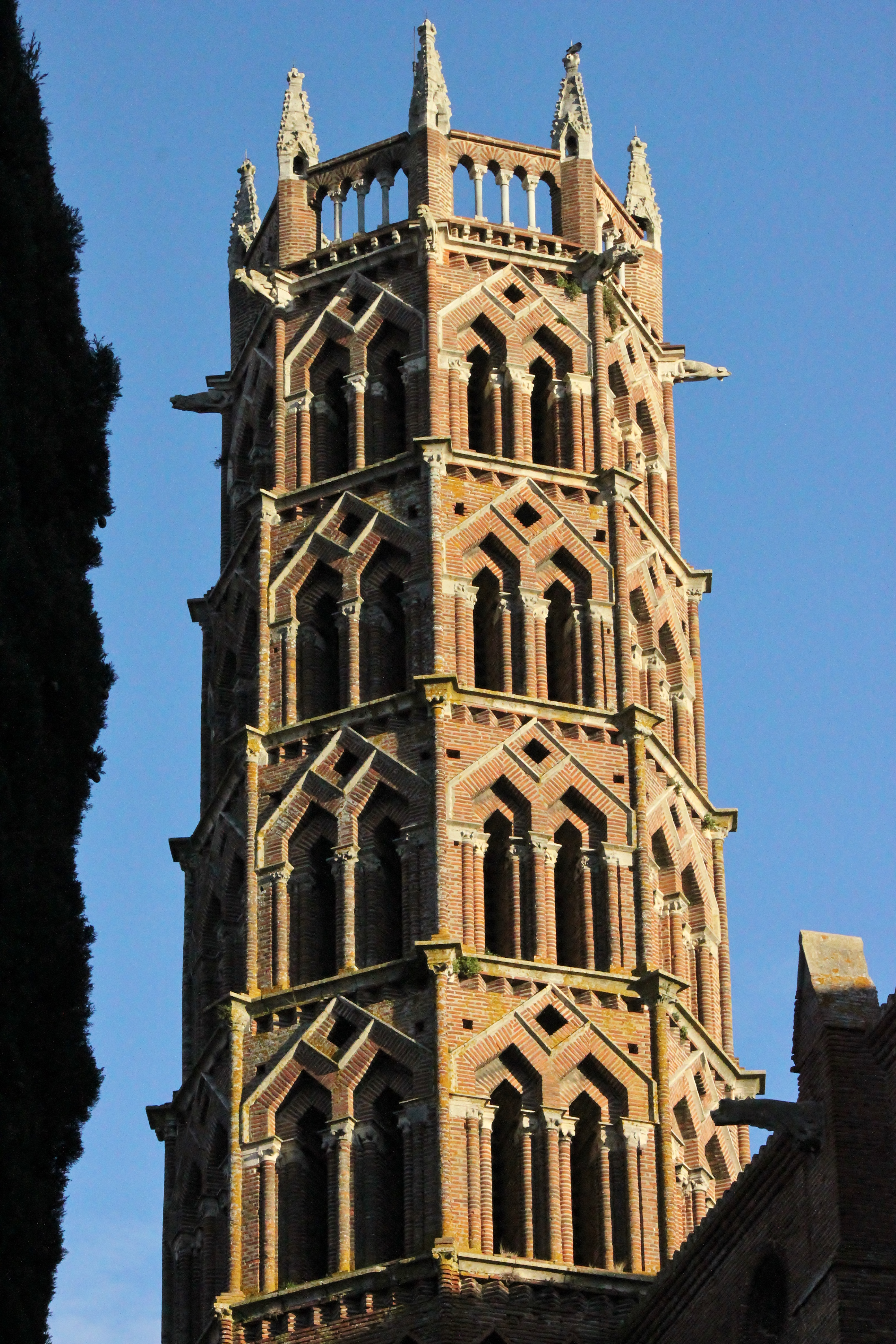
Jacobinos de Toulouse
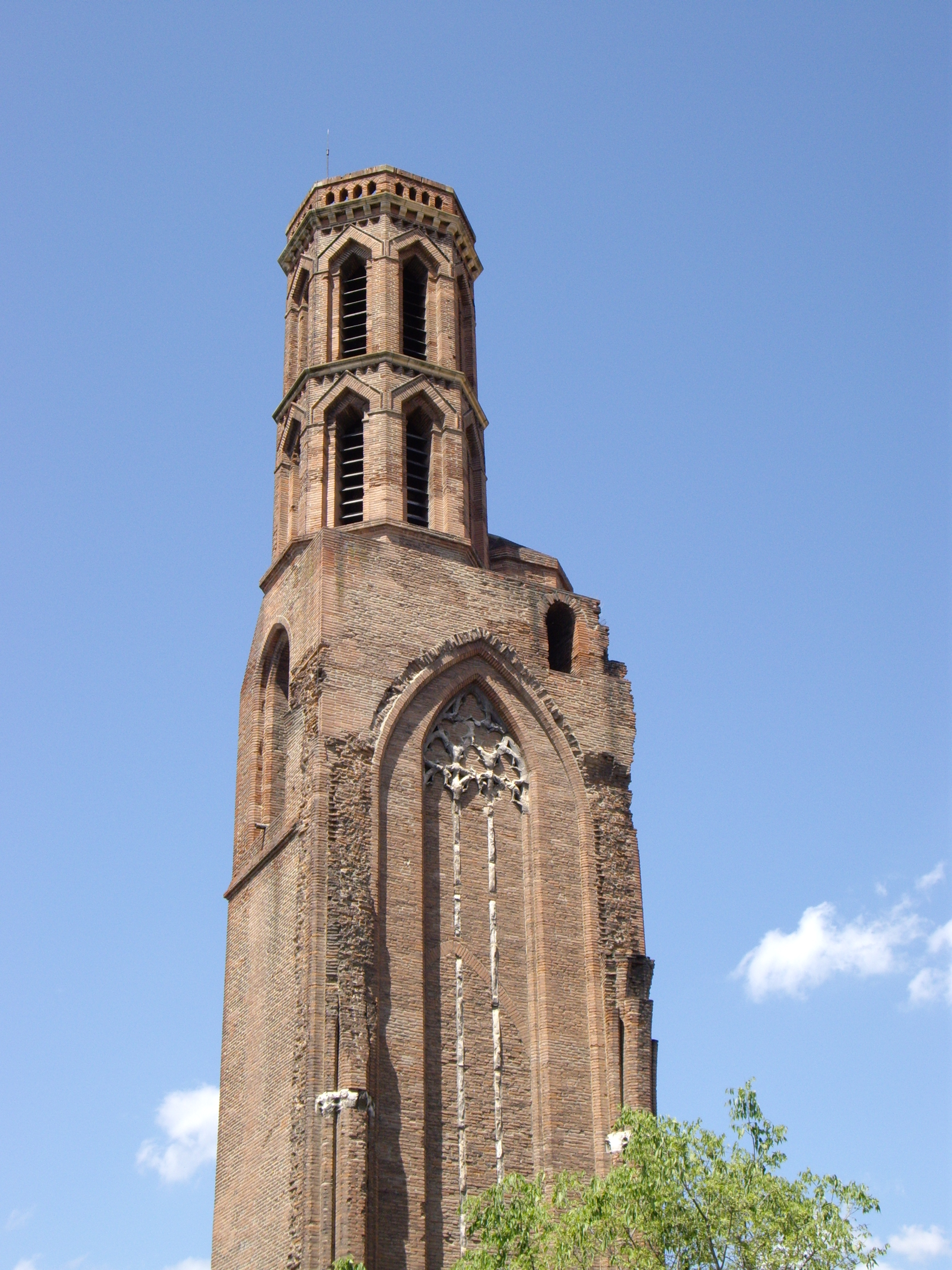
Cordeliers de Toulouse
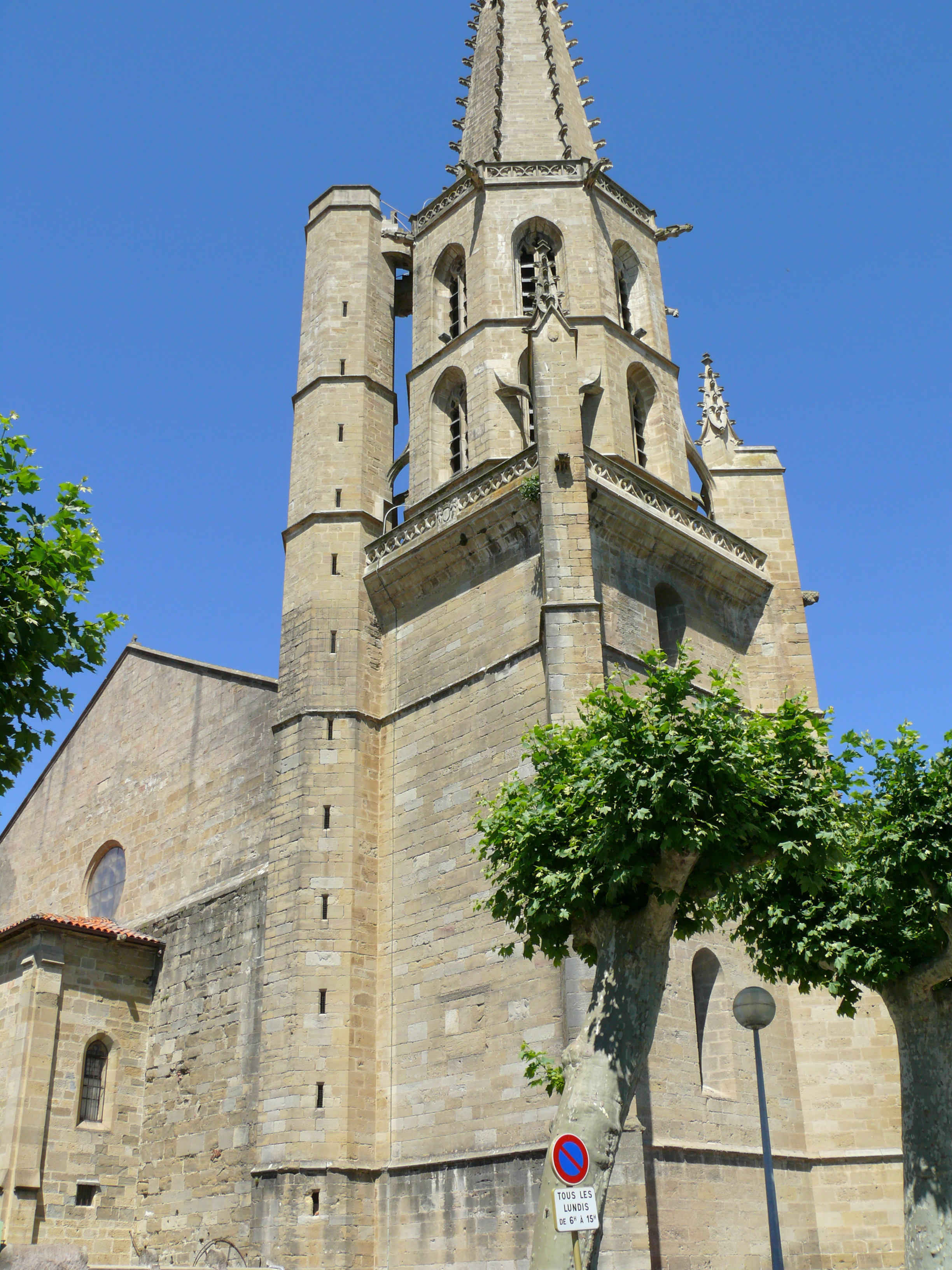
Catedral de Saint-Maurice de Mirepoix
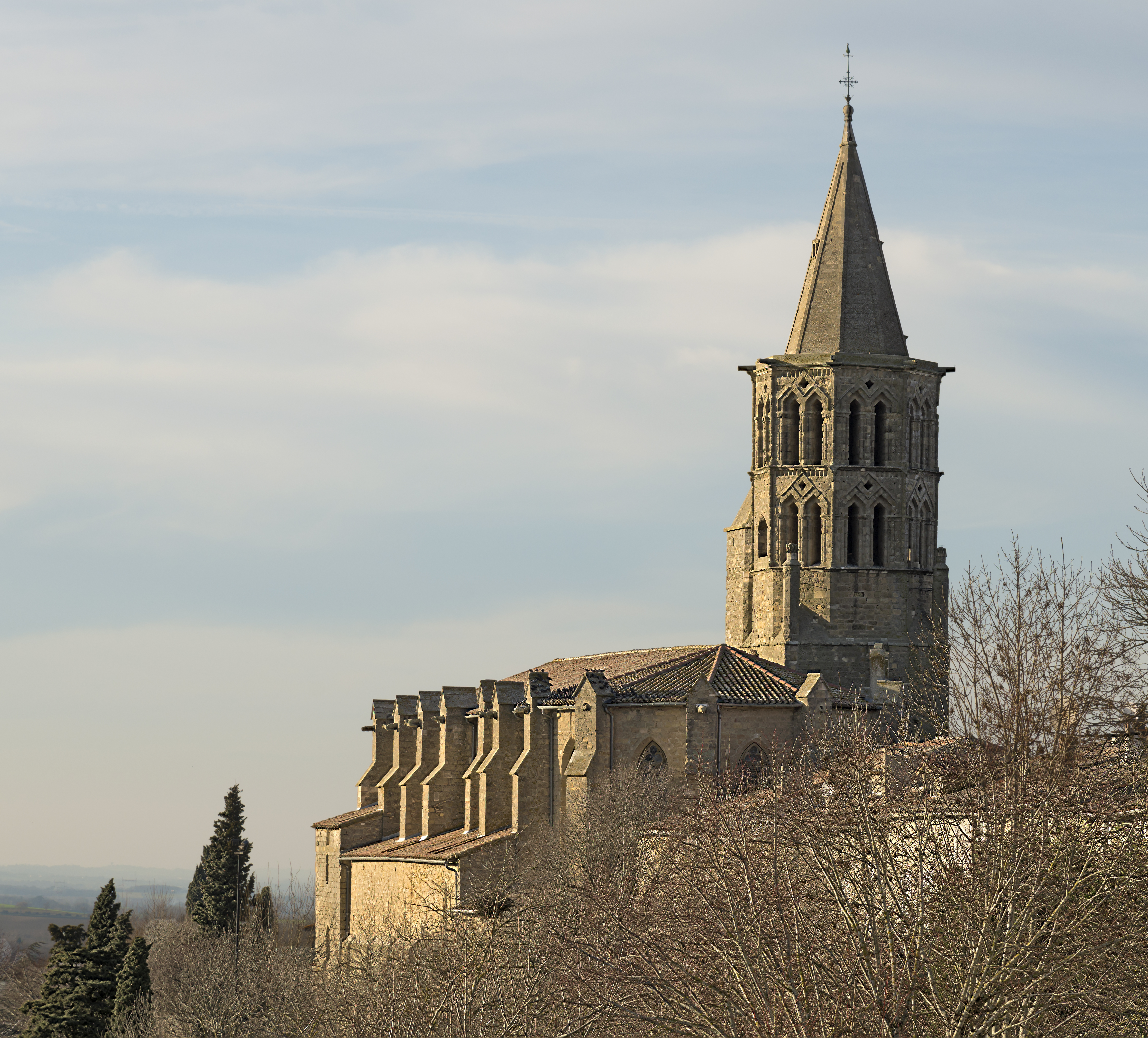
Saint-Felix, Saint-Felix-Lauragais, en piedra
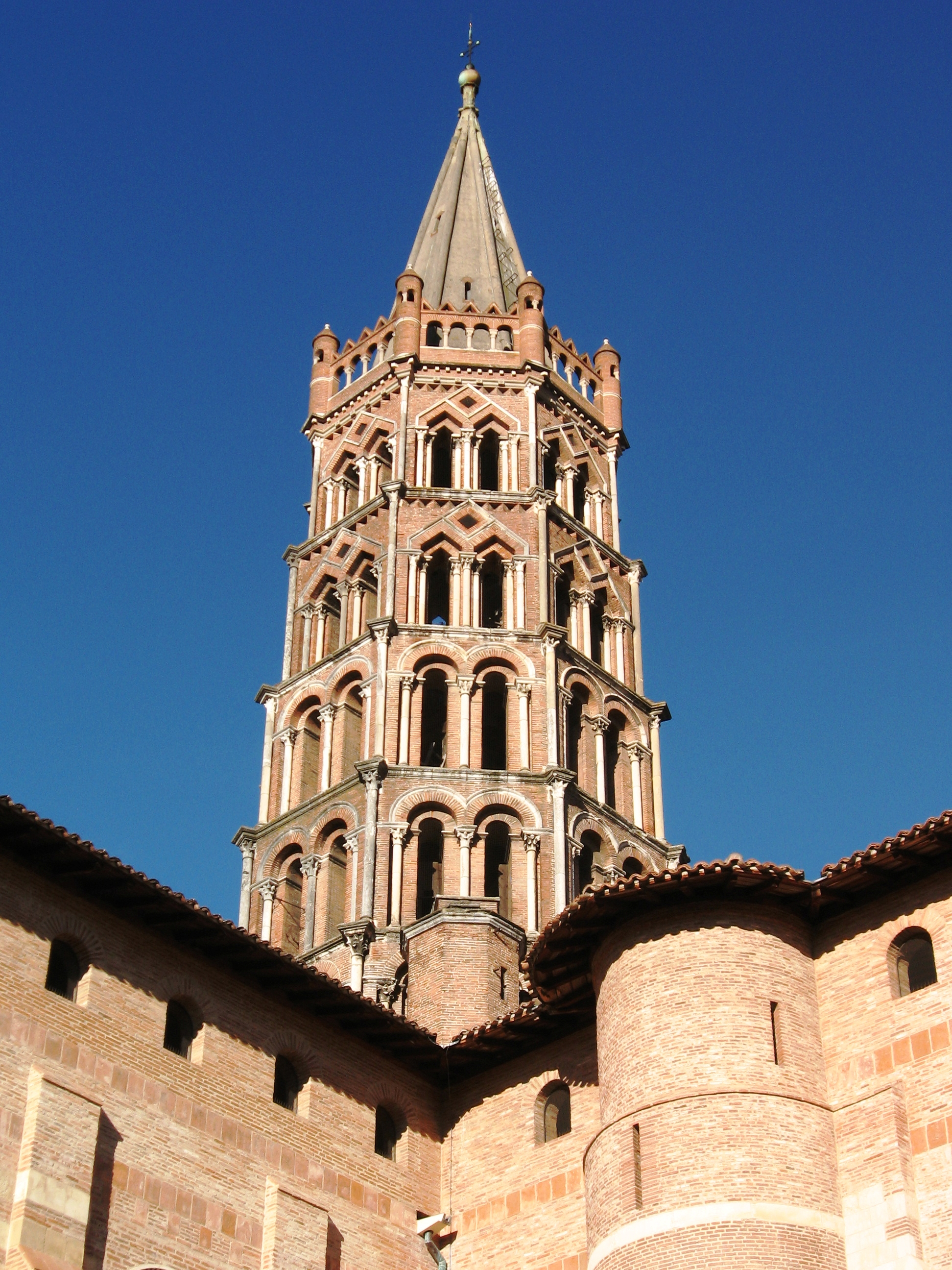
Basílica de Saint-Sernin de Toulouse
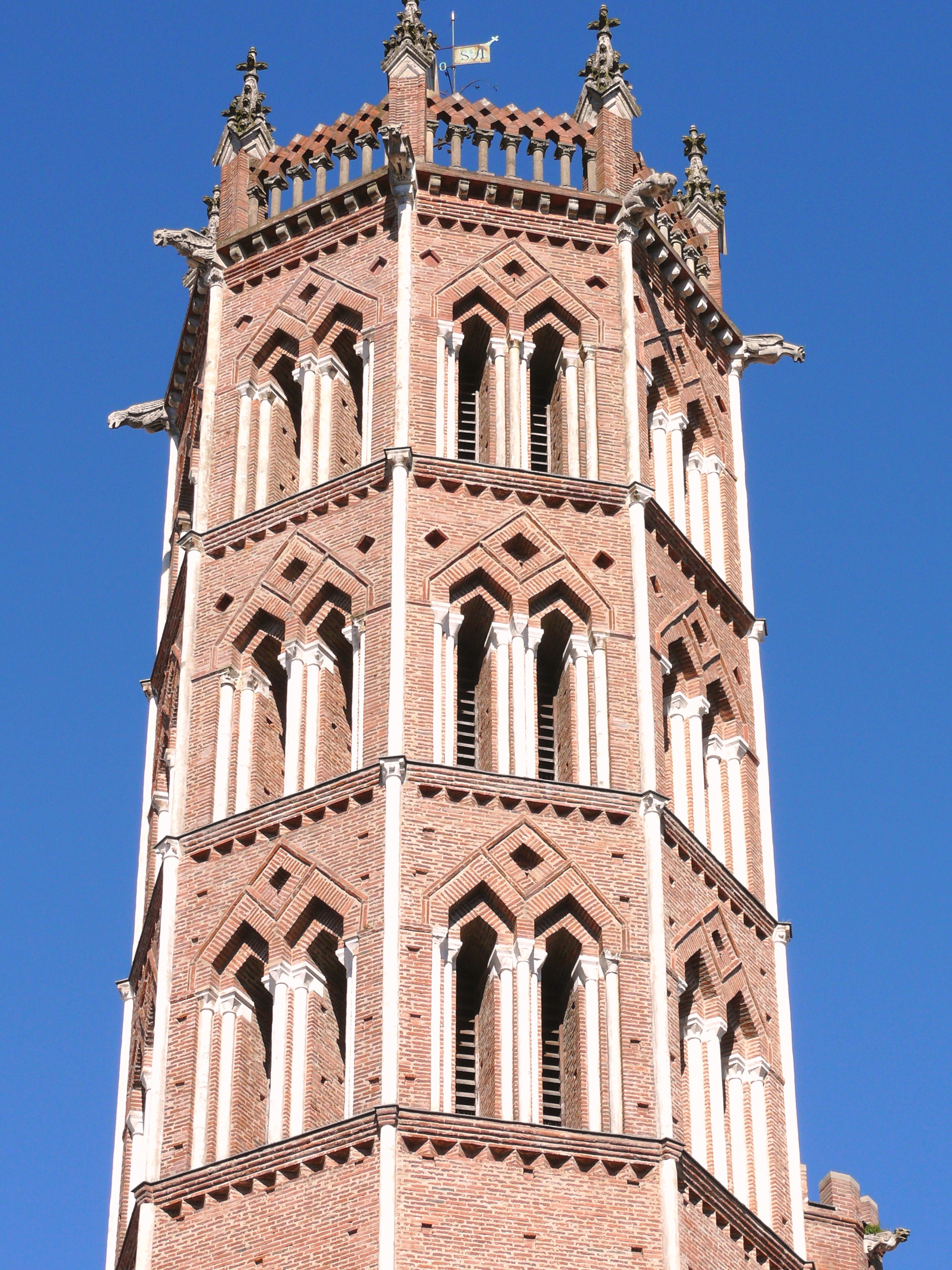
Catedral Saint-Antonin de Pamiers
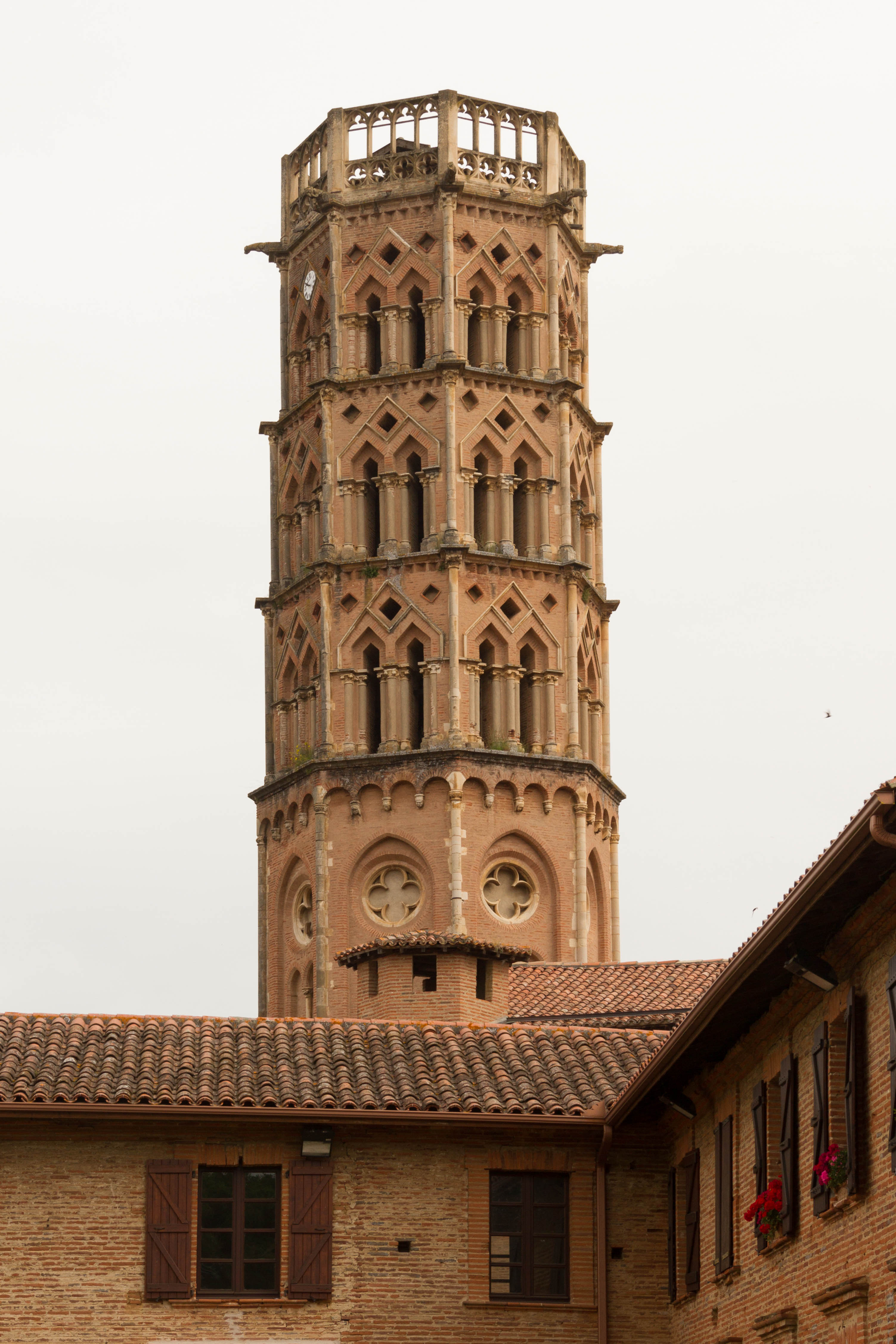
Catedral de la Natividad de la Virgen de Rieux-Volvestre

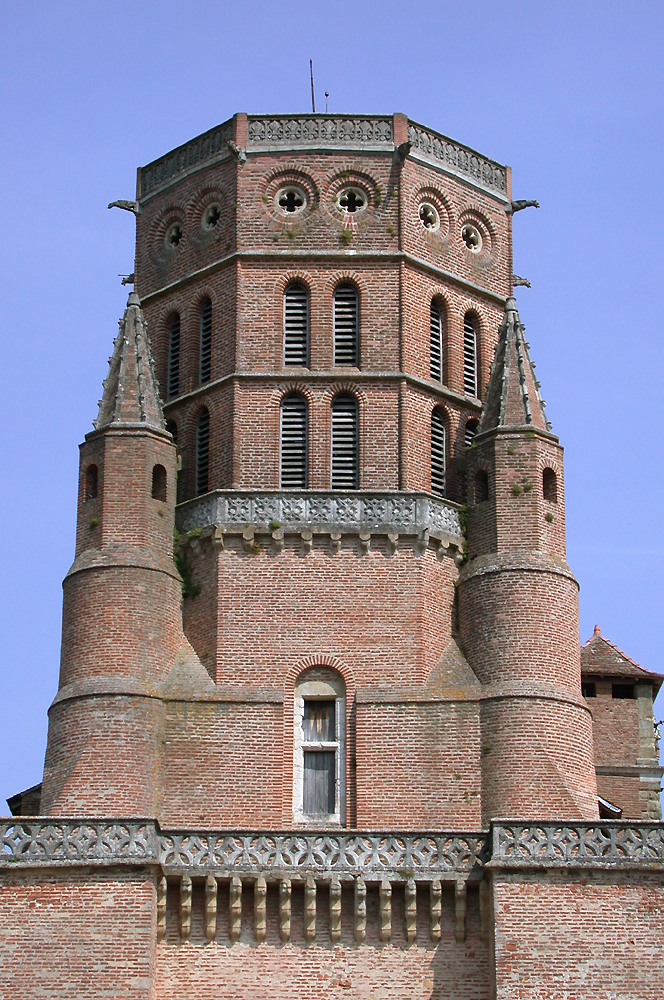
Catedral de Saint-Alain de Lavaur
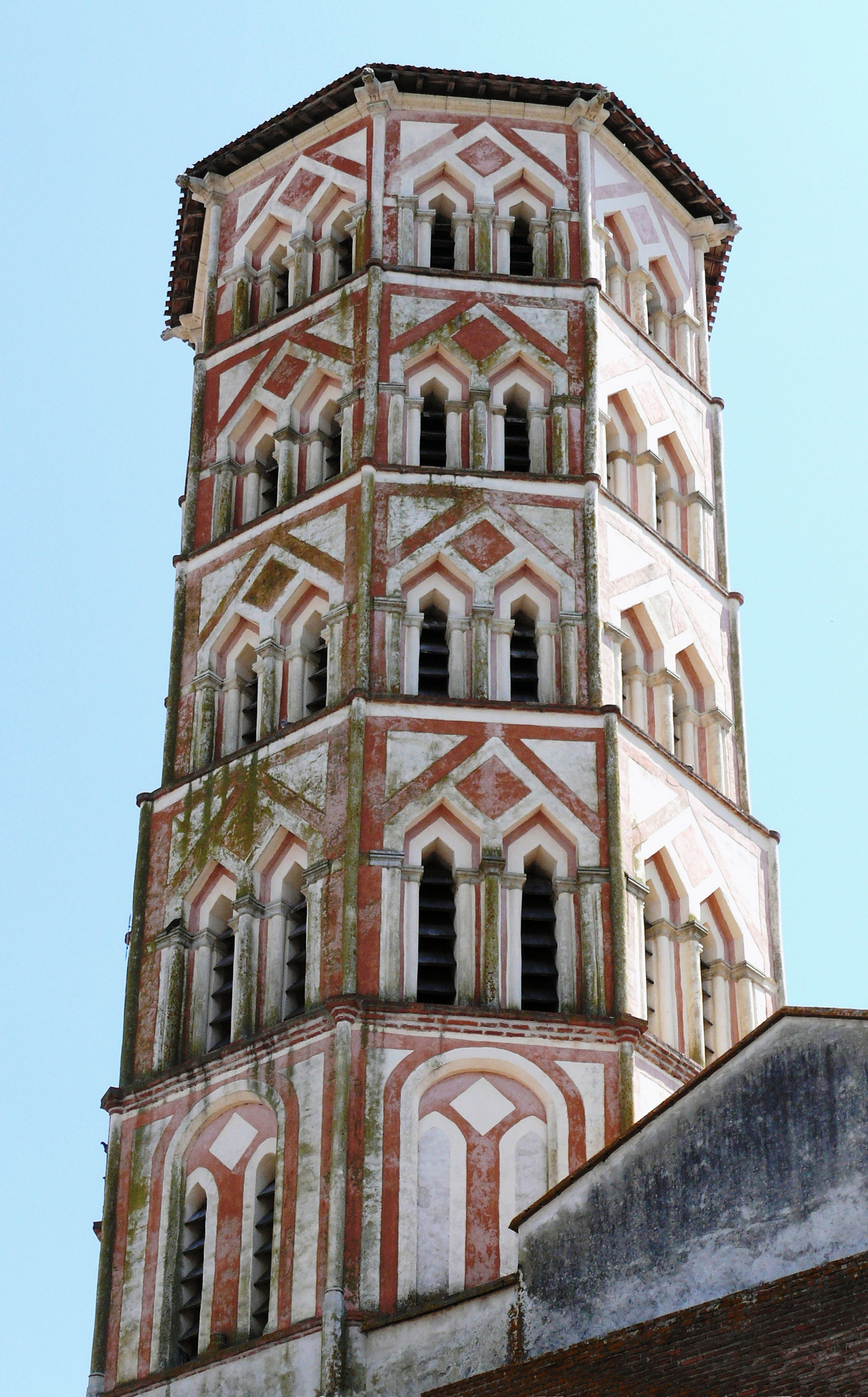
Catedral de Santa María de Lombez
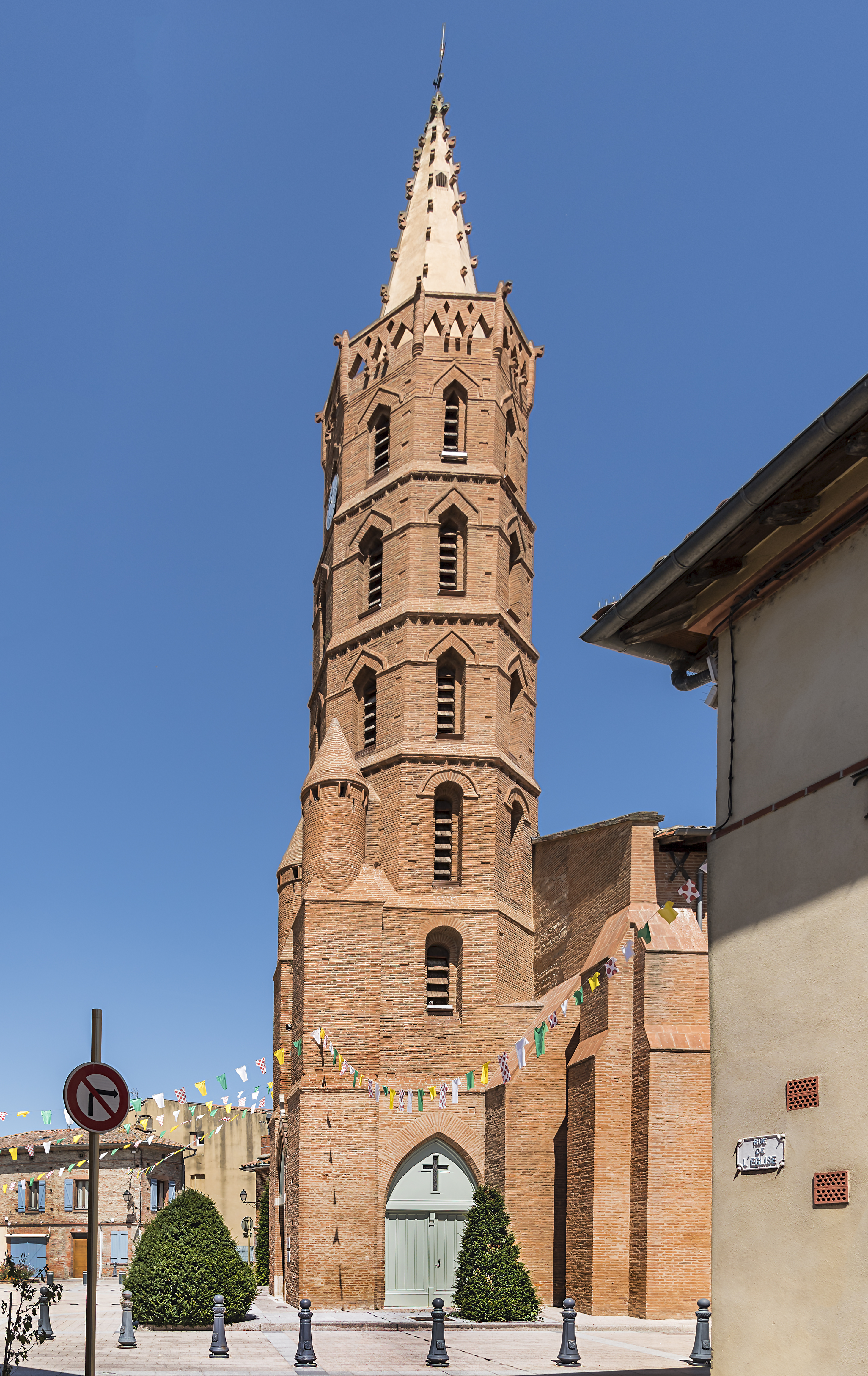
Iglesia Saint-Pierre de Blagnac
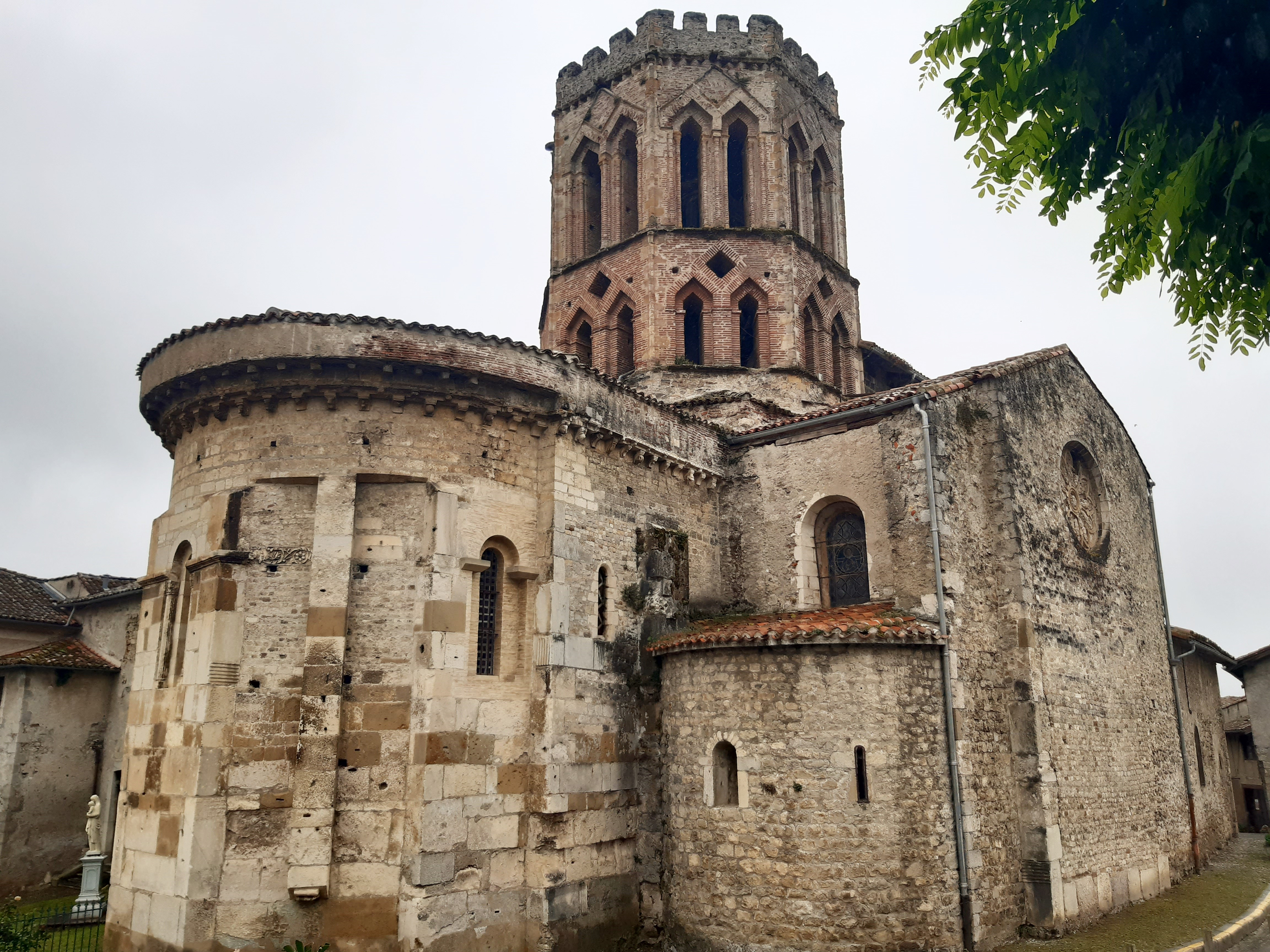
Catedral de Saint-Lizier
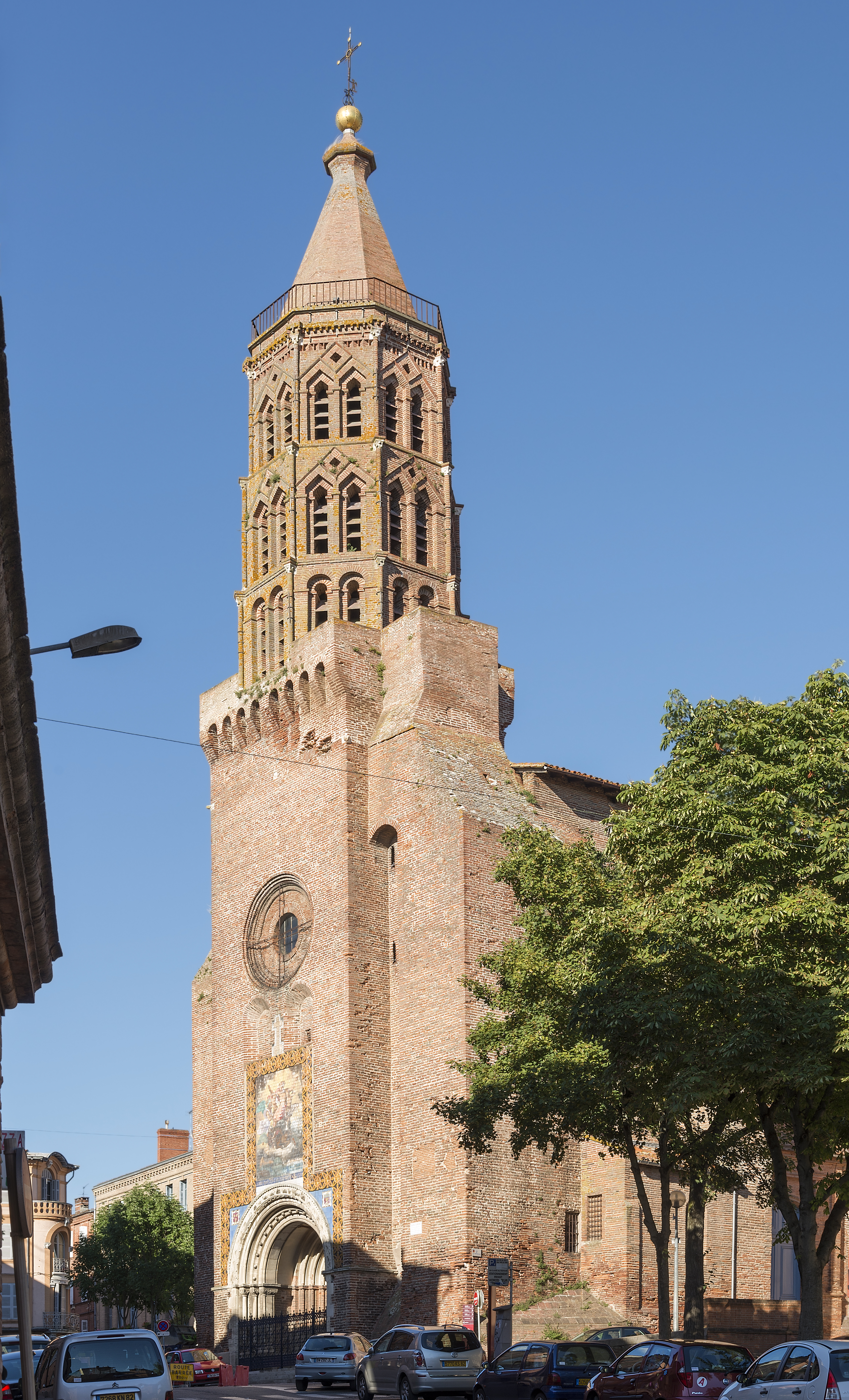
Iglesia Saint-Jacques de Montauban
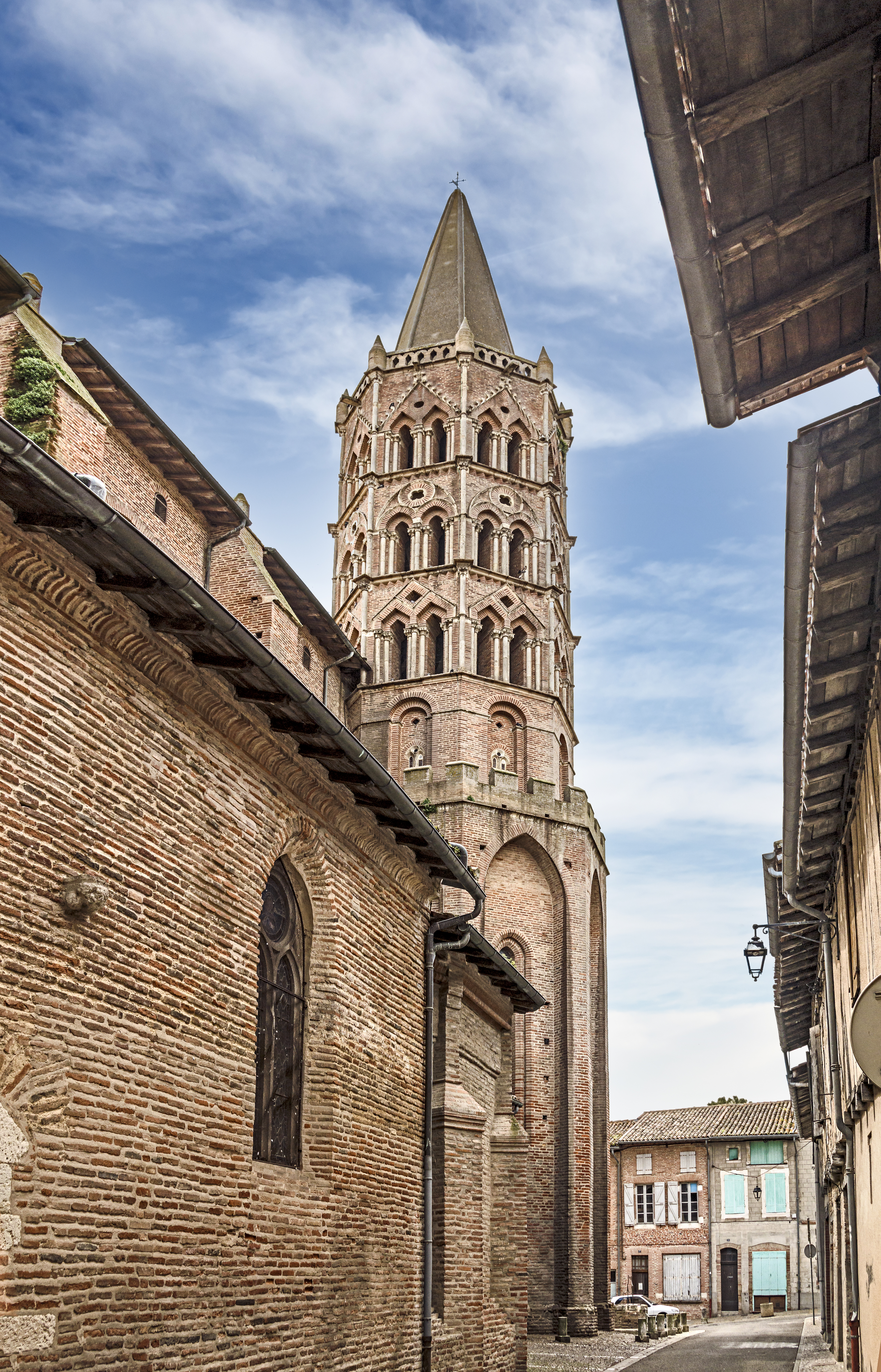
Iglesia de Nuestra Señora de la Asunción (Beaumont-de-Lomagne)
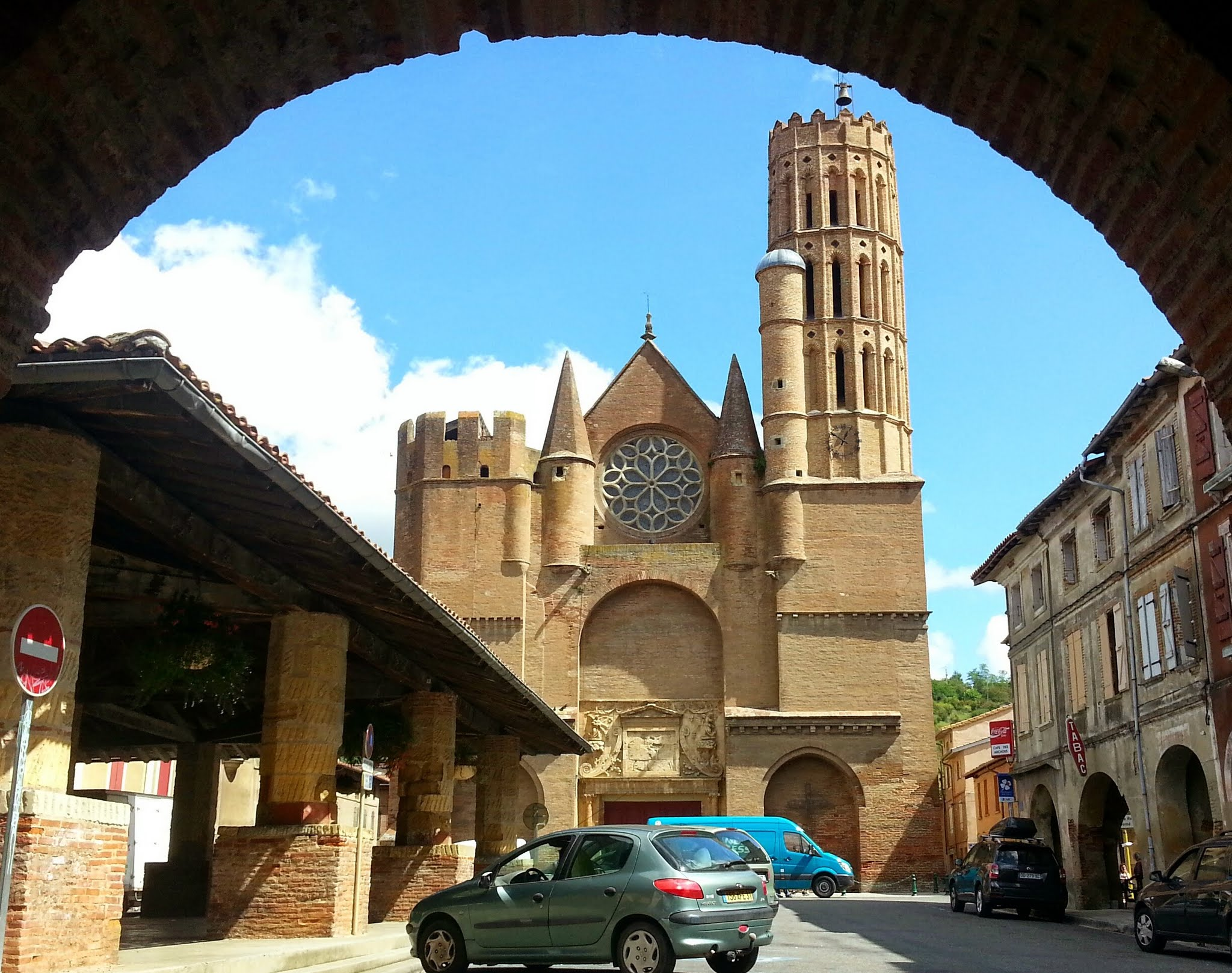
L'église Saint-Victor de Montesquieu-Volvestre tiene un raro ejemplar de campanario de 16 lados

- Campanario-muro. La otra forma de campanario, más común en edificios de menor importancia, es el campanario-muro, también con frecuencia equipado con arcos en mitra y, a menudo, con una apariencia de fortificación (almenas, matacanes).

Campanarios-muro
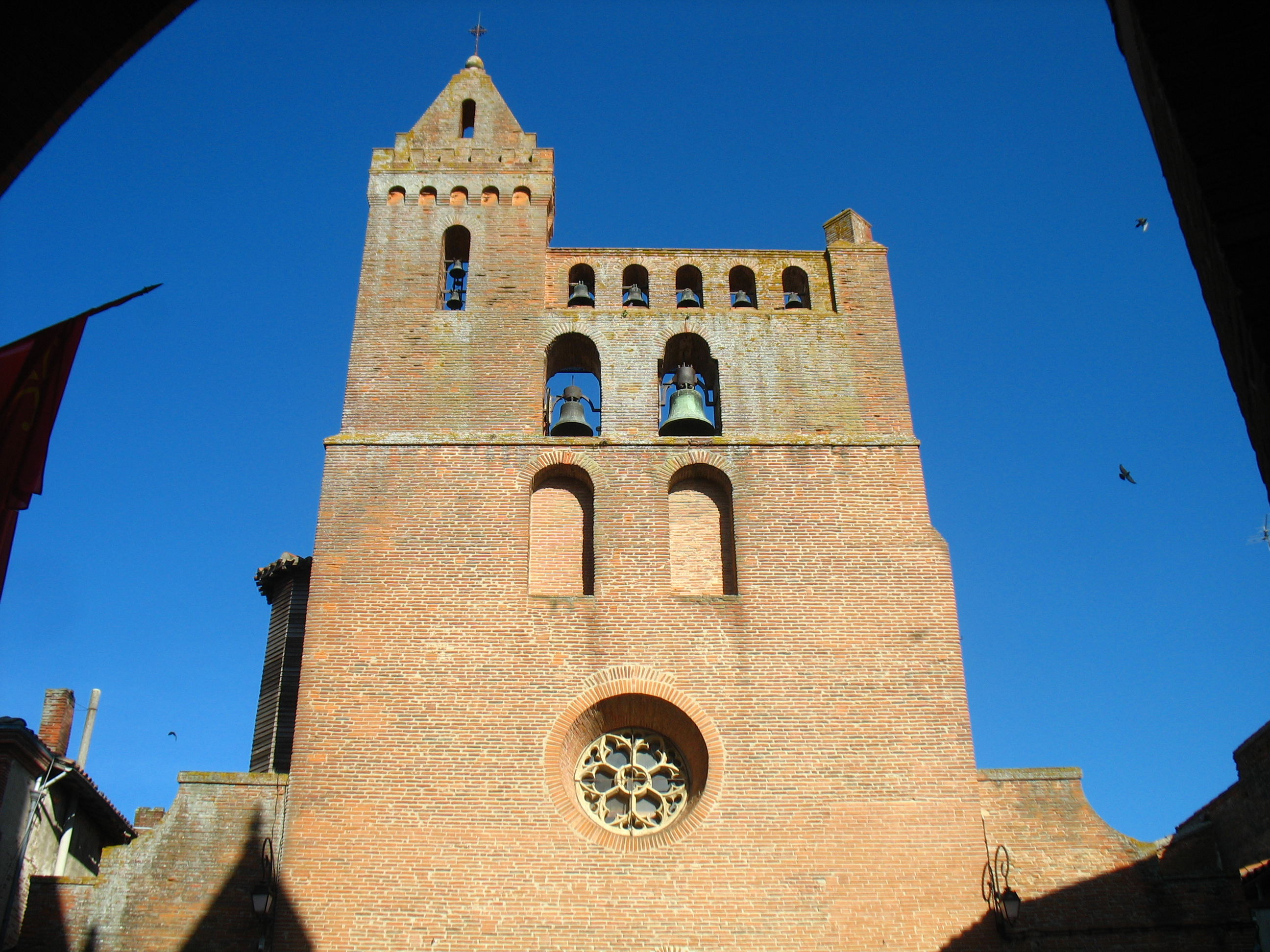
Saint-Paul, Auterive
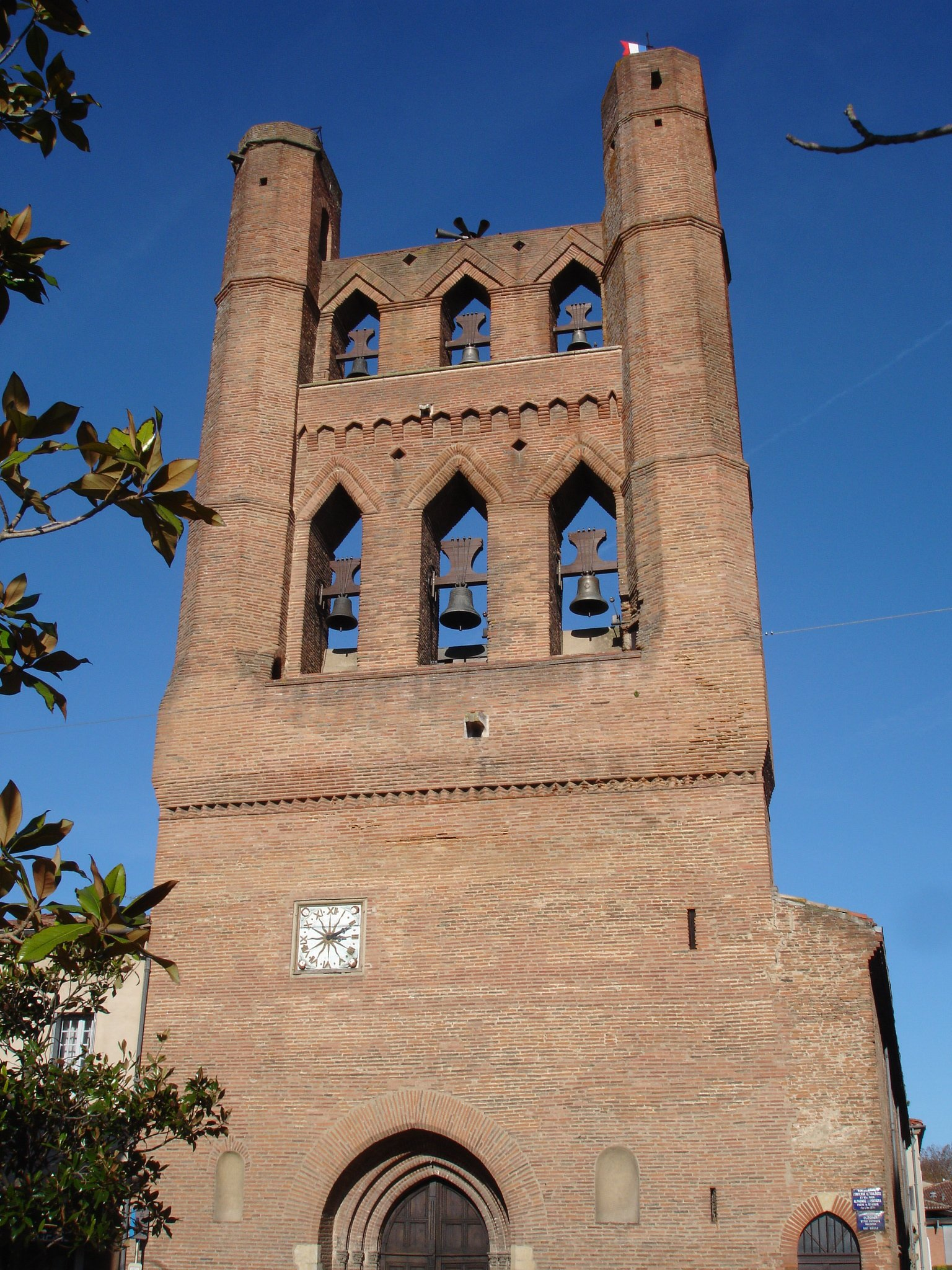
Nuestra Señora de la Asunción, Villefranche
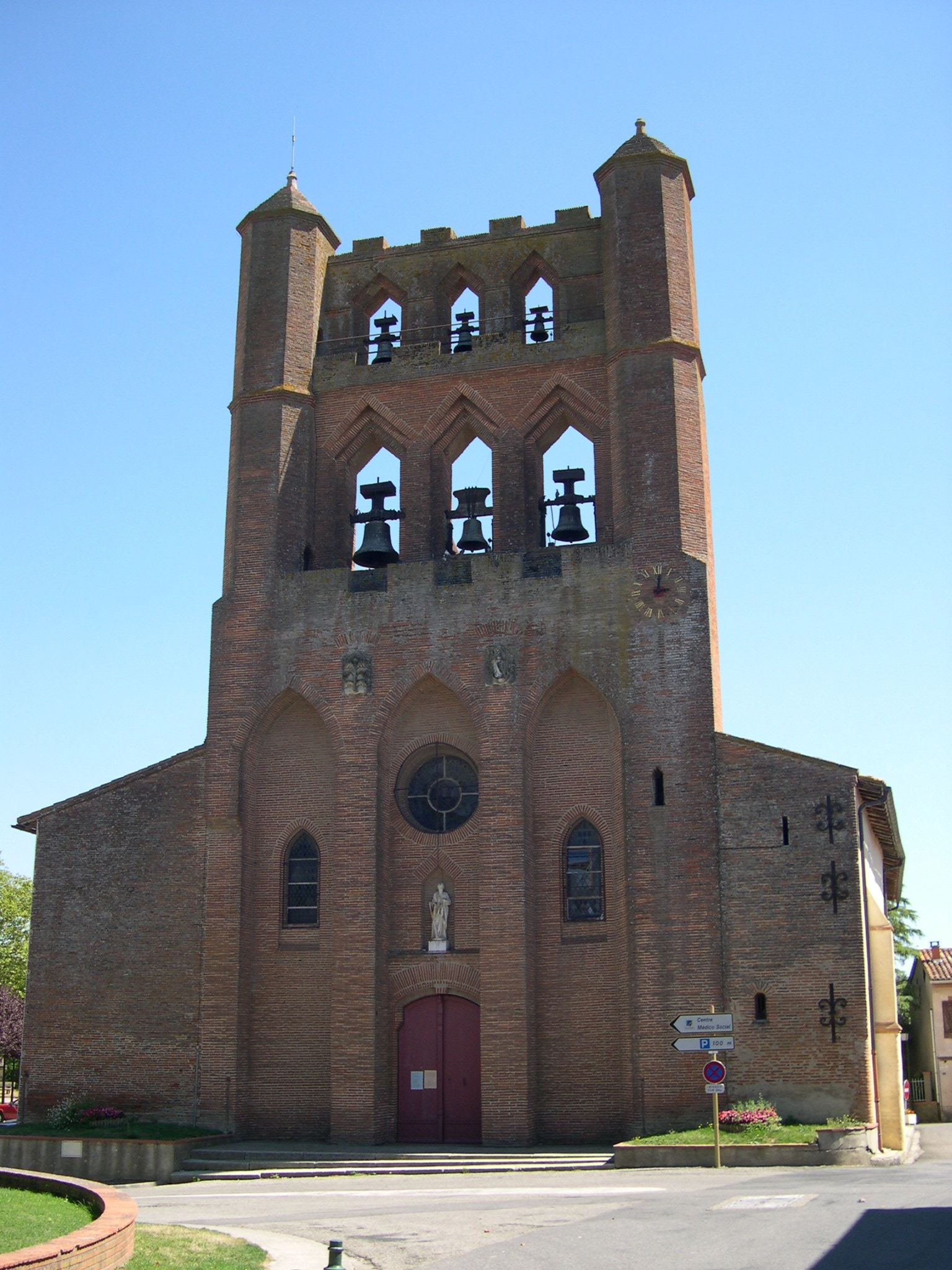
Iglesia de Saint-André, de Montgiscard
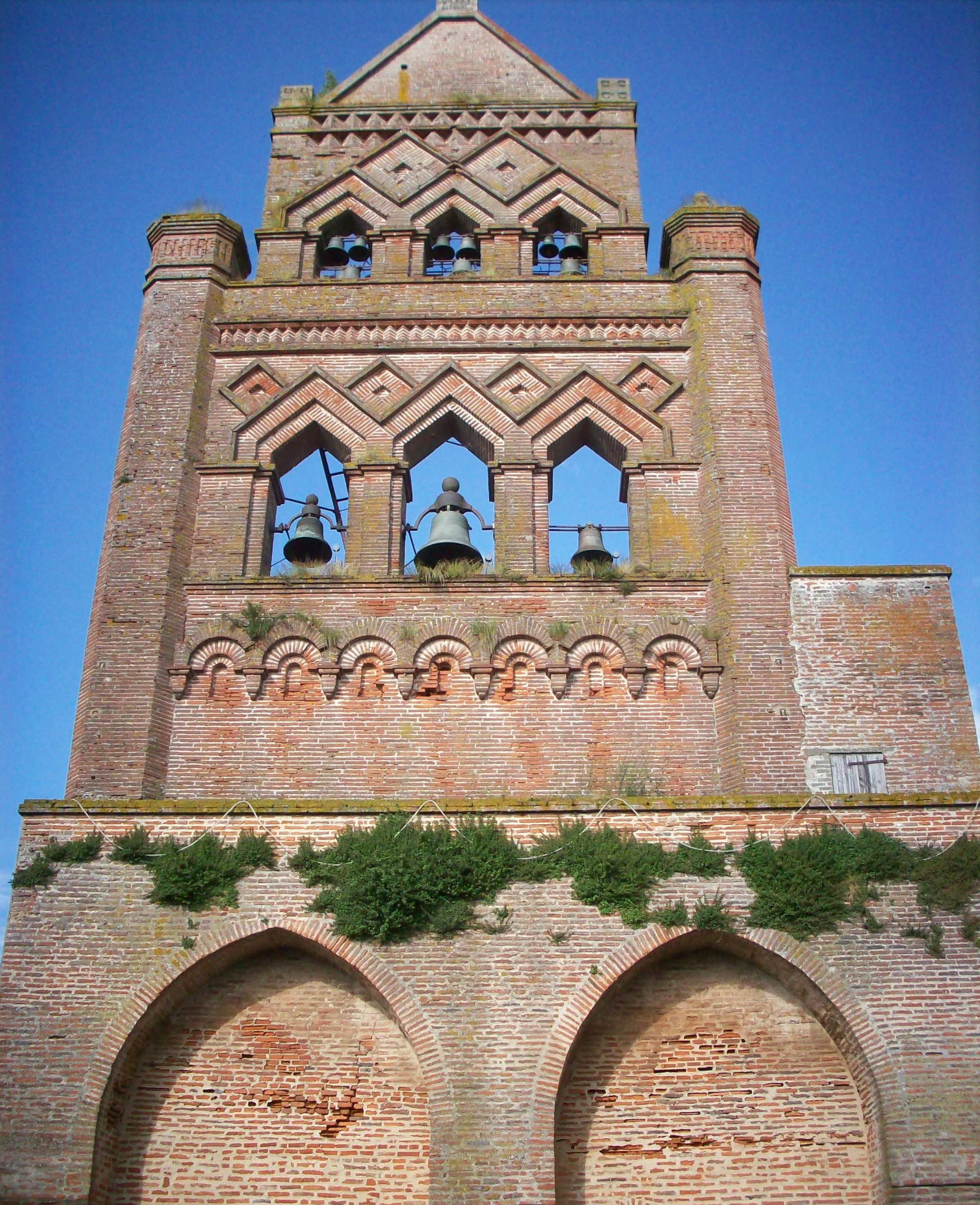
Iglesia de Saint-Eutrope, de Miremont
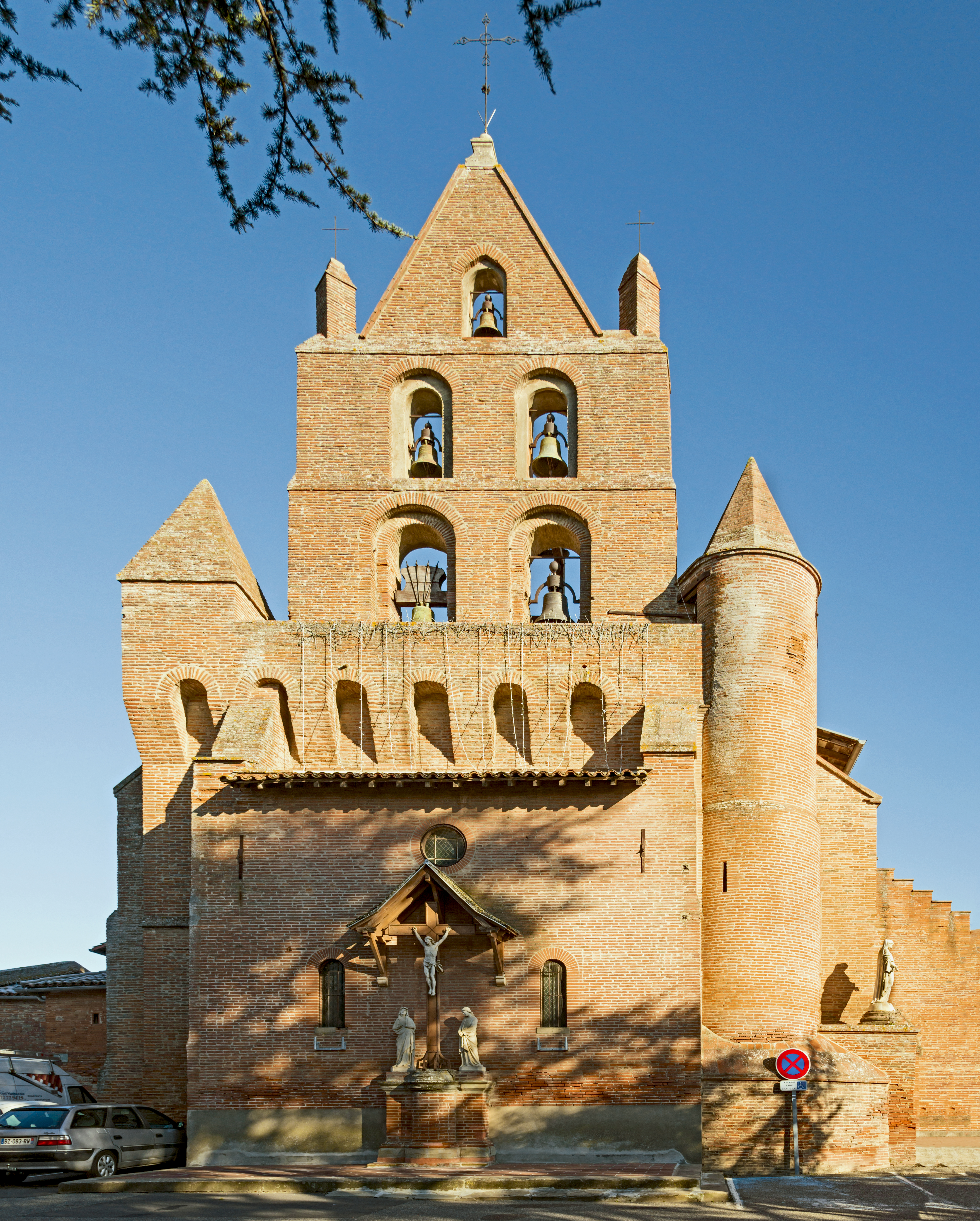
Iglesia de Sainte-Marie-Madeleine, de Pibrac
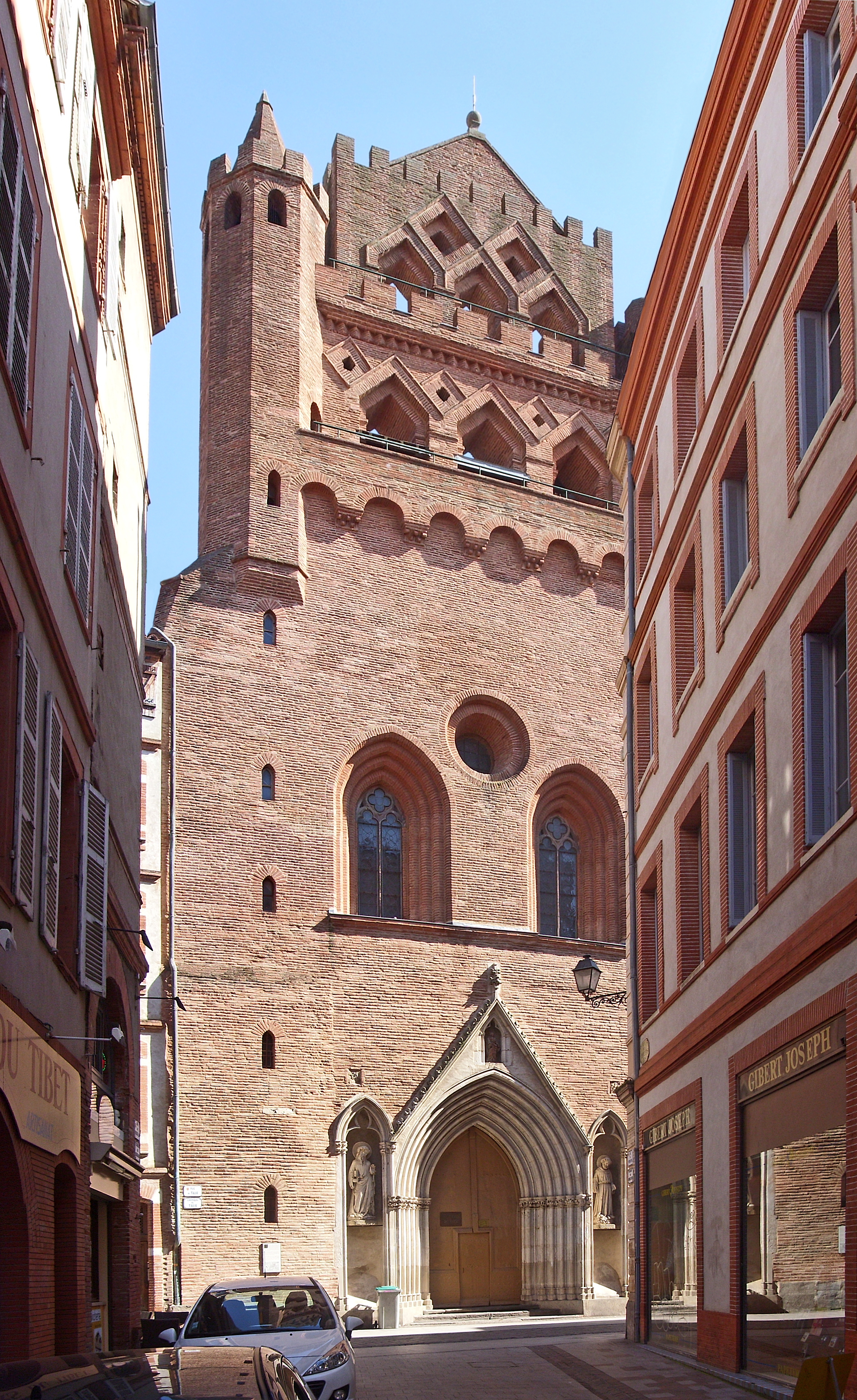
Nuestra Señora del Taur
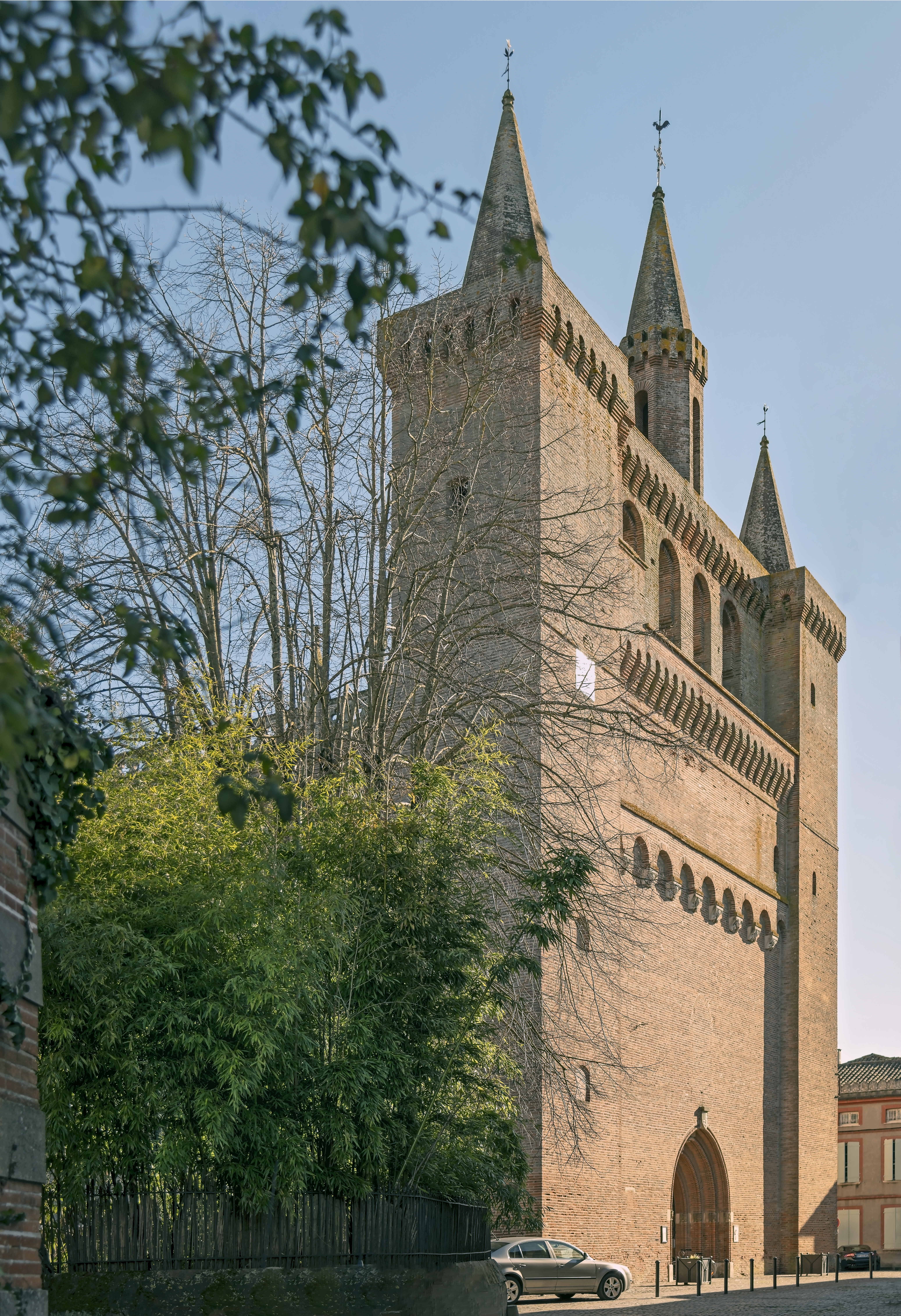
L'église Notre-Dame de Saint-Sulpice-la-Pointe

### Elementos de fortificación
Los elementos defensivos son frecuentes: almenas, matacanes, caminos de ronda, mirandas, atalayas. La mayor parte del tiempo, excepto en los casos en que la iglesia estaba incluida en un sistema defensivo, estos elementos tenían un papel decorativo y en gran medida simbólico, buscando afirmar el poder de la Iglesia. En Nuestra Señora de Simorre, Viollet-le-Duc añadió por iniciativa propia un almenado y garitas en la cima de los contrafuertes, pero eliminó las mirandas que a menudo indicaban la presencia de un camino de ronda cubierto (como en Lombez, en Gers, en la iglesia de Saint-Nicolas de Toulouse, o incluso en Saint-Sernin, en las que las mirandas establecidas en la época gótica, suprimidas por Viollet-le-Duc, fueron restituidas por la «dérestauration» de 1985).

Elementos defensivos
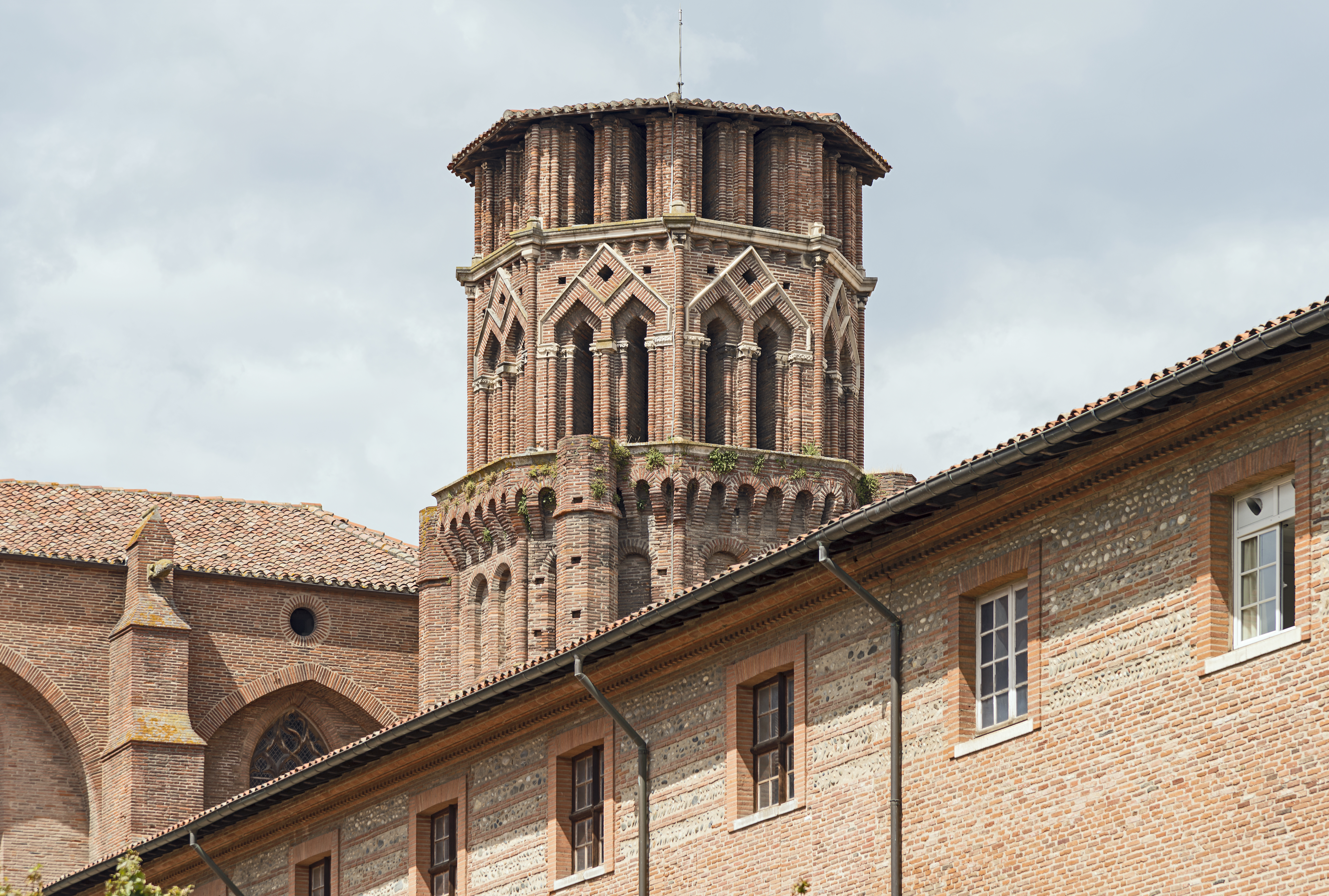
Matacanes, Agustinos de Toulouse
Matacanes, Catedral de Saint-Alain de Lavaur
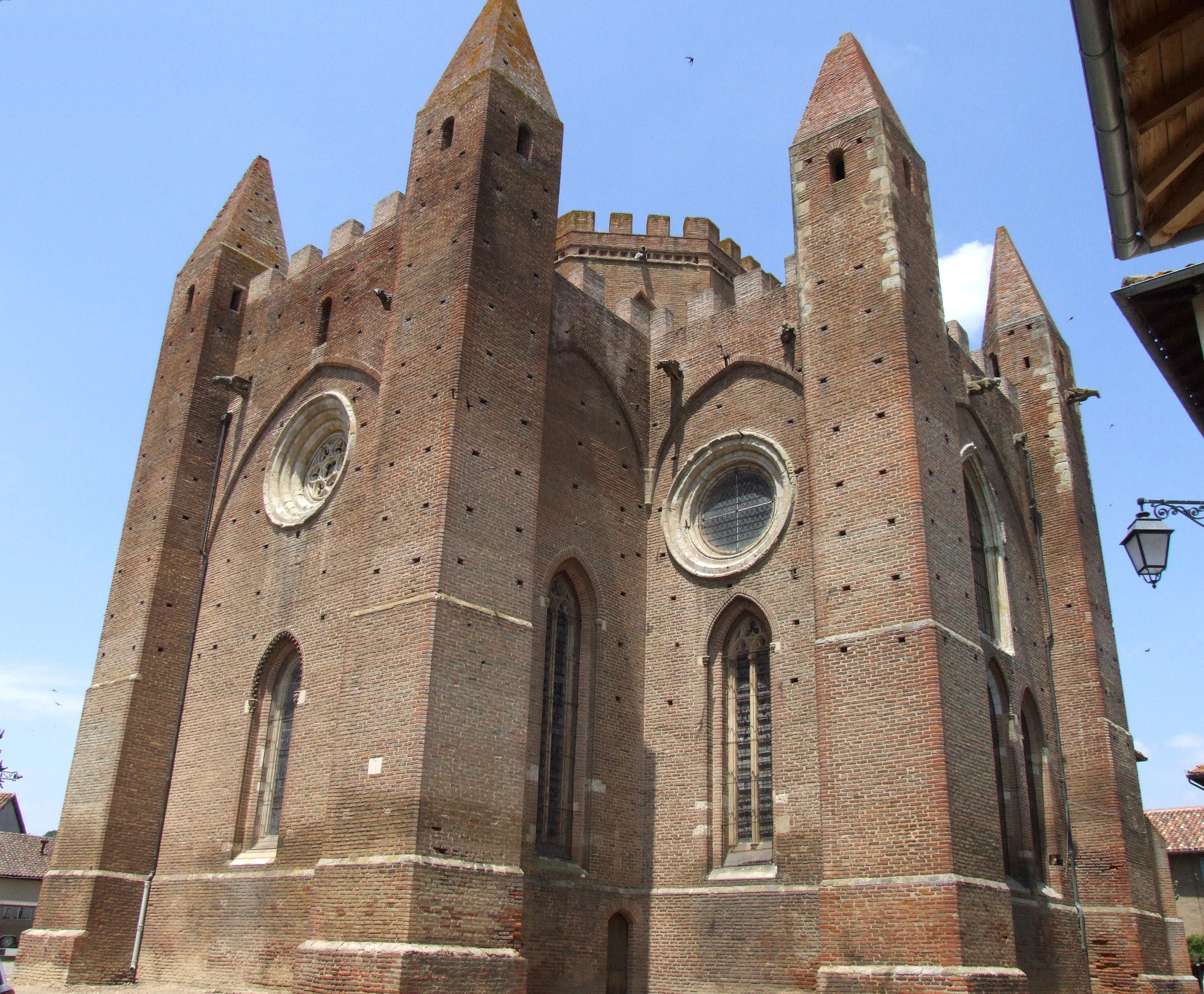
Almenas y atalayas, Simorre
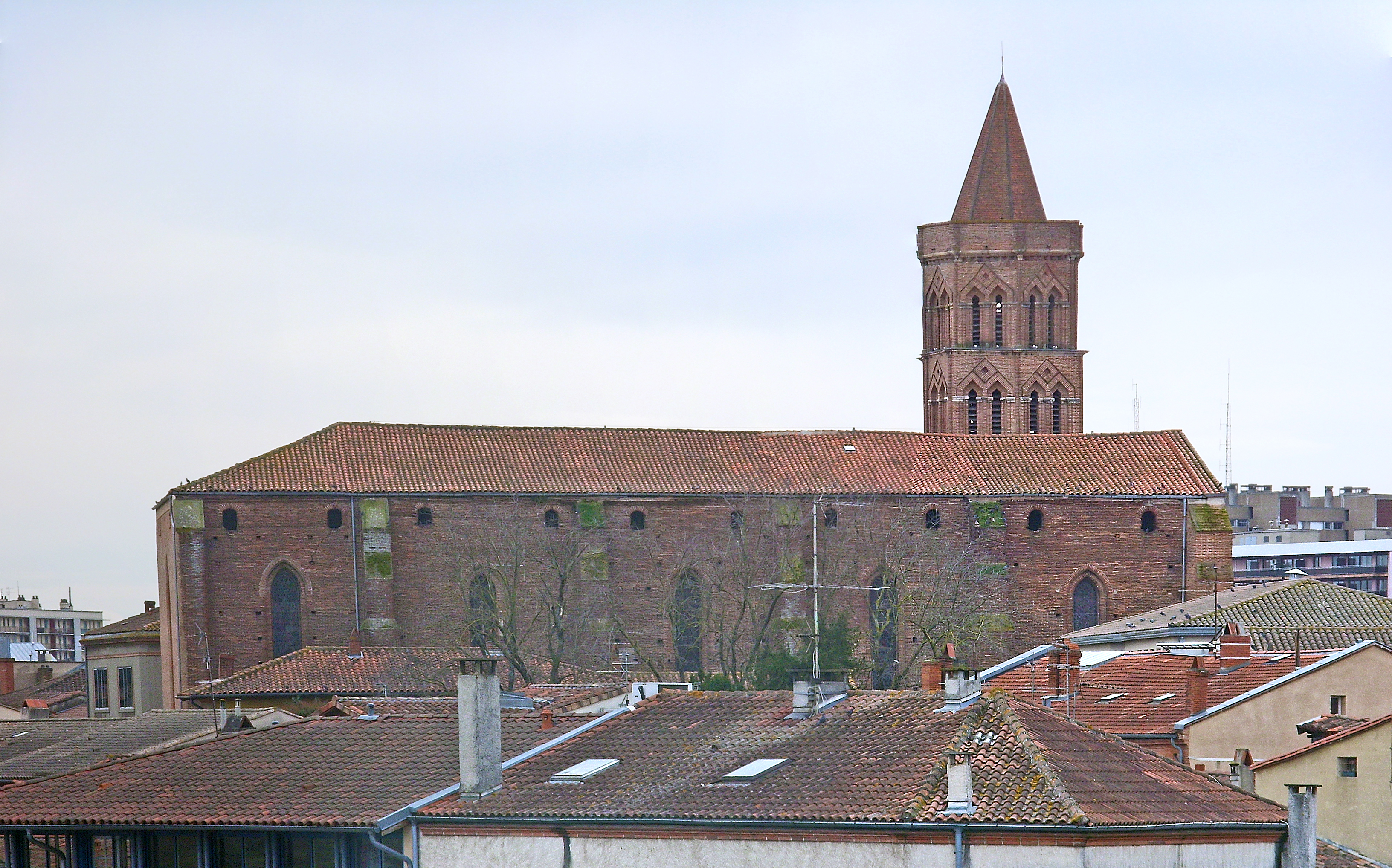
Mirandas, Saint-Nicolas de Toulouse

## Edificios civiles
Si la denominación estilística de «gótico meridional» se aplica principalmente a los lugares de culto, iglesias y catedrales, los principios de su arquitectura pueden encontrarse en edificaciones de otros usos: sobriedad de la construcción, ausencia o limitación de la decoración esculpida, aspecto masivo, elementos de defensa. Se pueden citar en Toulouse los hôteles particulares, el Colegio Saint-Raymond; en Albi, el palacio de Berbie, etc.

## Otras artes
El estilo gótico también se refiere a la escultura y a las otras artes.
El obispo Jean Tissandier, fallecido en 1347, creó una capilla en la iglesia de los Cordeliers decorada con numerosas esculturas de piedra policromada realizadas por el «Maestro de Rieux» y conservada a pesar de la destrucción de la iglesia.
Las numerosas Vírgenes con Niño retoman el modelo del norte de Francia, combinado con rasgos desarrollados por el maestro de Rieux: abundante cabellera rizada, drapeados con pliegues curvos en los cuerpos y abundantes caídas en caño abocinado.
La orfebrería, cuyos producciones han desaparecido en gran parte, también tuvo un gran desarrollo en el siglo XIV, tanto para la vajilla como para los objetos litúrgicos. La iluminación se benefició de los encargos eclesiásticos pero también reflejaba el carácter ya universitario de la ciudad; a partir de la influencia parisina, desarrolló sus propios rasgos poblando los márgenes con figuras híbridas o zancudas de inmensos y sinuosos cuellos.

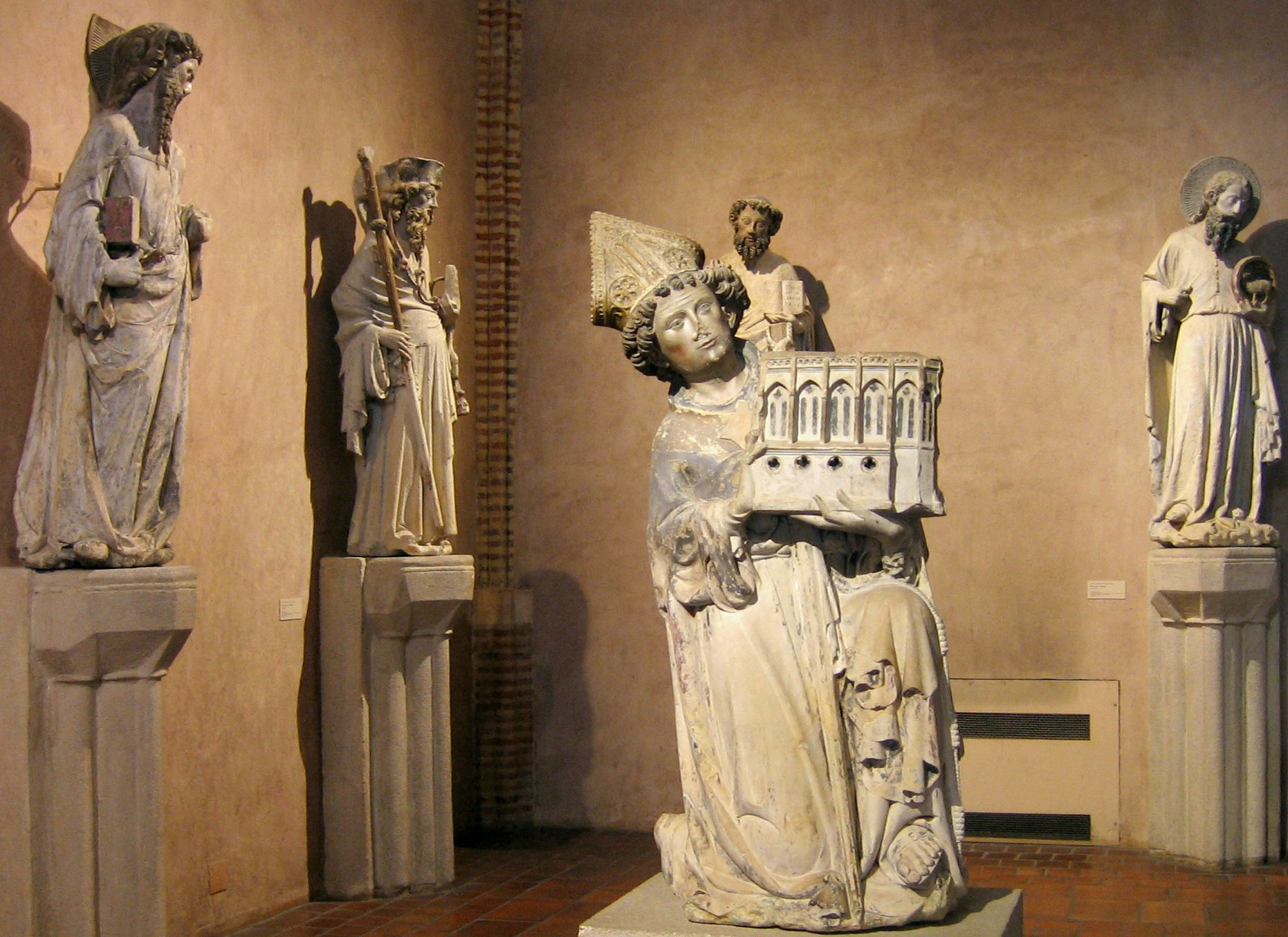
Esculturas del Maestro de Rieux
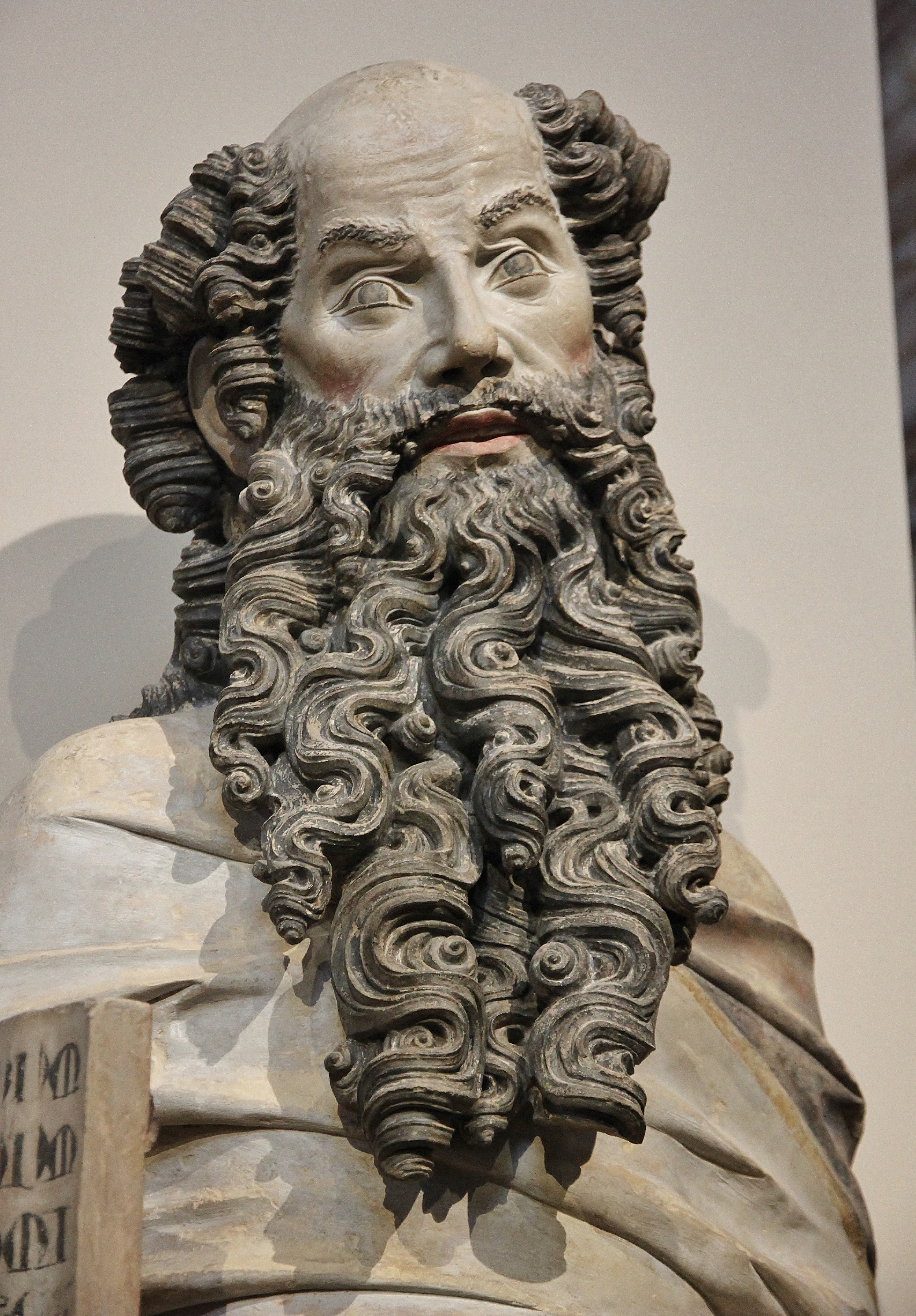
Esculturas del Maestro de Rieux
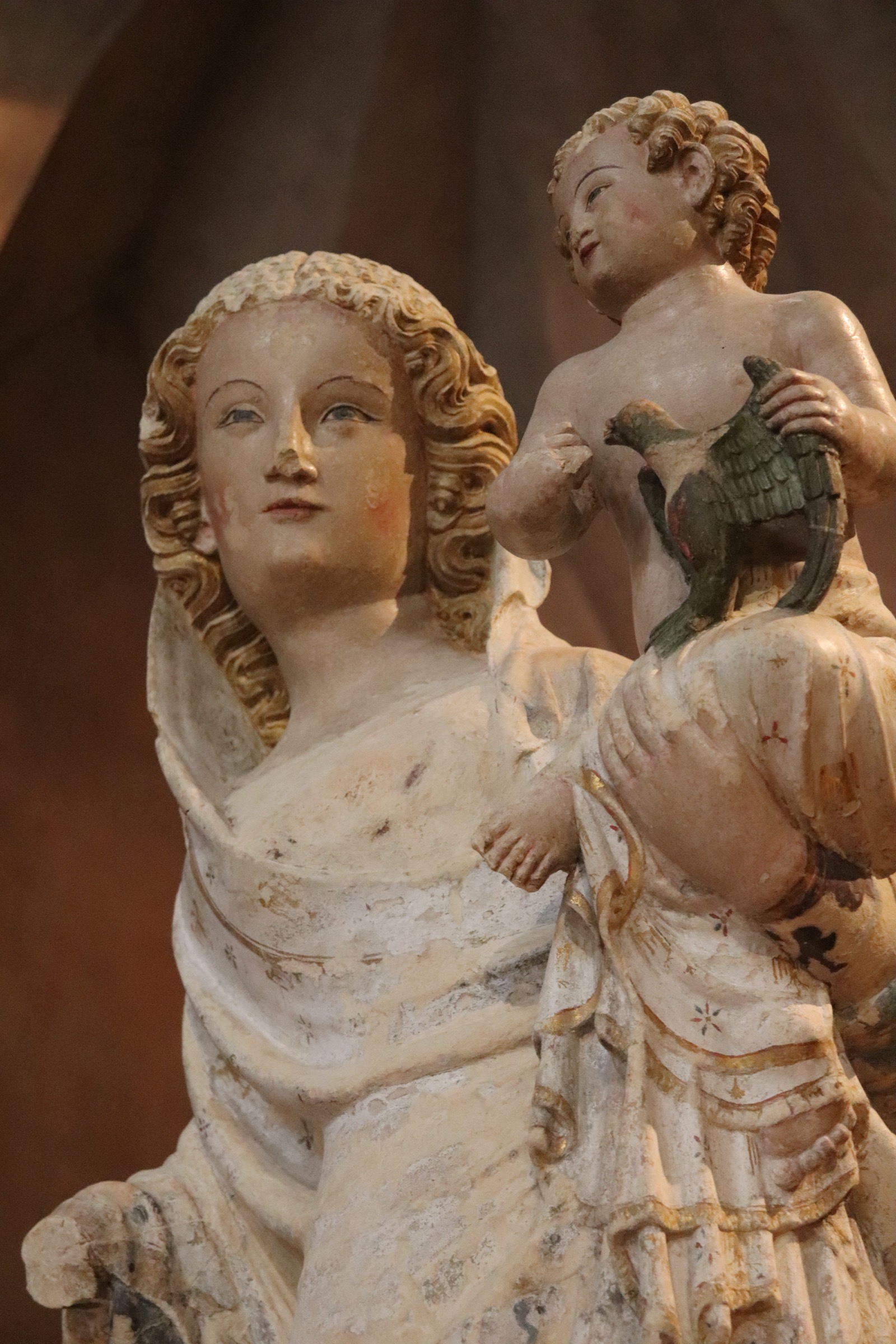
Virgen con el Niño, conocida como la Bonne-Nouvelle
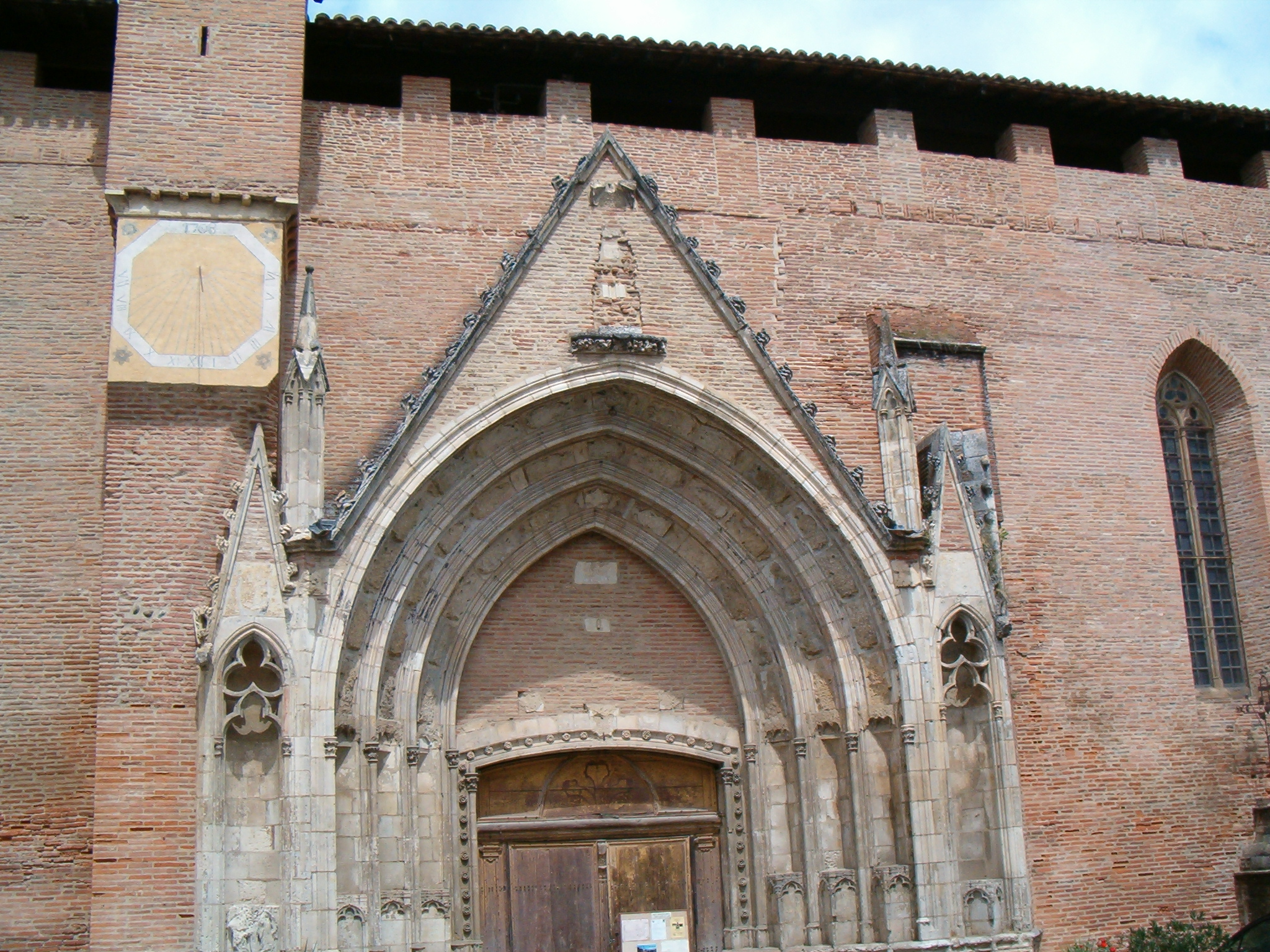
Portal de la catedral de Rieux, ya sin estatuaria, pero probablemente obra del Maestro de Rieux

## Ejemplos de arquitectura gótica meridional

### Departamento de Alto Garona
- Toulouse

- Arquitectura religiosa:

- Catedral Saint-Étienne (s. XIII)
- Convento de los Cordeleros (s. XIV)
- Conjunto del convento de los Jacobinos (s. XIII)
- Iglesia de Saint-Nicolas de Toulouse (s. XII-XIV)
- Iglesia de Notre-Dame du Taur (s. XIV-XVI)
- Iglesia de Notre-Dame de la Dalbade (s. XV)
- Convento de los Agustinos (s. XIV)
- Iglesia de San Pedro de les Cosinas (s. XI-XV)

- Arquitectura civil:

- Hôtel Vinhas (s. XVI)
- Maison rue Croix-Baragnon n.º 15, románico-gótico
- Maison rue Croix-Baragnon n.º 19 (muy cambiada)
- Colegio Sant Ramon (s. XVI)
- Casa del carrer Crotz Baranhon, 15 (s. XIV)
- Casa del carrer Crotz Baranhon (s. XIV)

Gótico meridional en Toulouse
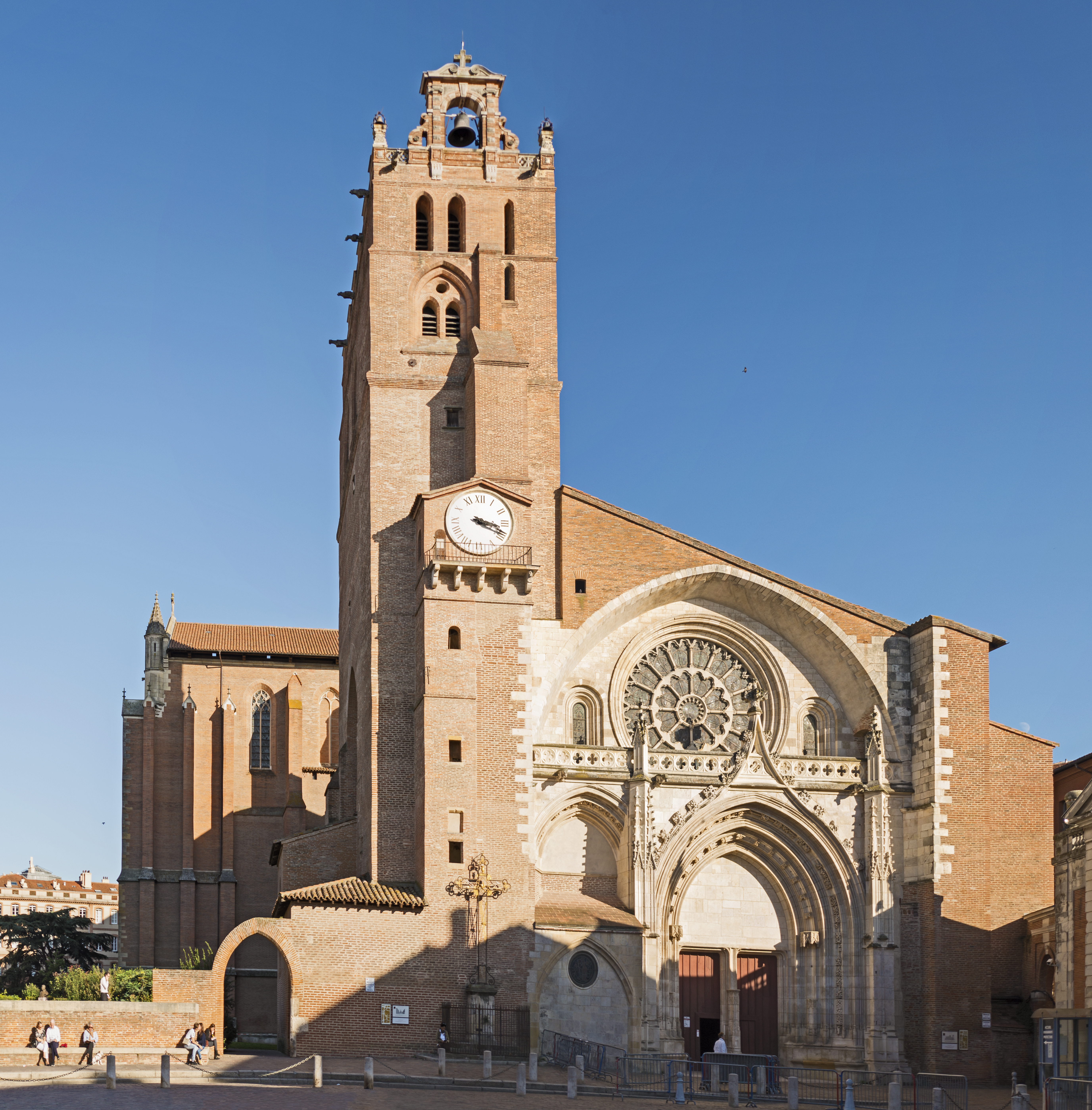
Catedral Saint-Étienne de Toulouse
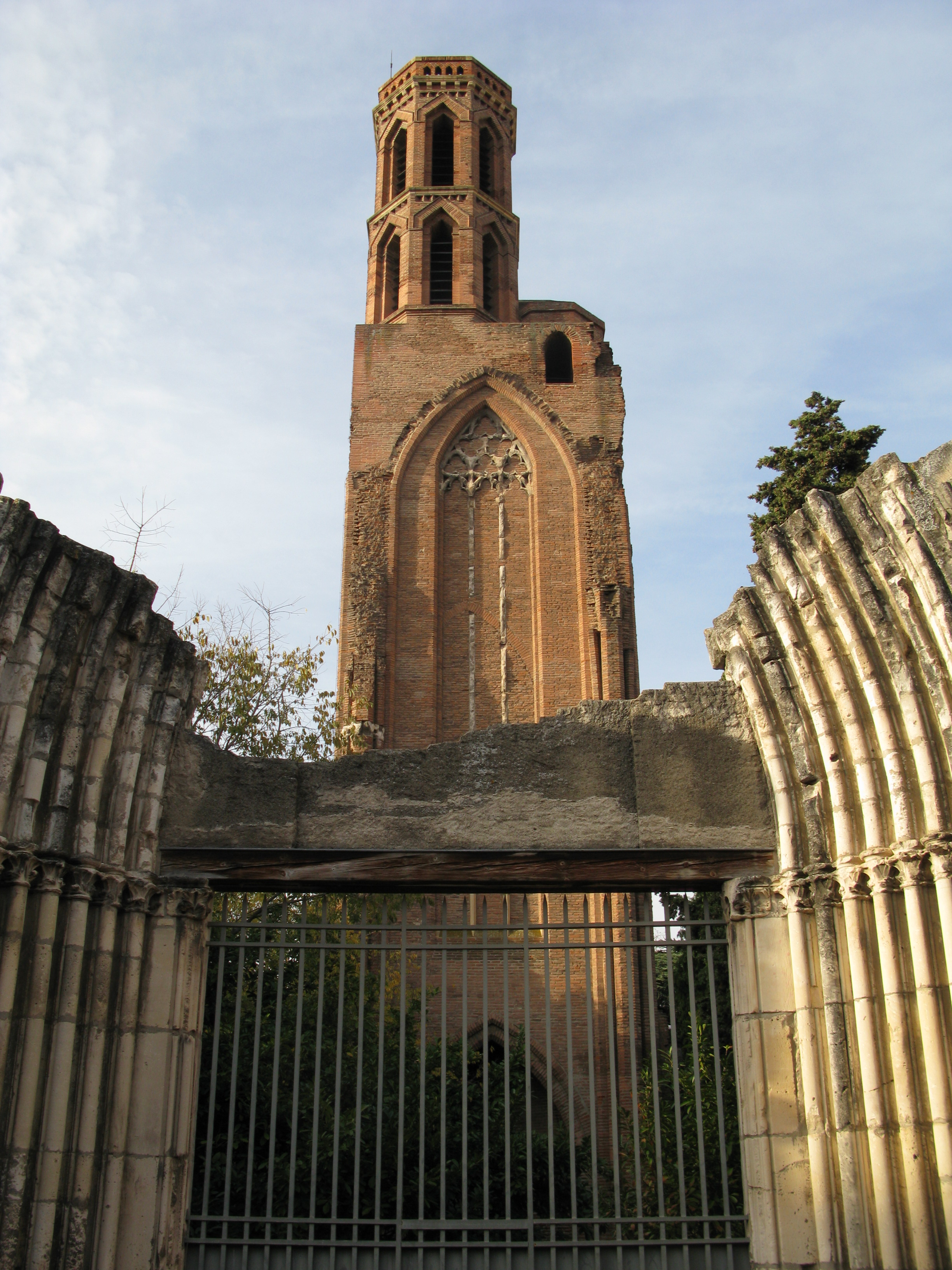
Iglesia de los Cordeleros
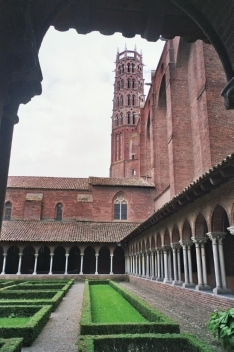
Jacobinos de Toulouse
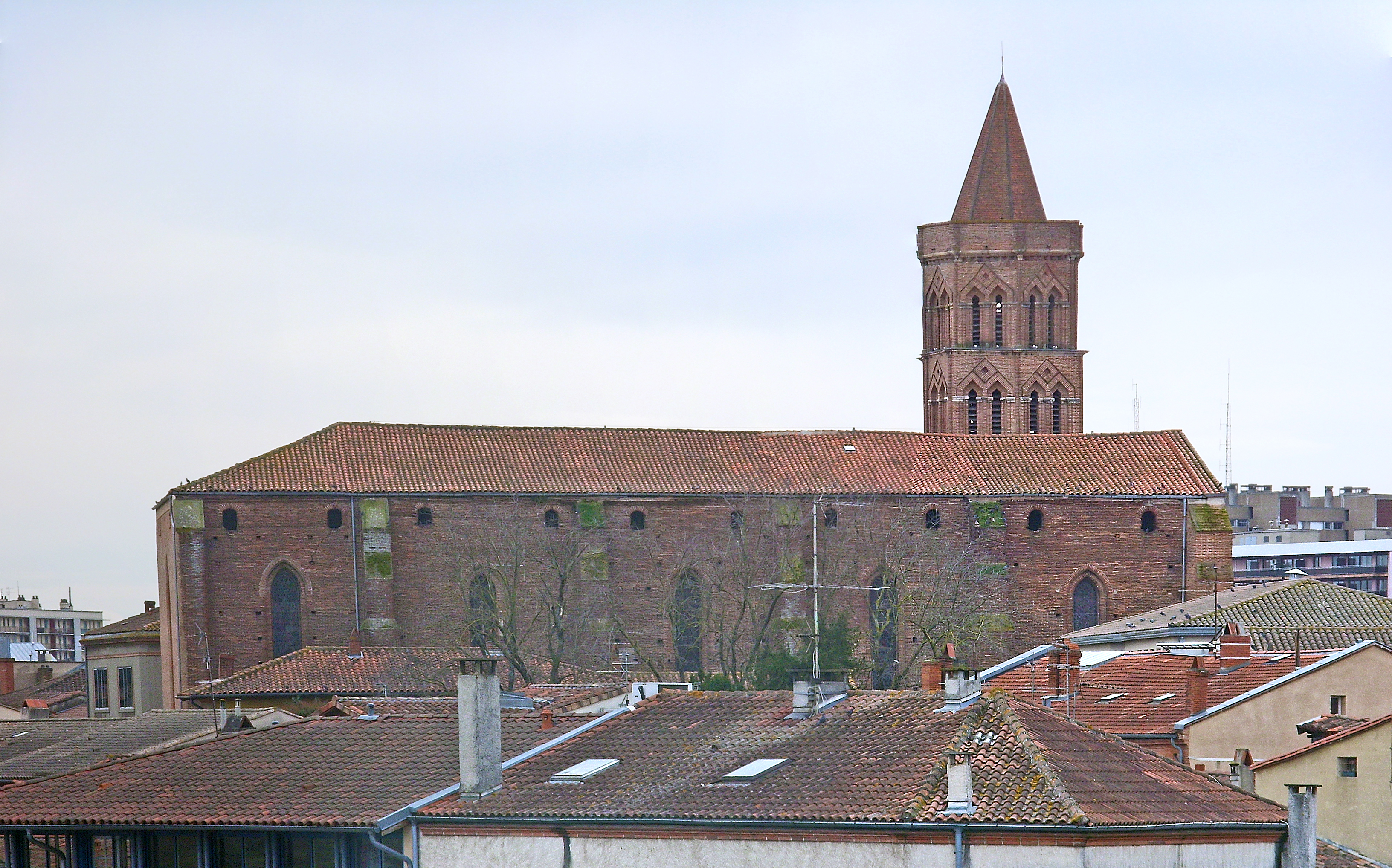
Eglise Saint-Nicolas
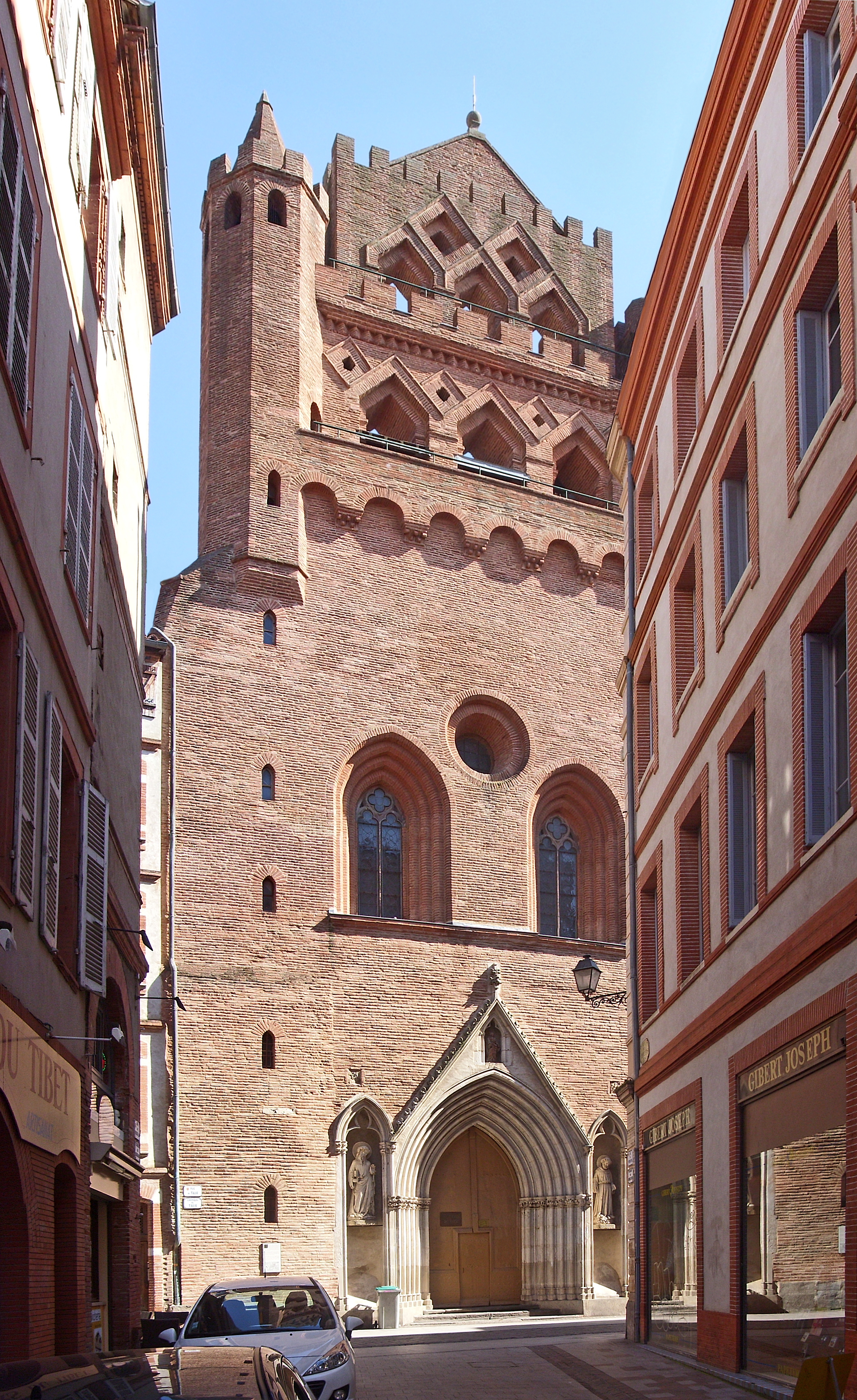
Iglesia de Notre-Dame du Taur
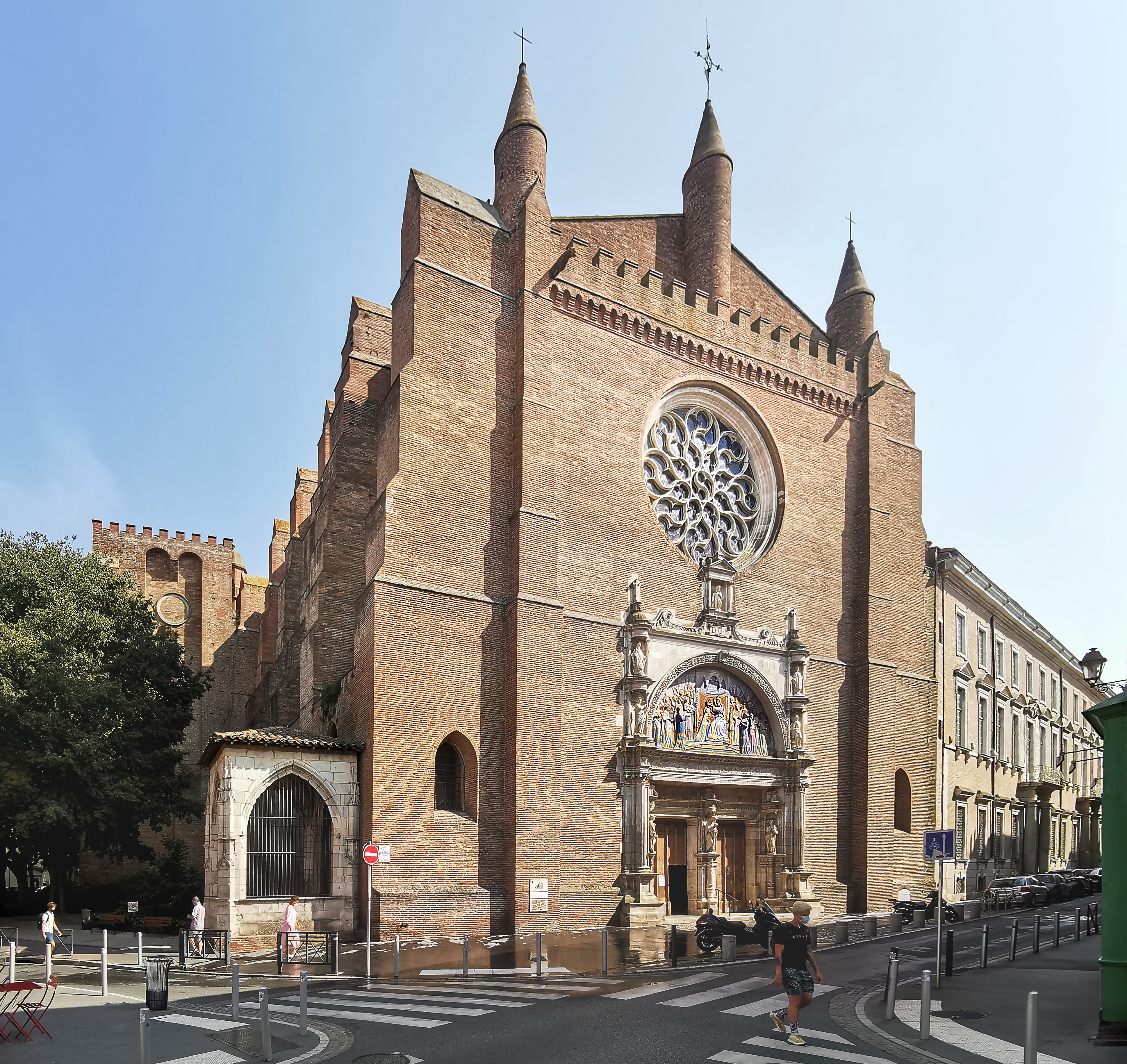
Notre-Dame de la Dalbade
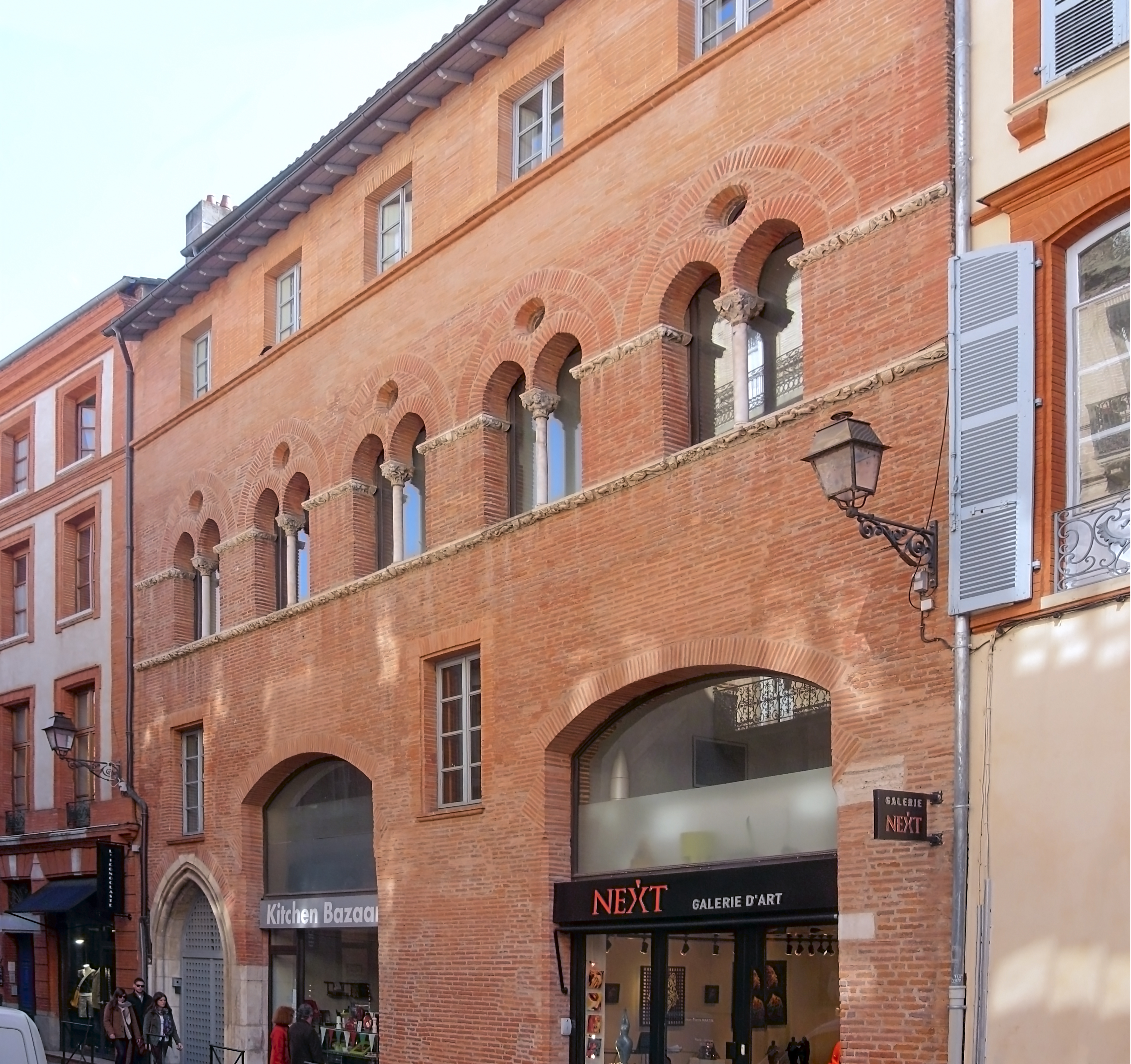
rue Croix-Baragnon n.º 15

- Auterive: Iglesia de Saint-Paul d'Auterive (s. XIV)
- Bazus: Iglesia de Saint-Pierre de Bazus
- Daux: Iglesia de Saint-Barthélémy de Daux (s. XIV)
- Grenade: Iglesia de Notre-Dame-de-l'Assomption de Grenade  (s. XIII-XIV)
- Montgeard: Iglesia de Notre-Dame-de-l'Assomption de Montgeard (s. XVI)
- Villefranche de Lauragais: Iglesia de Notre-Dame de l’Assomption (s. XIII)
- Alan: Iglesia de Nostra Senyora de la Nativitat (s. XIV)
- Avignonet-Lauragais: Iglesia de Nostra Senyora dels Miracles (s. XIV)
- Ayguesvives: Iglesia de Sant Sadurní (s. XIV)
- Baziège: Iglesia de Sant Esteve (s. XIV-XV)
- Bazus: Iglesia de San Pedro (s. XV)
- Blagnac: Iglesia de San Pedro (s. XII-XV)
- Bonlòc: Iglesia de Nostra Senyora de Bonlòc (s. XIV)
- Miremont (Alto Garona): Iglesia de Sant Eutropi
- Montgiscard: Iglesia de Sant Andreu (s. XV-XVI)
- Plaisance-du-Touch: Iglesia de Sant Bartomeu (s. XIII)
- Pibrac: Iglesia de Santa María Magdalena (s. XIII-XV)
- Rieux-Volvestre: Catedral de la Nativitat de Maria (s. XIV)
- Saint-Félix-Lauragais: Iglesia de Sant Fèlix (s. XIV-XV)
- Saint-Julia: Iglesia de Santa Àgueda i Sant Julià (s. XIV)
- Saint-Bertrand-de-Comminges: Catedral de Nuestra Señora de Saint Bertrand de Comminges (s. XII-XIV)
- Venerque: Iglesia de San Pedro i Sant Febadi (s. XII-XIII)

Gótico meridional en Alto Garona
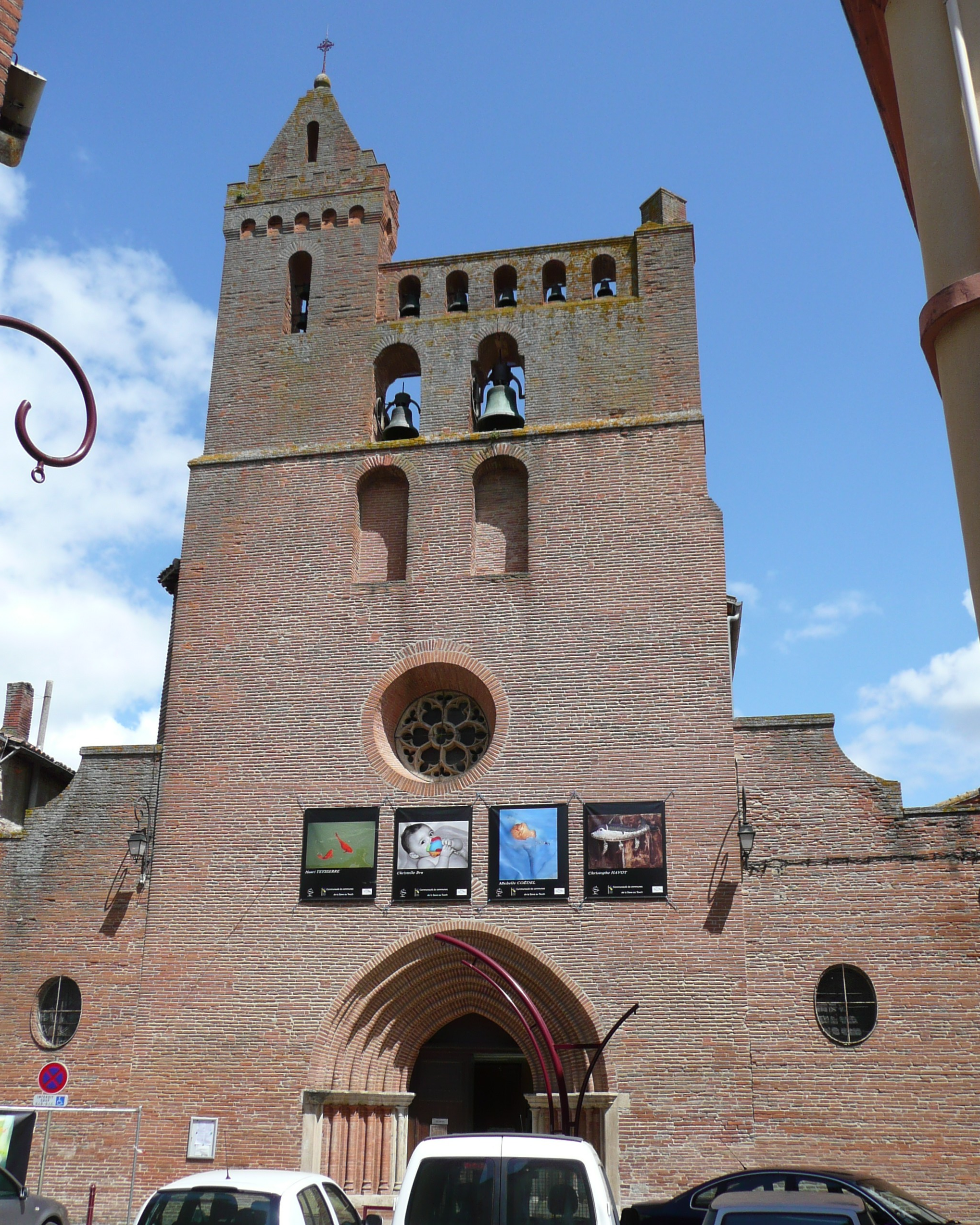
Saint-Paul, Auterive
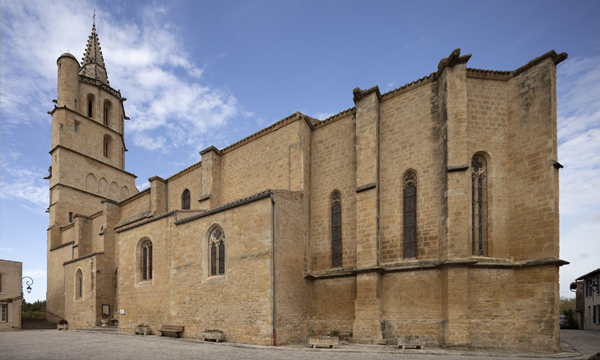
Iglesia de Nostra Senyora dels Miracles, Avignonet-Lauragais
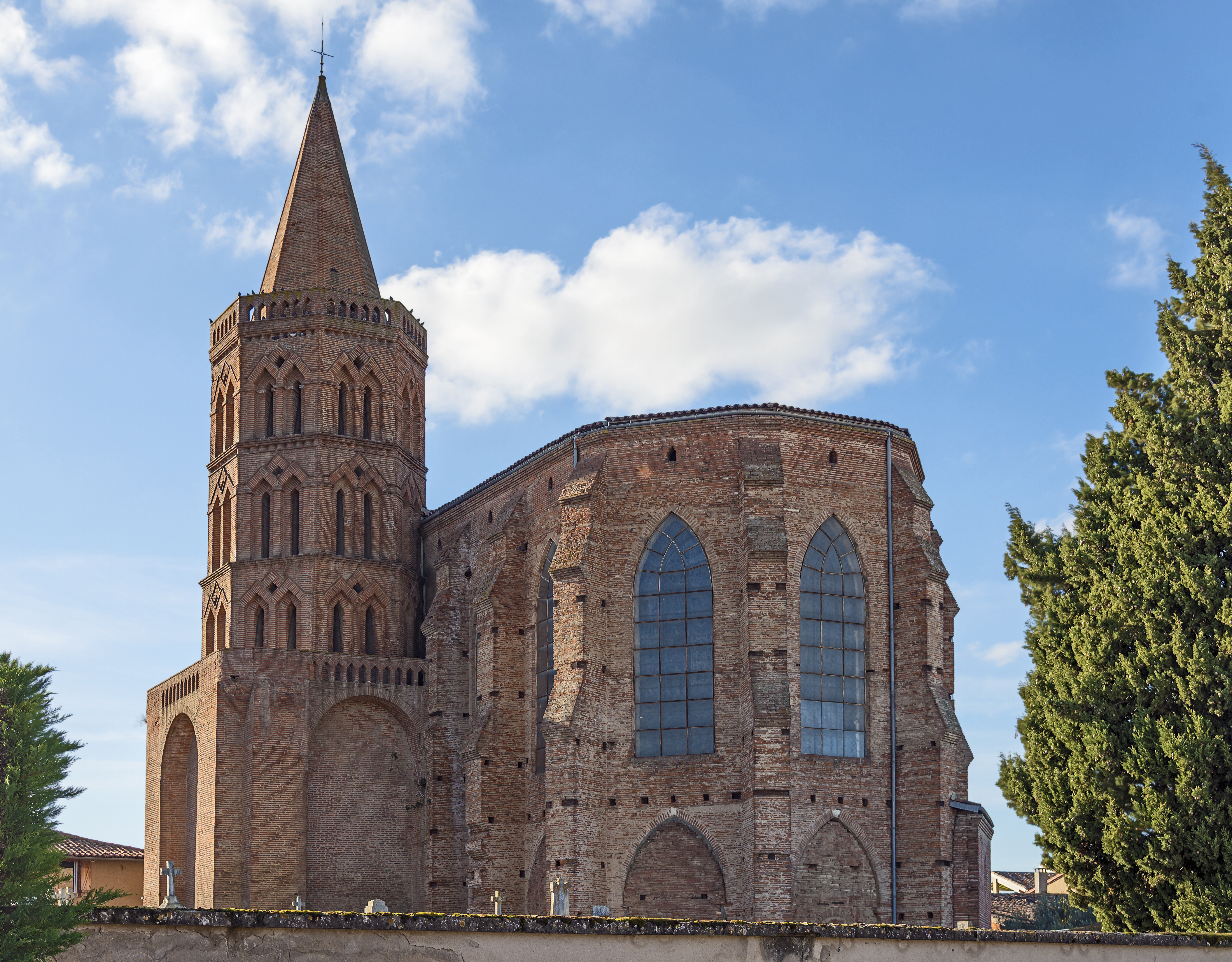
Saint-Barthélémy, Daux
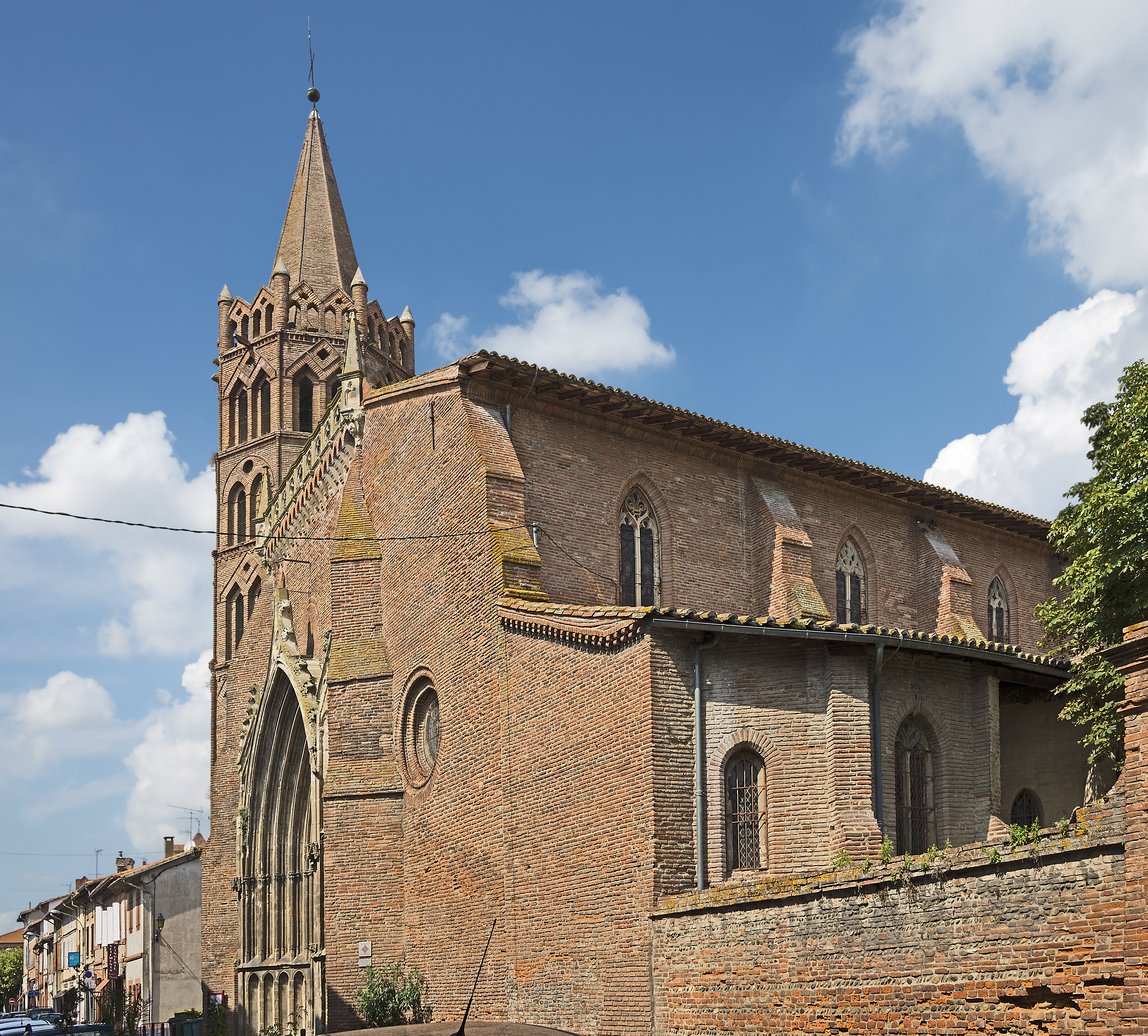
Notre-Dame de l’Assomption, Grenade
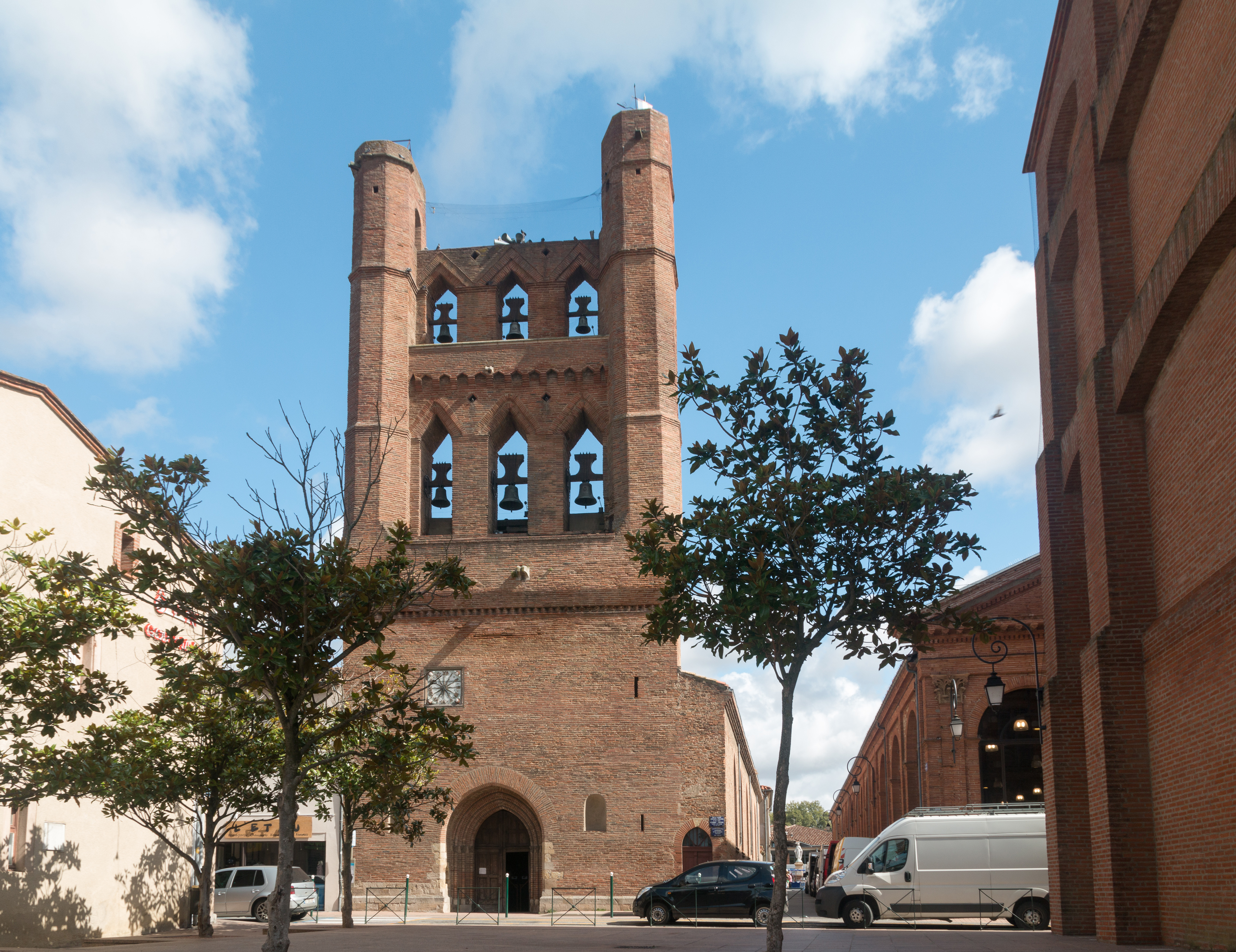
Notre-Dame de l’Assomption, Villefranche
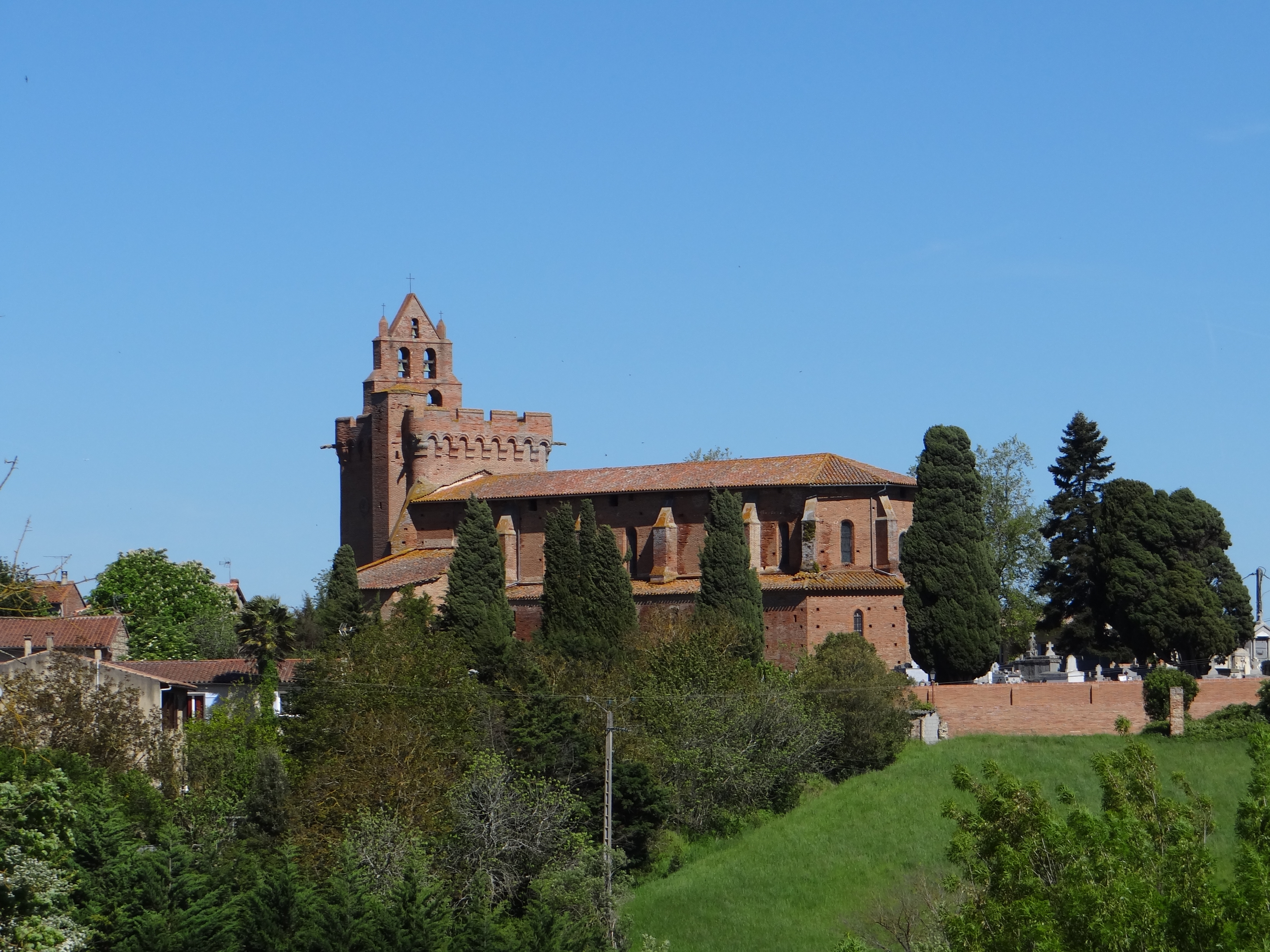
Notre-Dame-de-l'Assomption, Montgeard

### Departamento de Tarn
- Albi: Catedral de Santa Cecilia (s. XIII-XV) y palacio de la Berbie (s. XIII) en la ciudad episcopal de Albi y Colegiata de San Salvio (s. XII-XV)

Gótico meridional en Albi
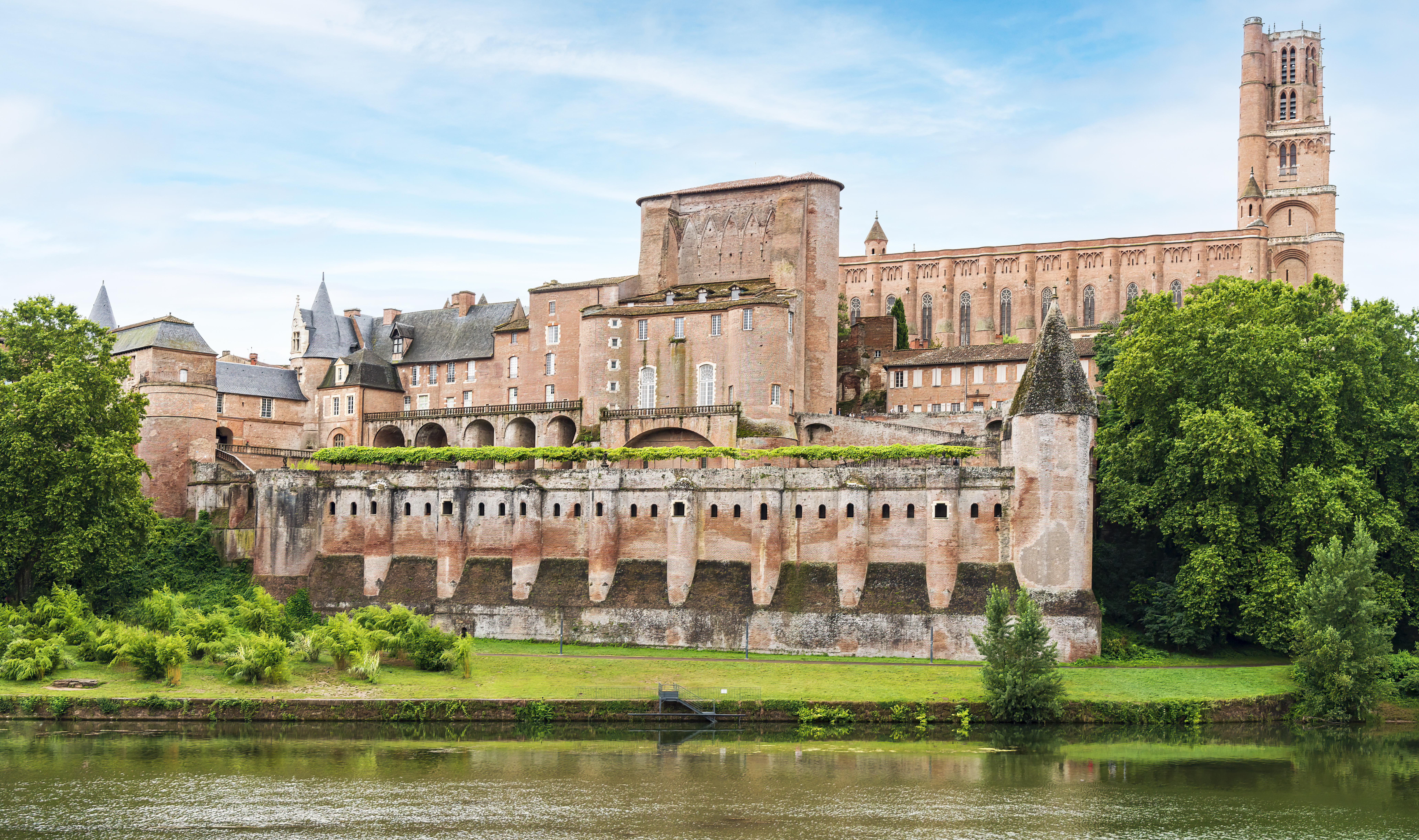
La catedral Sainte-Cécile y el palacio de la Berbie
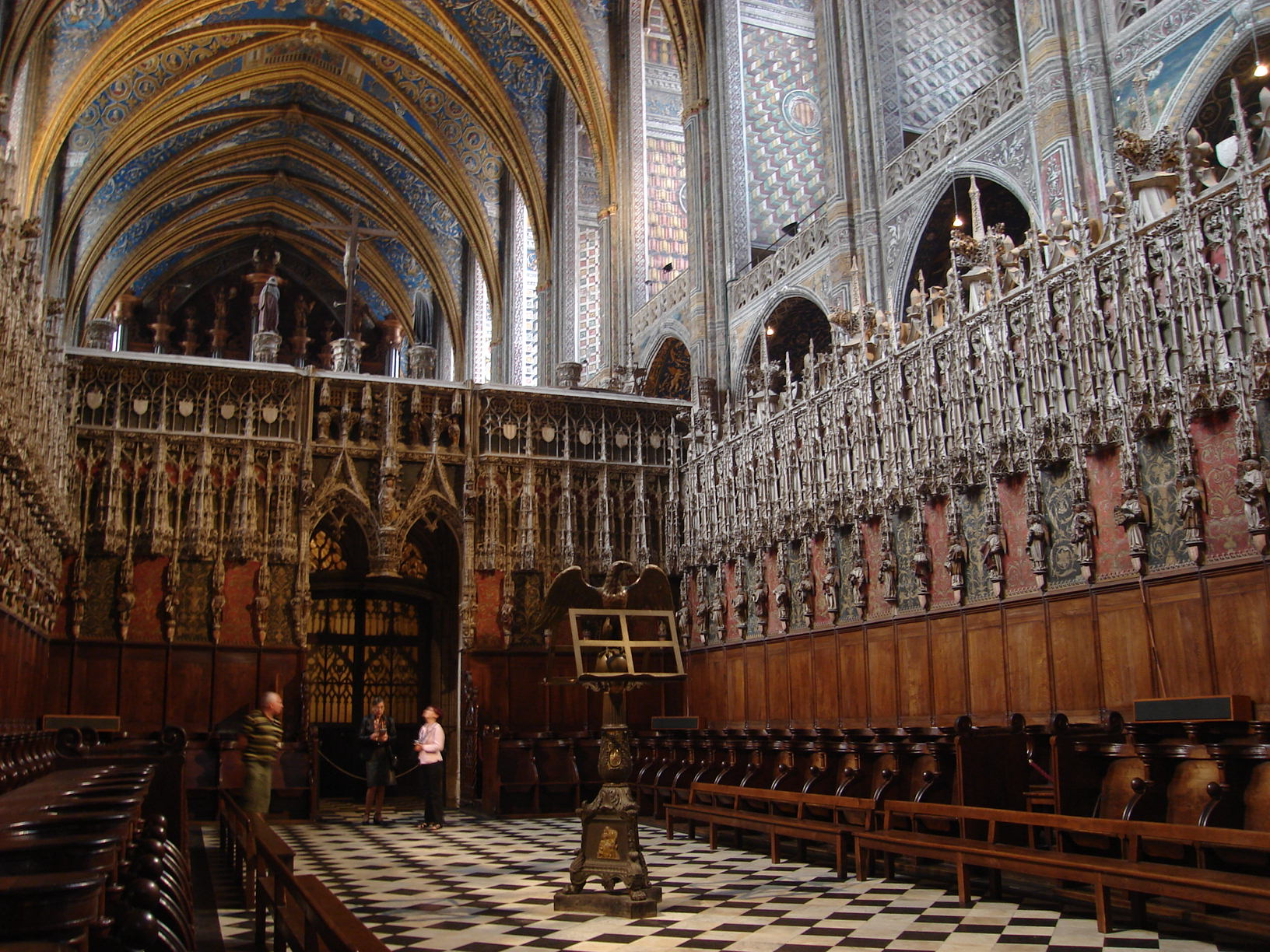
Catedral Sainte-Cécile
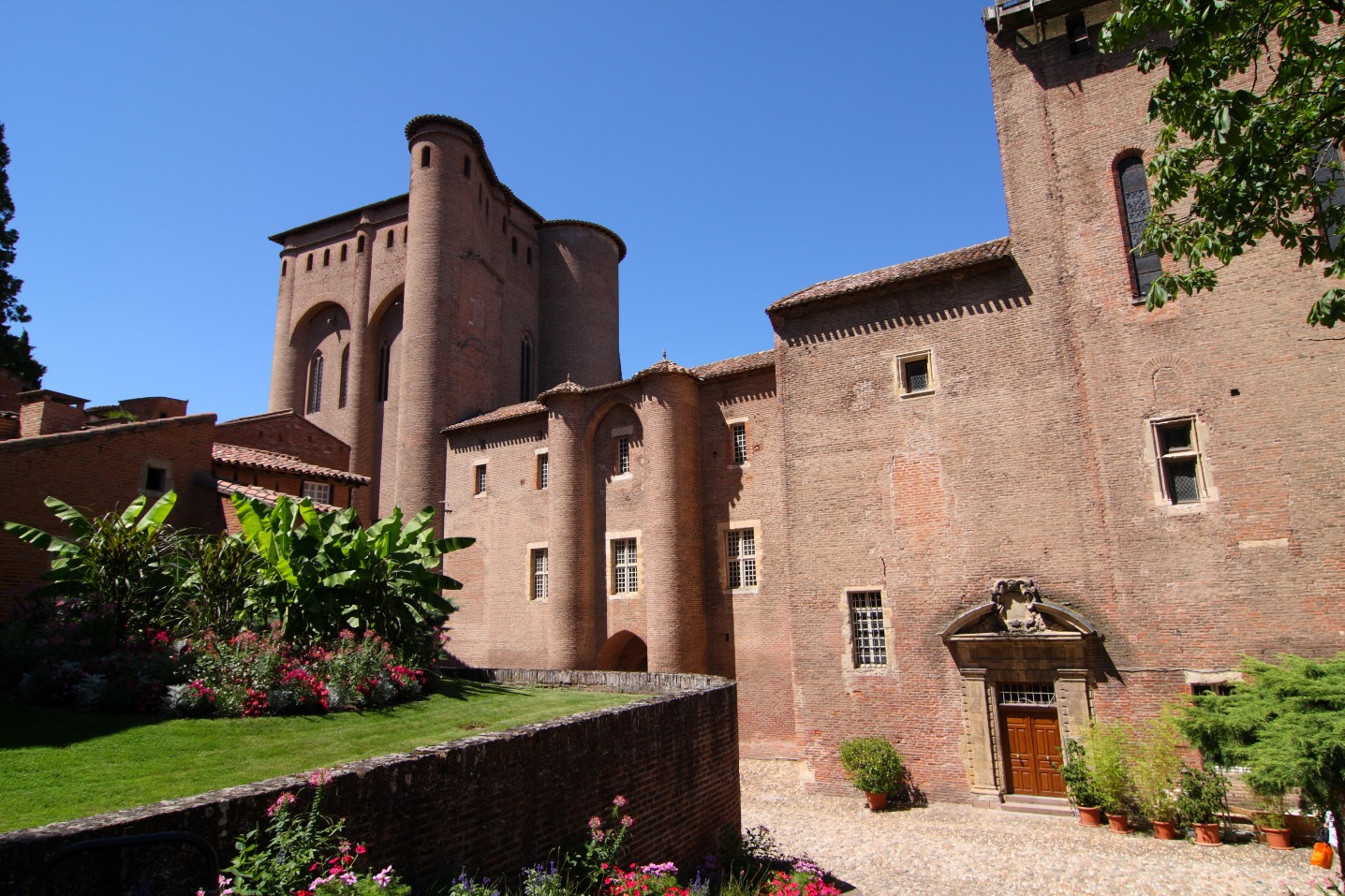
Palacio de la Berbie

- Gaillac: Abbaye Saint-Michel (s. X-XIII) e Iglesia de Saint-Pierre (s. XII-XIII)
- Lavaur: Catedral de Saint-Alain de Lavaur y Iglesia de Saint-François de Lavaur
- Rabastens: Iglesia de Notre-Dame-du-Bourg de Rabastens (s. XIII-XV)
- Cordes-sur-Ciel: Iglesia de San Miguel (s. XIII-XV)
- Giroussens: Iglesia de Sant Salvi (s. XIII)
- Lavaur (Tarn): Catedral de Saint-Alain (s. XIII) e Iglesia de Sant Francesc (s. XIII)

Gótico meridional en Tarn
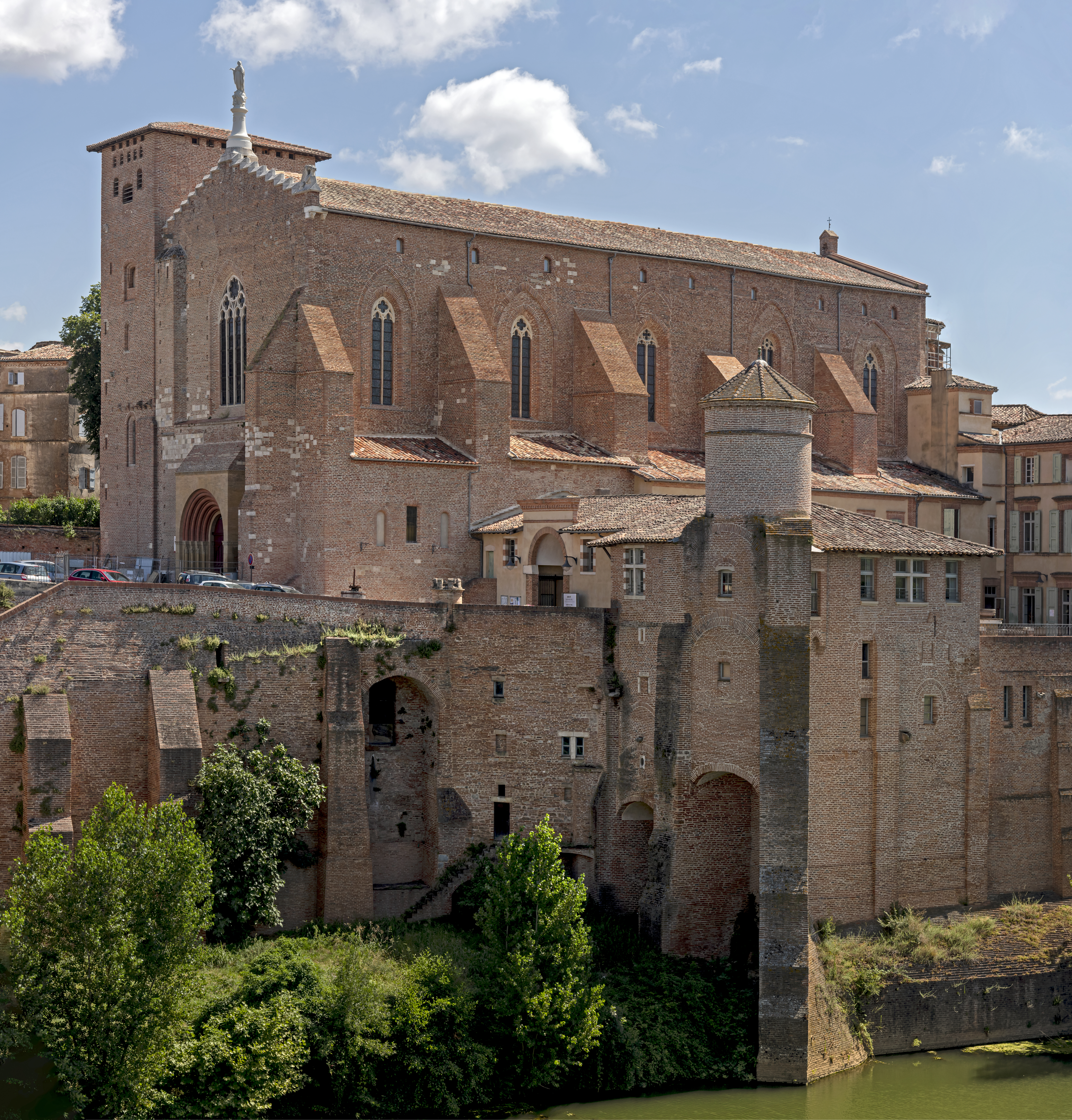
Saint-Michel, Gaillac
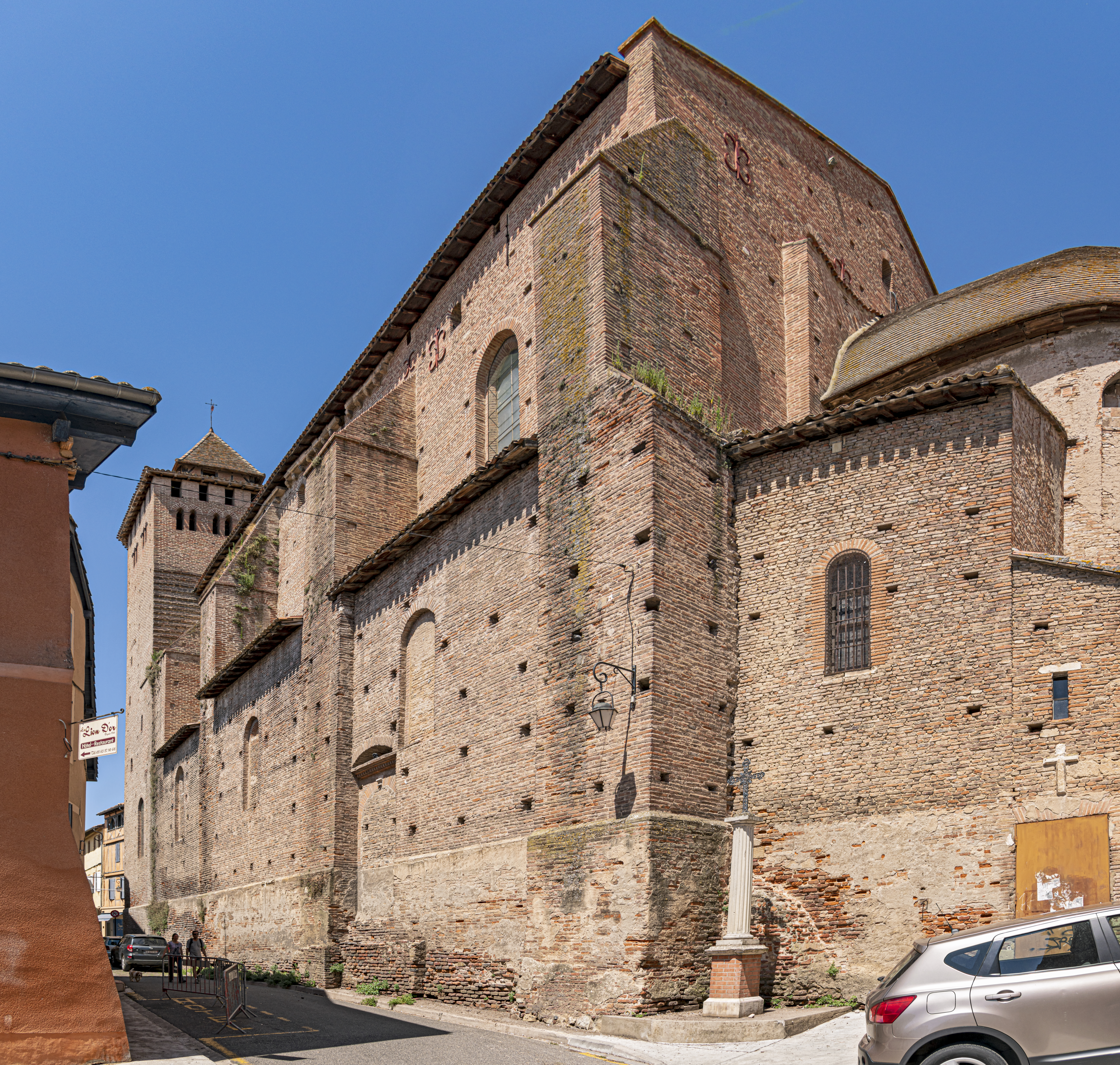
Saint-Pierre, Gaillac
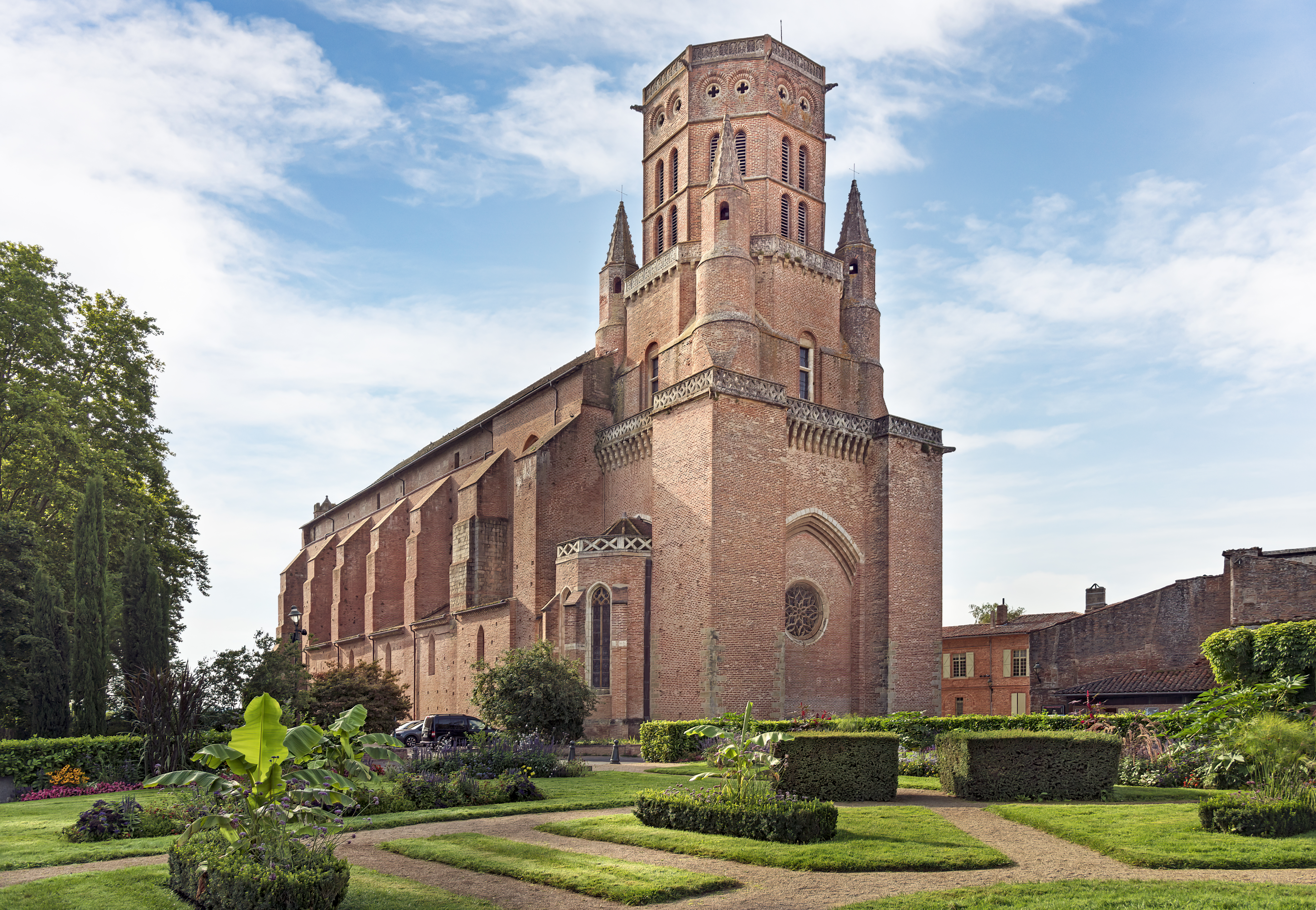
Catedral de Saint-Alain de Lavaur
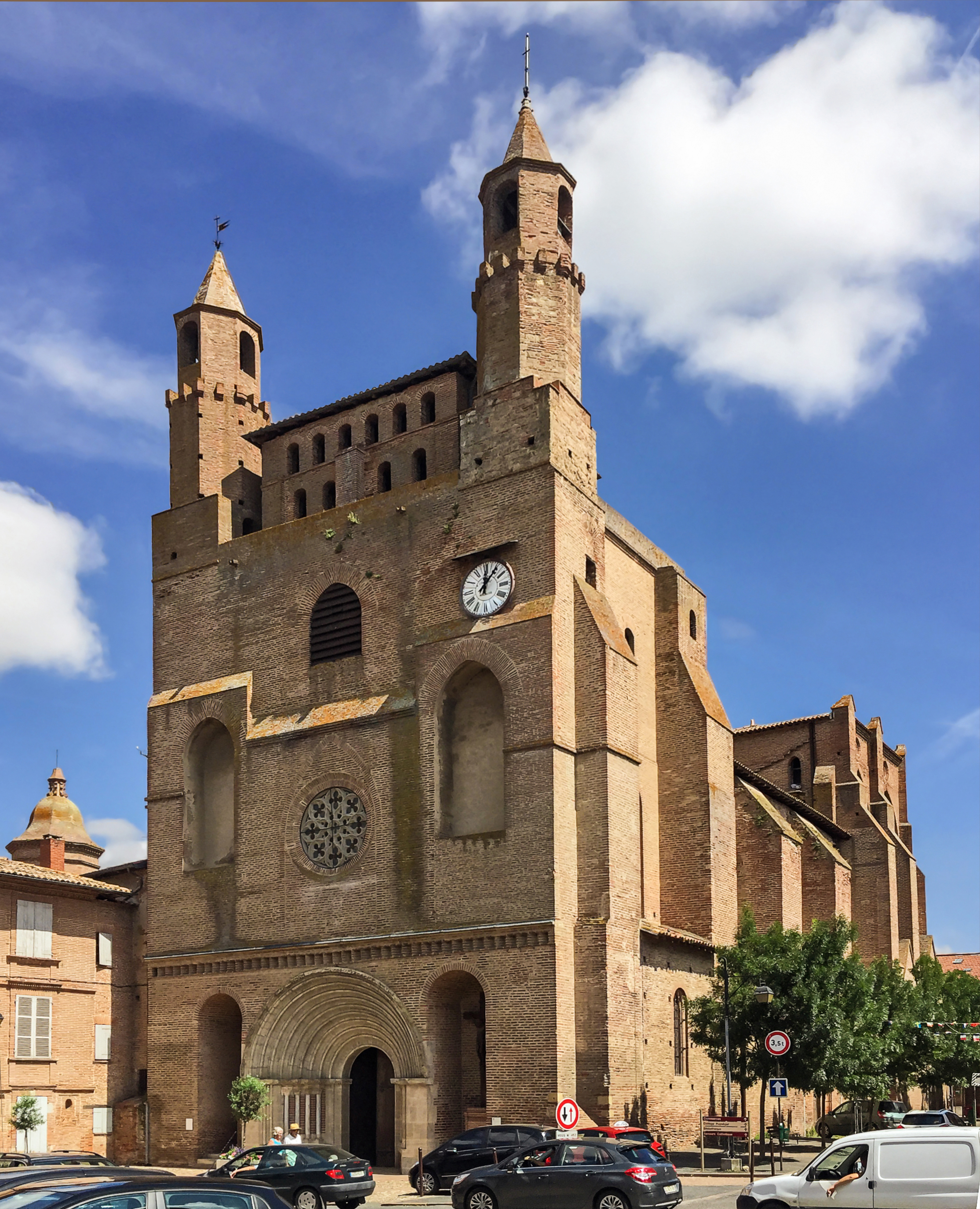
Notre-Dame-du-Bourg, Rabastens

### Departamento de Tarn y Garona
- Montauban: Iglesia de Saint-Jacques de Montauban (s. XIII)
- Beaumont-de-Lomagne: Iglesia de Nuestra Señora de la Asunción (s. XIV)
- Finhan: Iglesia de Saint-Martin (s. XIV con modificaciones neogóticas)
- Aucamville: Iglesia de Sant Martí d'Aucamvila (s. XIII-XVI)
- Auvillar: Capilla de Santa Caterina del Port (s. XIV) e iglesia de San Pedro (s. XIII-XIV)
- Castelmayran: Iglesia de Sant Mafre (s. XIII)
- Castelsarrasin: Iglesia de Sant Salvador (s. XIII-XV)

Gótico meridional en Tarn y Garona
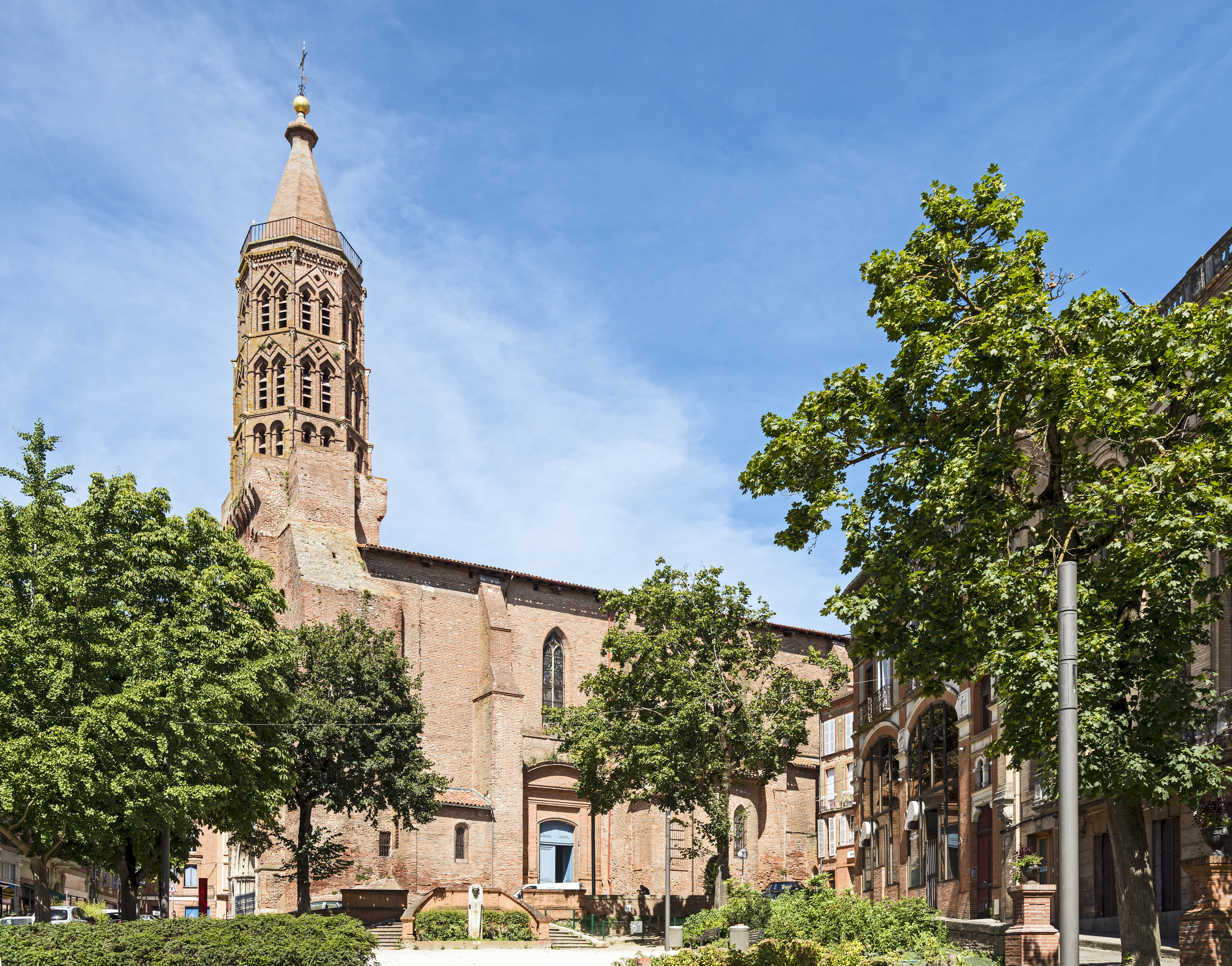
Saint-Jacques de Montauban
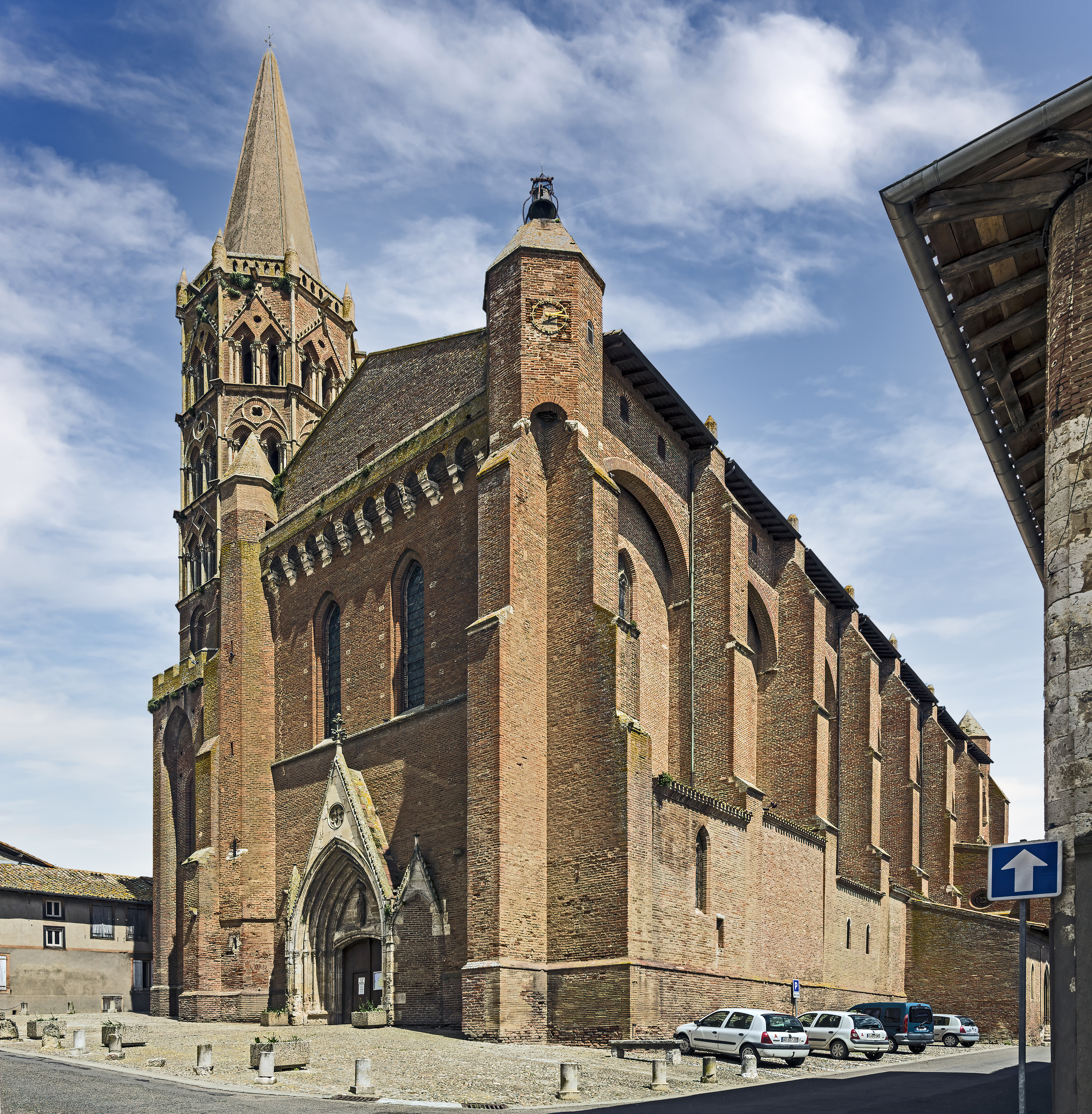
Iglesia de Nuestra Señora de la Asunción de Beaumont-de-Lomagne
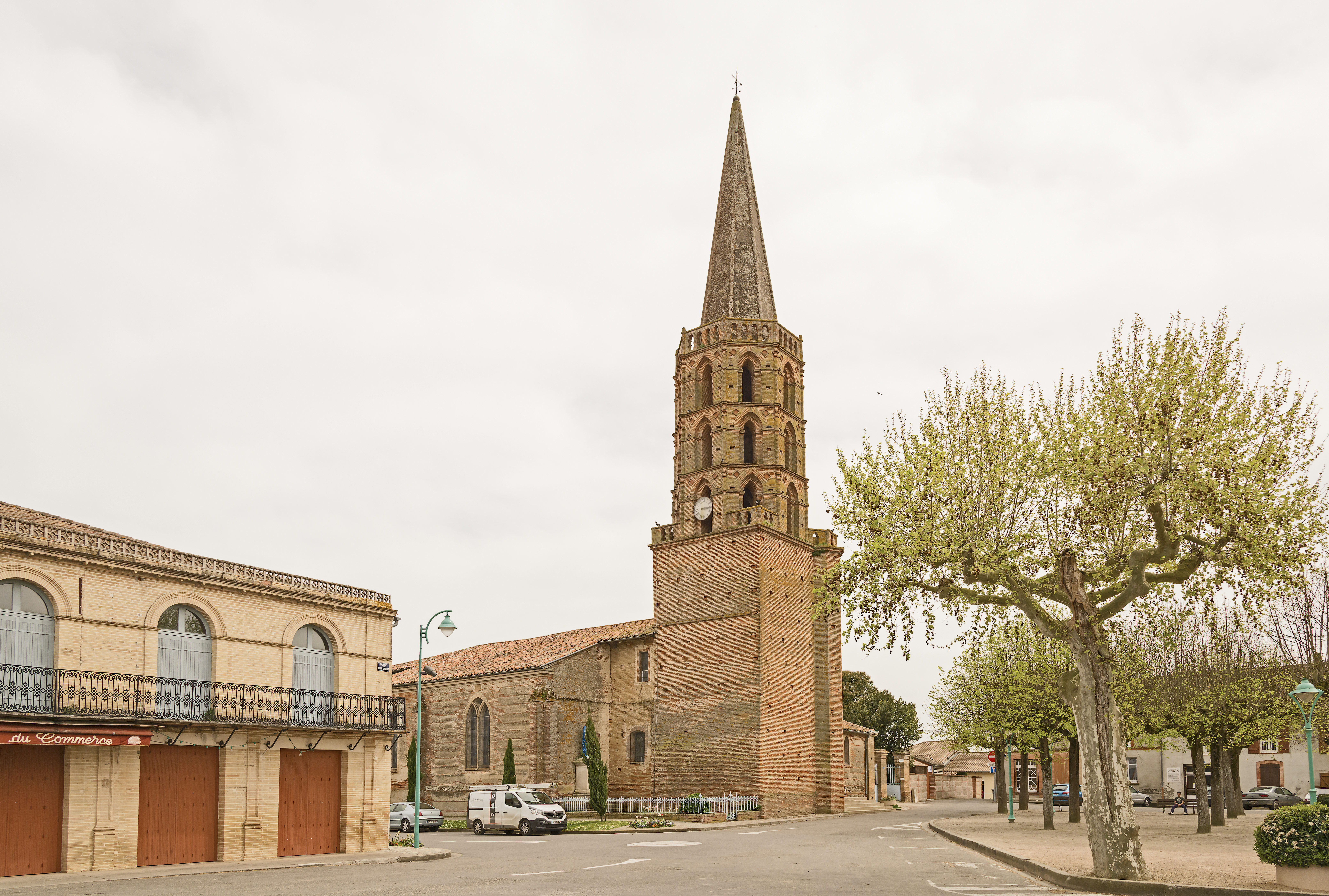
Saint-Martin de Finhan

### Departamento de Ariège
- Pamiers:

- Catedral Saint-Antonin  (s. XII-XIX)
- Iglesia de Notre-Dame-du-Camp (s. XIV), edificada en 1343 sobre una iglesia precedente románica (portal del oeste del s. XII), diversas reconstrucciones en 1466, 1672, 1769, 1773
- Torre de los Cordeliers de Pamiers (s. XIV-XVI)
- Torre del hôtel des Monnaies (s. XIV-XV)

- Lézat-sur-Lèze: Iglesia de Sant Joan Baptista (s. XII-XV)
- Le Fossat: Iglesia de Sant Bartomeu (s. XIV)
- Mirapeis: Catedral de San Mauricio (Mirepoix) (s. XII-XIX)
- Saint-Ybars: Iglesia de Sant Ibars (s.XIII-XIV)

Gótico meridional en Ariège
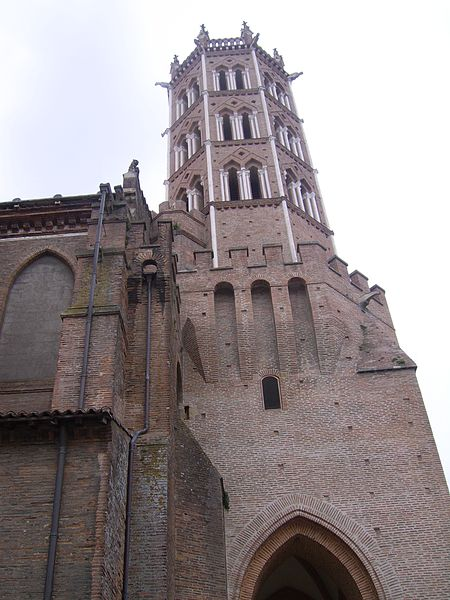
Catedral Saint-Antonin de Pamiers
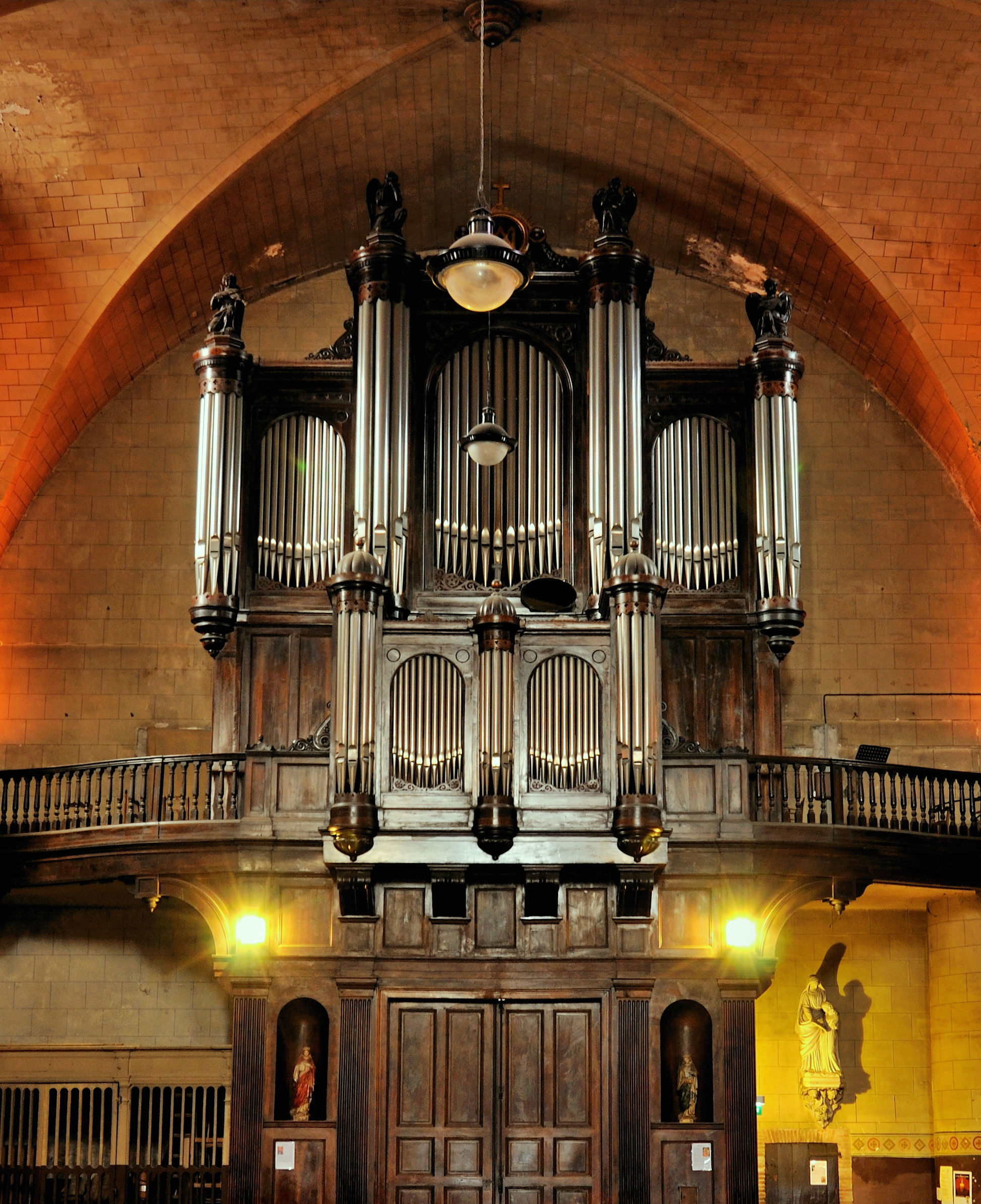
Notre Dame du Camp
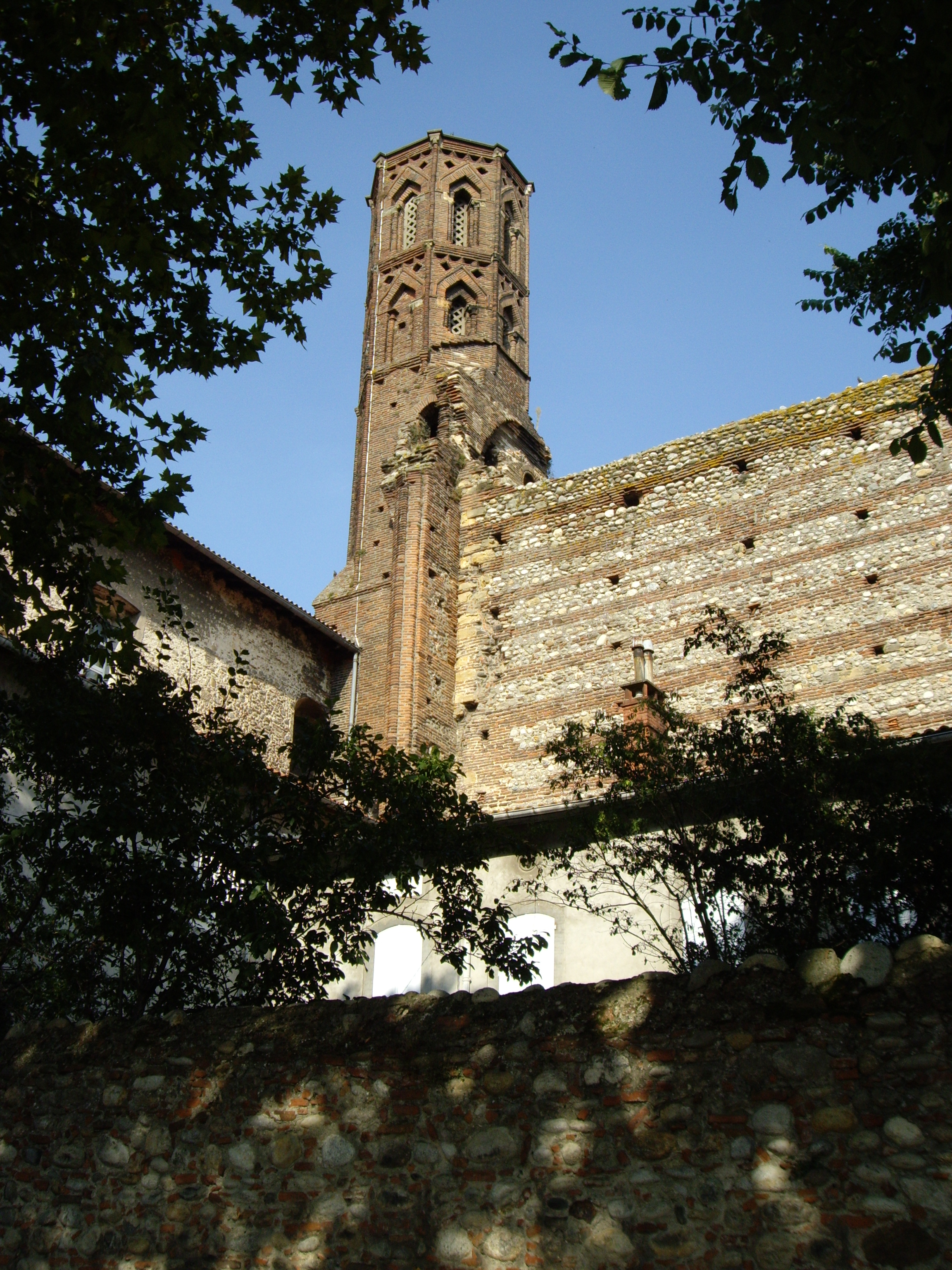
Torre de los Cordeleros
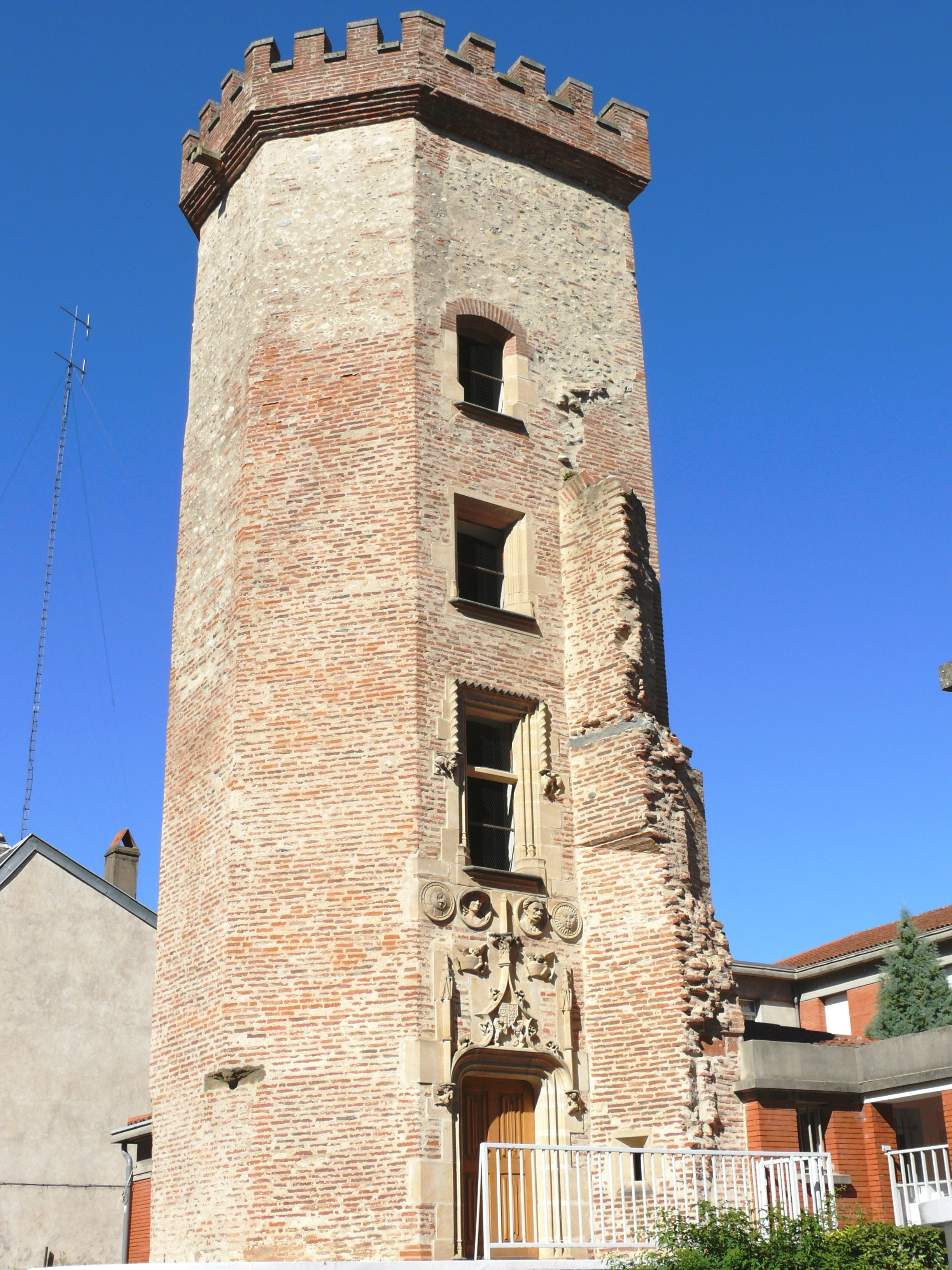
Torre del hôtel des Monnaies
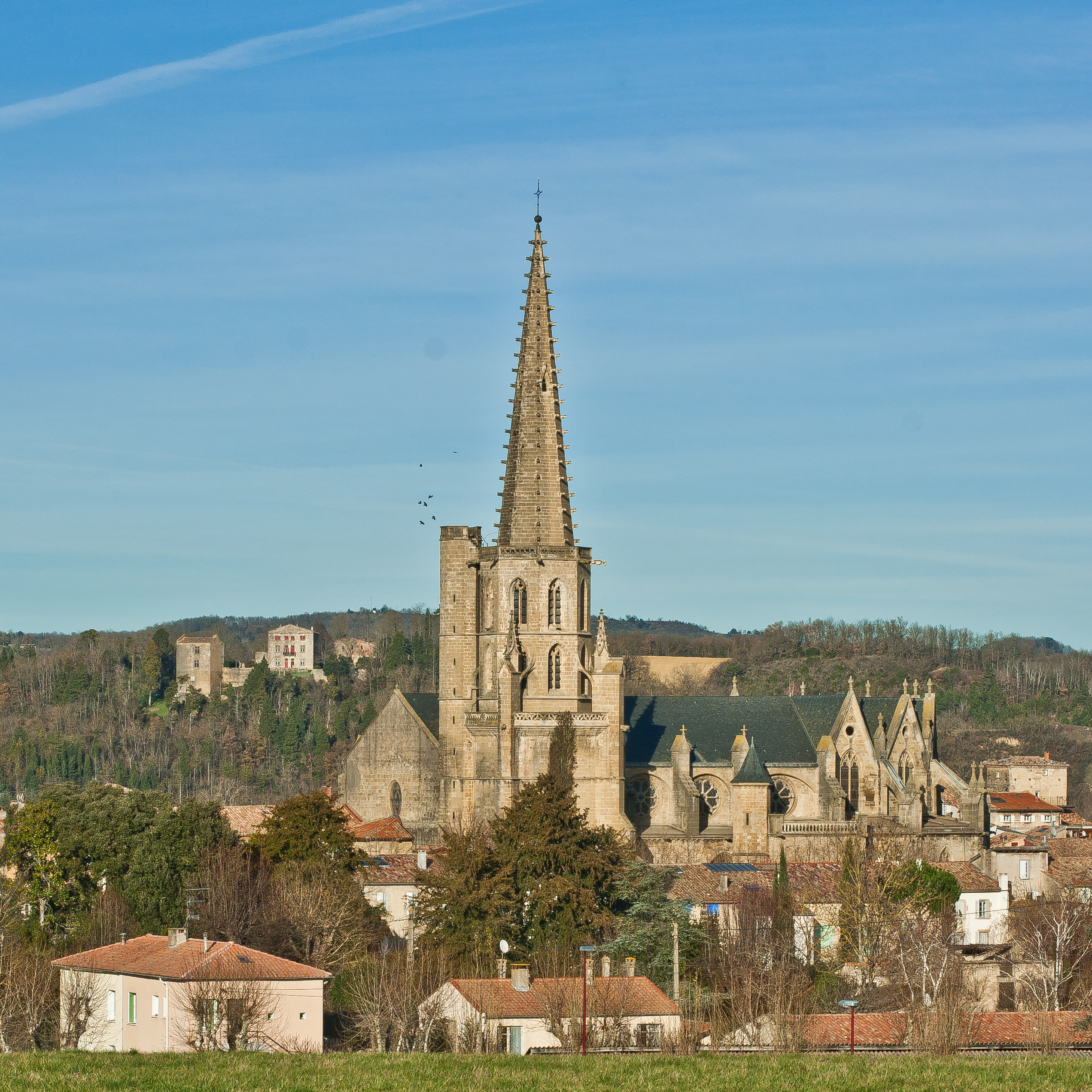
Catedral de San Mauricio (Mirepoix)

### Departamento de Gers
El departamento de Gers tiene una serie de edificios de tipo gótico meridional (catedrales de Condom, Lectoure, en piedra). Las construcciones de ladrillo se encuentran en la parte suroriental del departamento, la más cercana a la región de Toulouse.
- Gimont: Iglesia de Notre-Dame-de-l’Assomption (s. XIV-XV)
- Lombez: Catedral de Santa María (s. XIV-XV)
- Simorre: Iglesia de Notre-Dame de Simorre e Iglesia de Sant Cesar (s. XIV)
- Condom: Catedral de San Pedro (s. XIV)
- Lectoure: Catedral de San Gervasio y San Protasio (s. XII-XV)

Gótico meridional en Gers
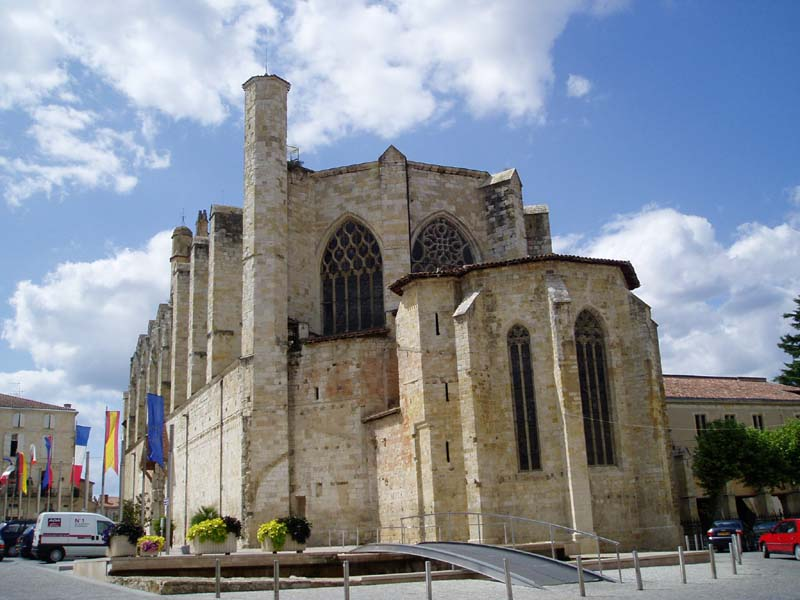
Catedral de San Pedro de Condom
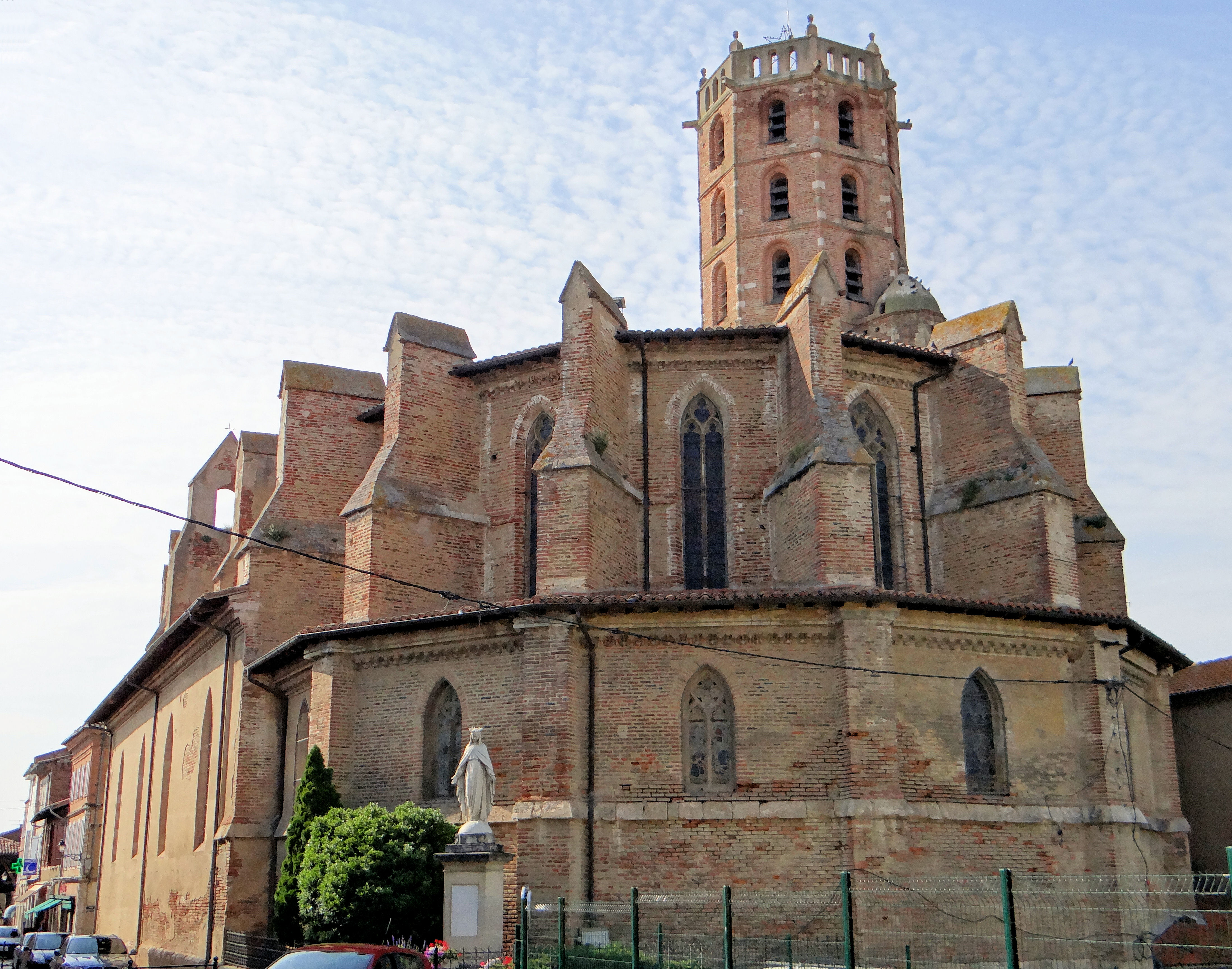
Notre-Dame de l’Assomption, Gimont
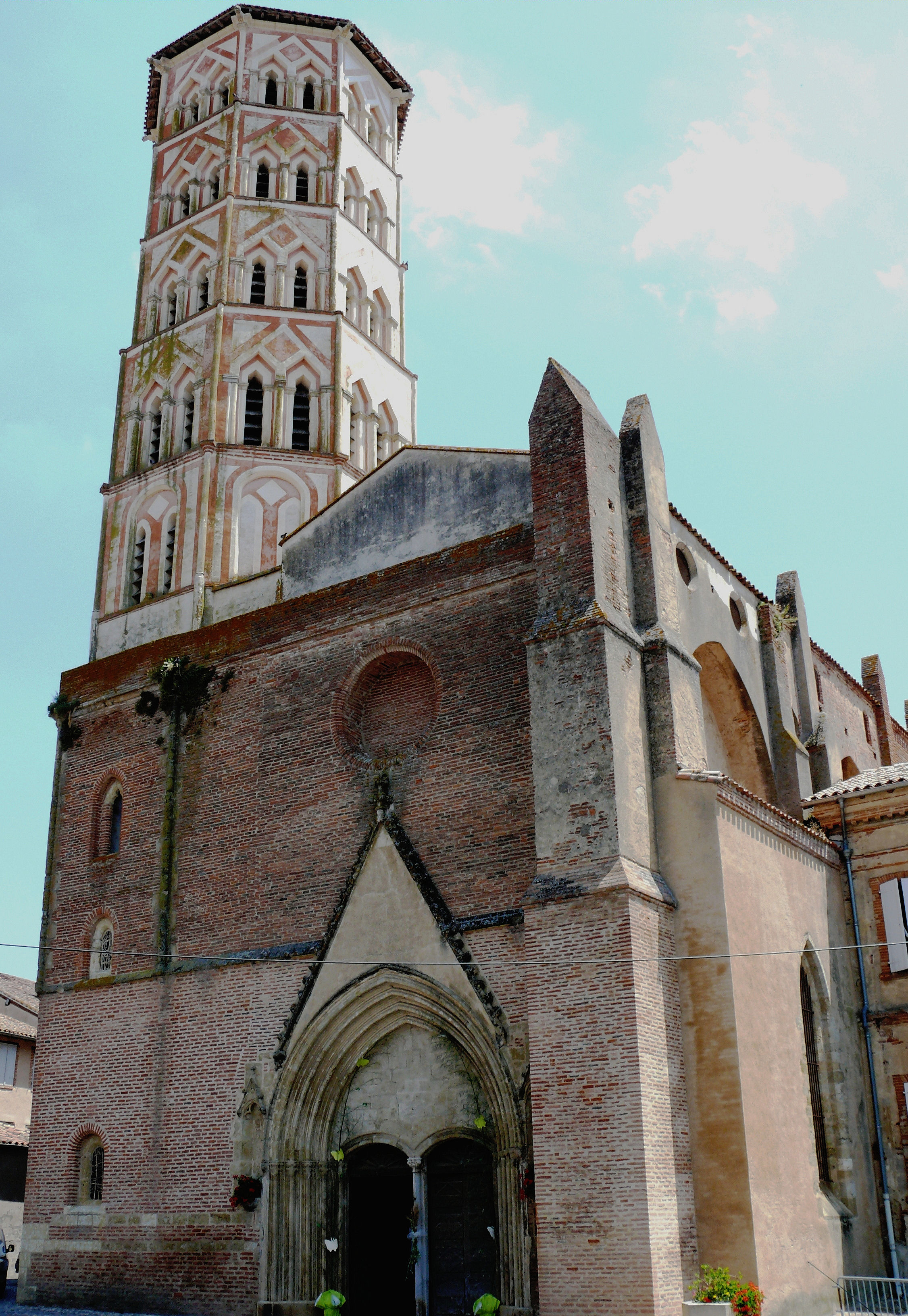
Catedral de Santa María (Lombez)
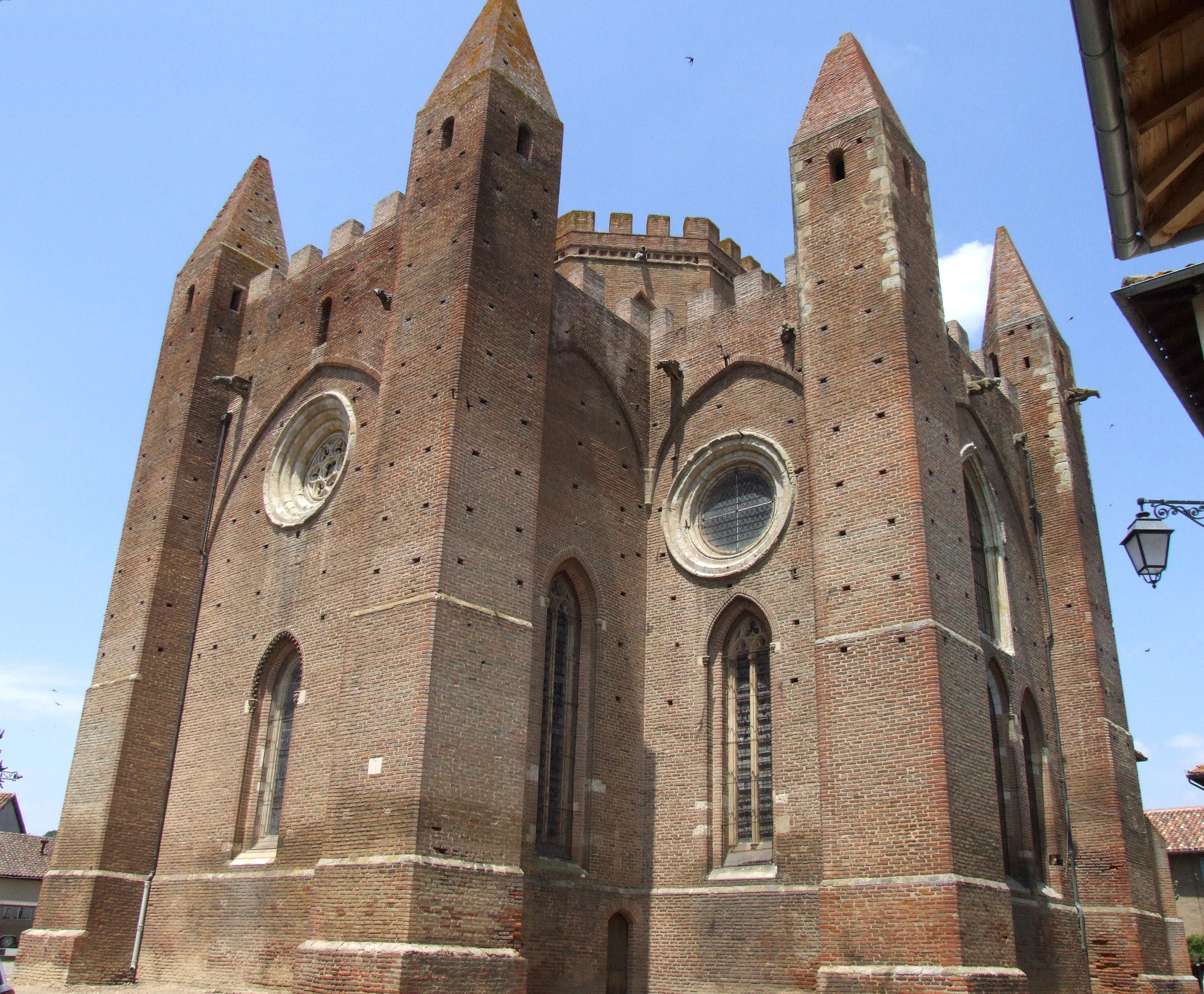
Notre-Dame de Simorre
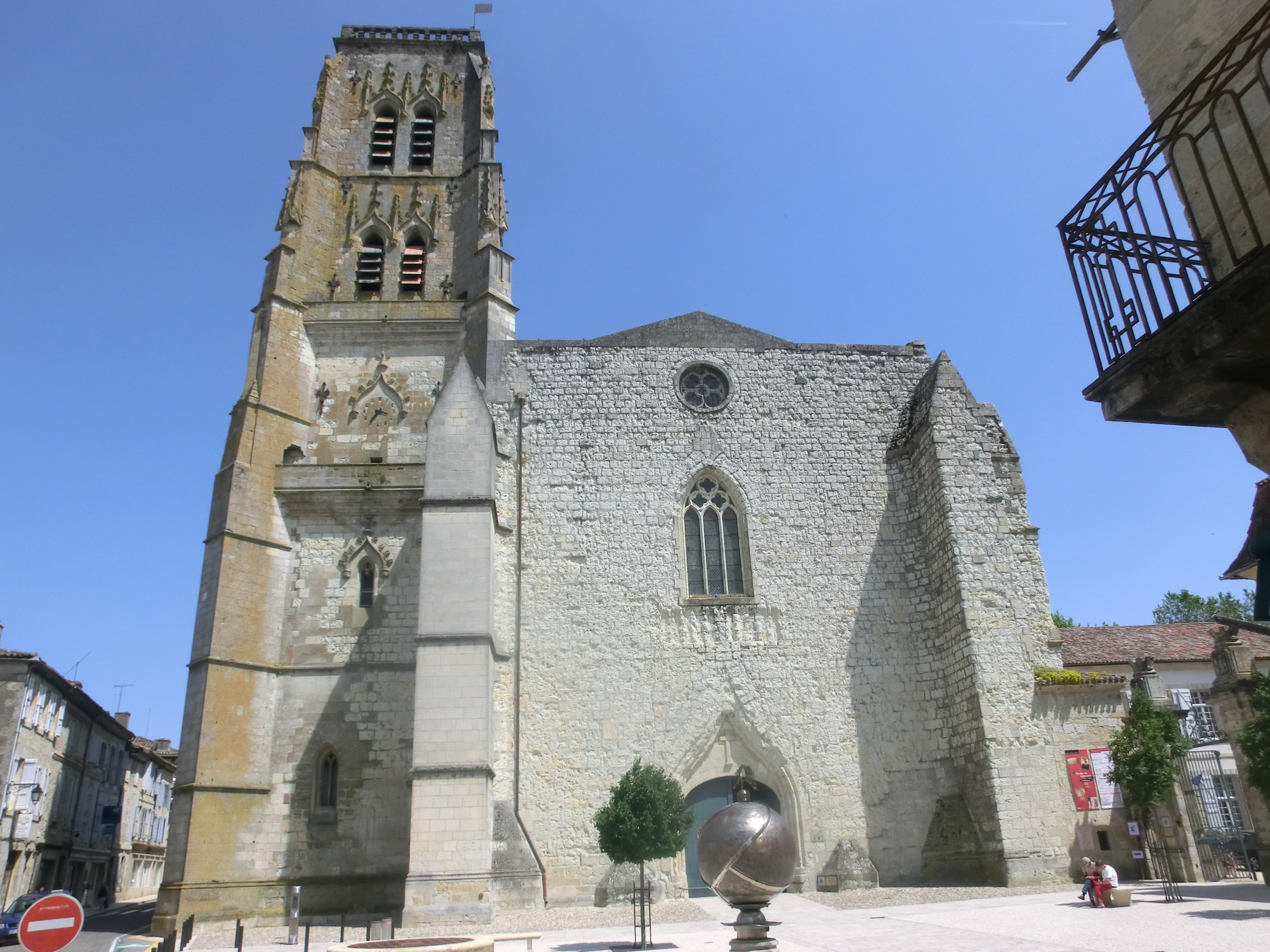
Catedral de San Gervasio y San Protasio de Lectoure

## Galería de fotos

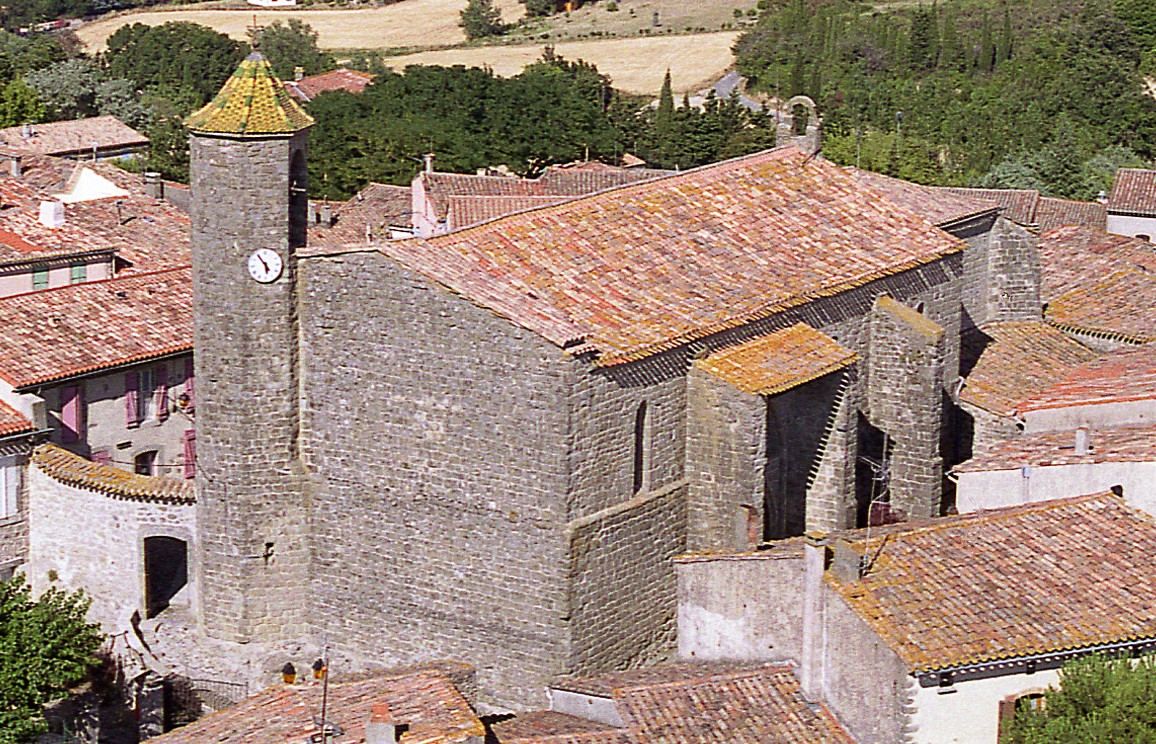
Iglesia Saint-Germain de Alairac
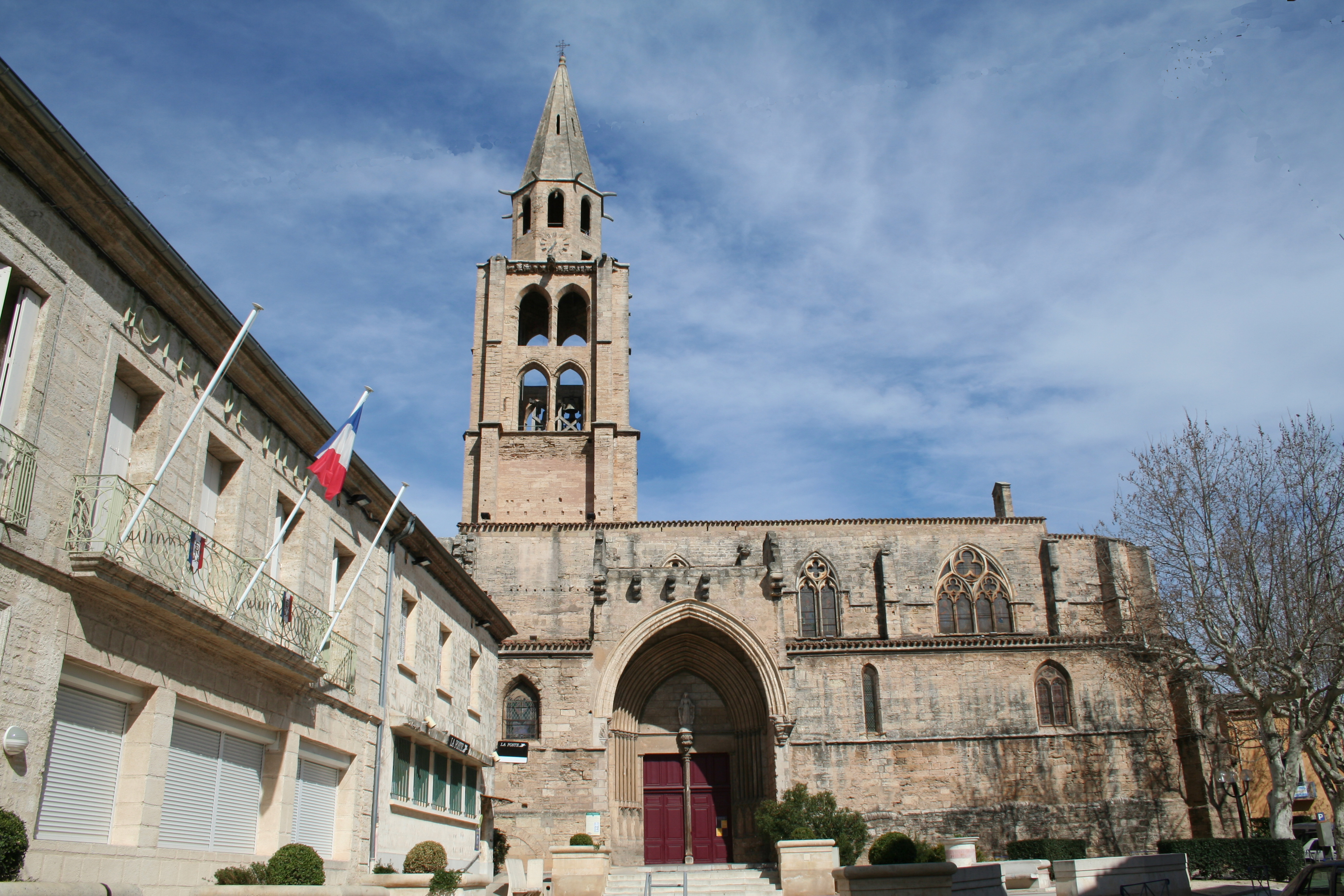
Iglesia de San Andrés de Montagnac (Hérault)
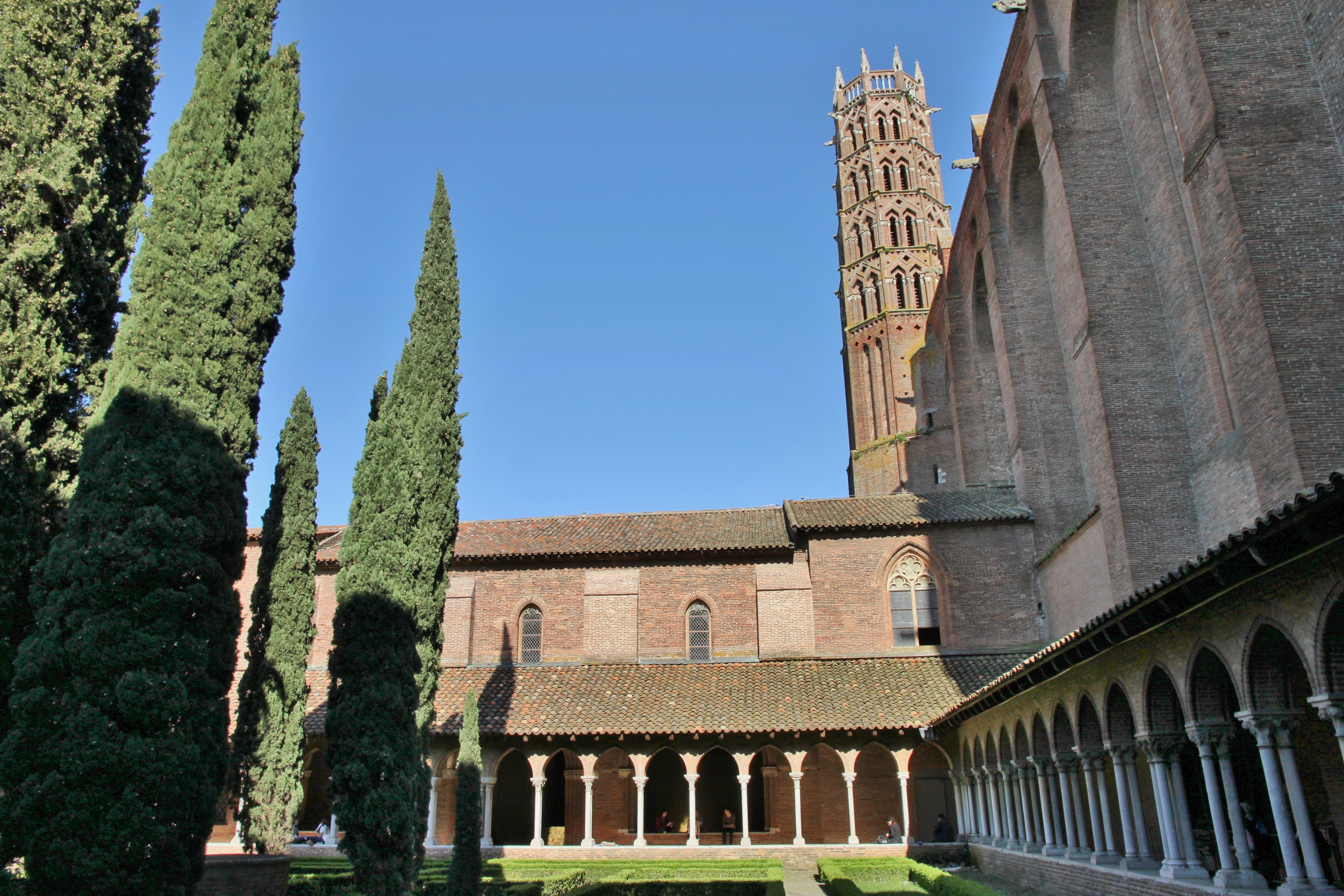
Claustro y campanario de los jacobinos de Toulouse
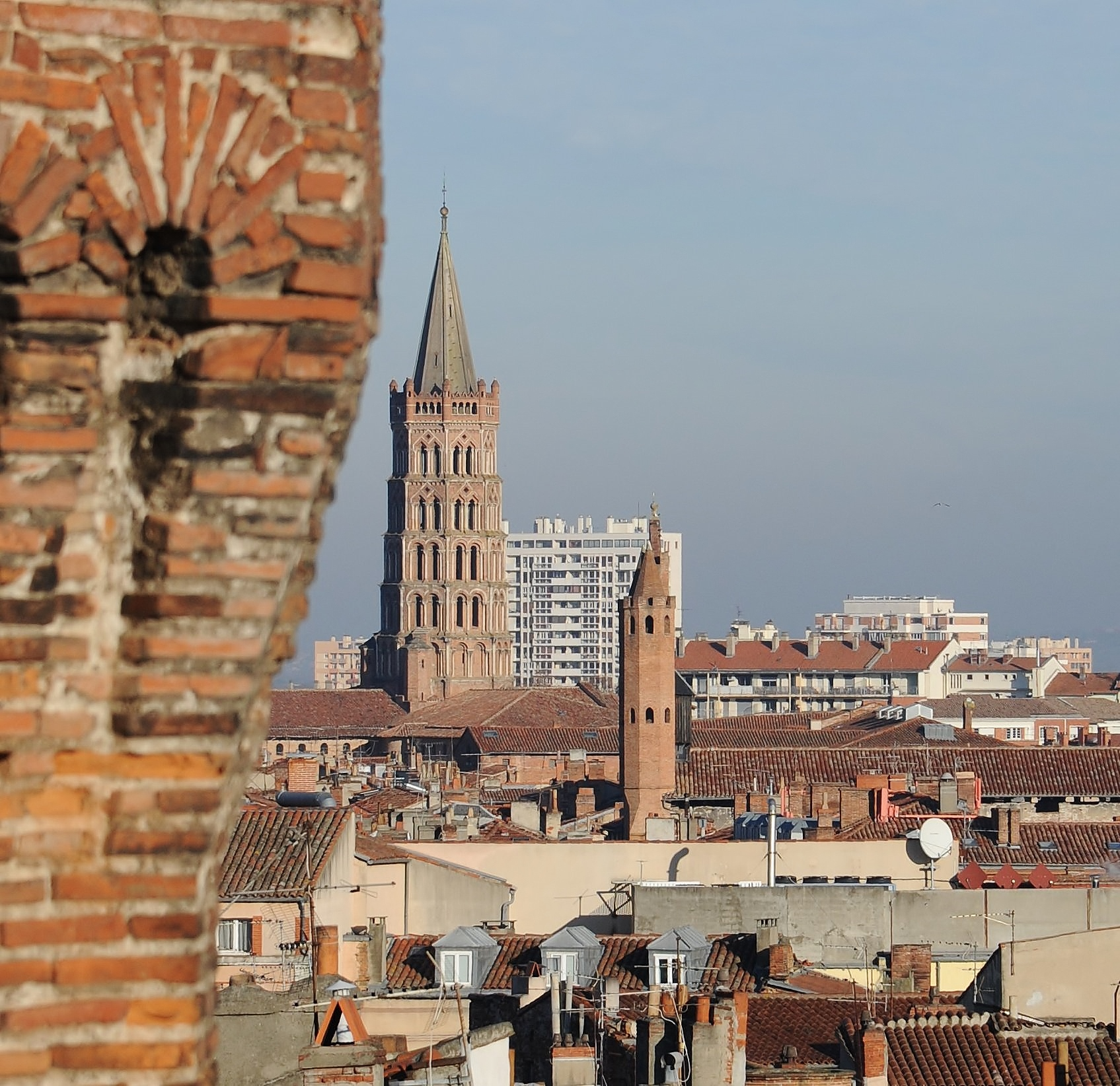
Los campanarios de Notre-Dame du Taur (a la derecha, visto desde el lateral) y de Saint-Sernin (en el centro), modelos de campanarios del gótico meridional
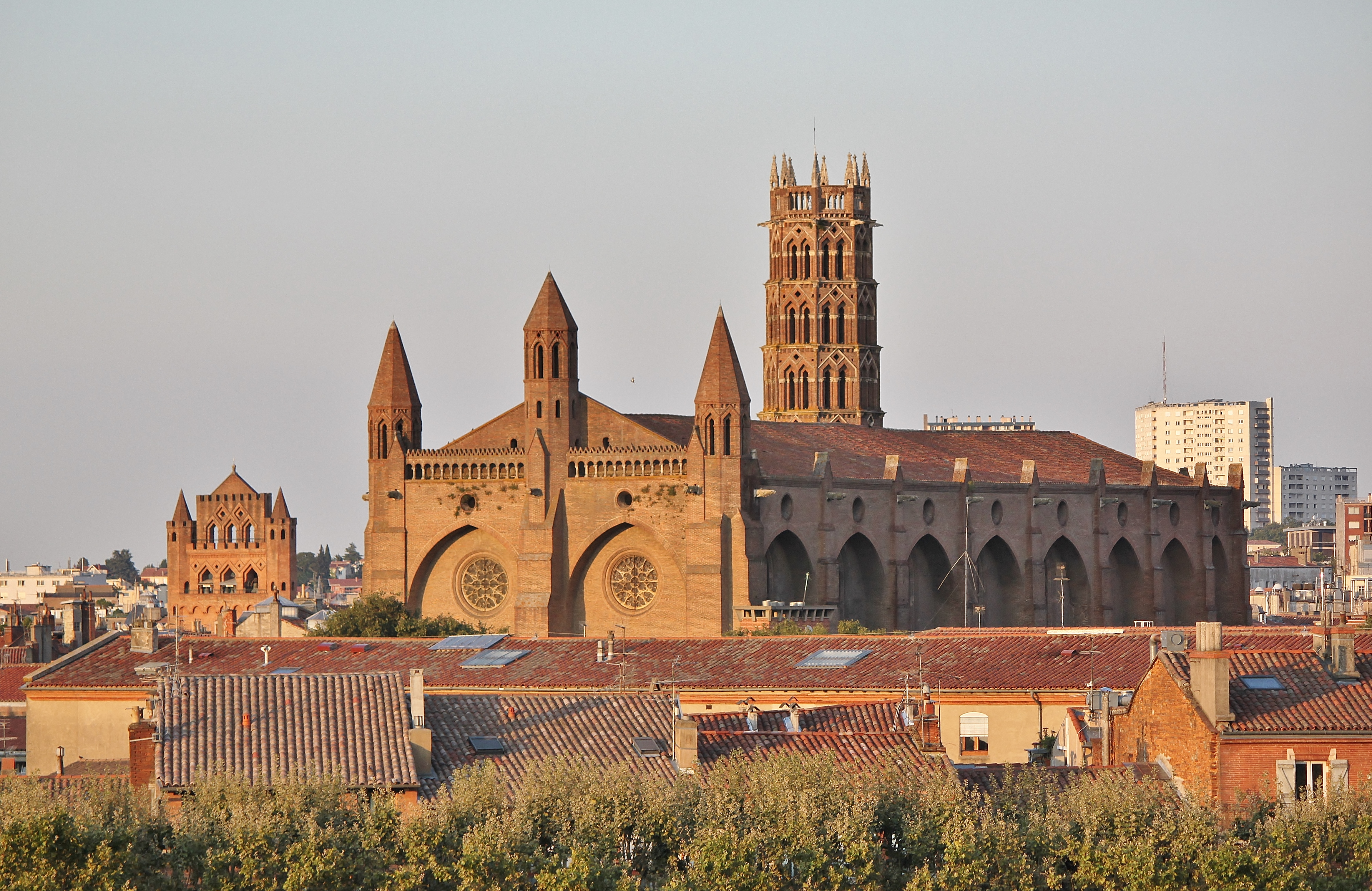
La enorme iglesia de los Jacobinos y, a laizquierda, Notre-Dame du Taur